# Desperado (шахматы)
«Desperado» — разновидность тактического удара в шахматах. Суть этого явления заключается в том, что фигура, находящаяся под боем, отходит с темпом и, на первый взгляд, жертвует собой, но эта жертва чаще всего мнимая и фактически представляет собой тактический, комбинационный удар. Возможно и другое определение: фигура, находящаяся под боем, перед своей гибелью успевает уничтожить одну из вражеских фигур; поскольку часто при этом более сильная фигура отдаётся за более слабую (например, ферзь за коня), то внешне это выглядит как жертва, но таковой на самом деле не является — отданный материал, как правило, тут же с лихвой возмещается.
Мотивы тактического удара desperado возникают обычно в острых позициях, когда на доске сразу несколько фигур (не менее двух) оказывается под боем. И тогда возникает такое явление — фигуры обоих противников, находясь под ударом, стремятся продать свою жизнь как можно дороже. В этом смысле такую комбинацию можно рассматривать как своего рода «жертву отчаяния» (Р. Фишер).
Часто мотивы комбинации desperado проявляются в качестве опровержения каких-либо неправильных, некорректных действий противника. В этом случае такой тактический удар является разновидностью промежуточного хода.
Тактический удар desperado, как правило, помогает стороне, осуществившей его, добиться определённых выгод. Чаще всего таким образом достигается решающий материальный перевес и выигранная позиция. Защищающейся стороне подобный тактический удар может помочь добиться ничейной или равной позиции.
Эм. Ласкер так образно писал о сути явления desperado:

Иногда фигура невольно действует на руку противнику, например, когда она ограничивает подвижность собственных фигур… Поэтому весьма распространённым мотивом является буйное стремление к атаке, проявляемое обречённой на гибель или, если так можно выразиться, потерявшей всякую надежду фигурой. Она становится desperado (неистовой, отчаянной)".— Ласкер Эм. Учебник шахматной игры. — Москва: Физкультура и спорт, 1980. — С. 145. — 352 с.
Не всякая жертвующая собой фигура является desperado. Это явление следует отличать от других разновидностей жертв и комбинаций в шахматах.

## Примеры

### ПартияПетросян—Фишер
|   | a | b | c | d | e | f | g | h |   |
| - | --- | --- | --- | --- | --- | --- | --- | --- | - |
| 8 | a8 чёрная ладья · c8 чёрный слон · d8 чёрный ферзь · f8 чёрная ладья · g8 чёрный король · a7 чёрная пешка · b7 чёрная пешка · c7 чёрная пешка · e7 чёрный конь · g7 чёрный слон · h7 чёрная пешка · d6 чёрная пешка · d5 белая пешка · e5 чёрная пешка · f5 чёрная пешка · h5 чёрный конь · c4 белая пешка · c3 белый конь · f3 белый конь · g3 белая пешка · a2 белая пешка · b2 белая пешка · f2 белая пешка · g2 белый слон · h2 белая пешка · a1 белая ладья · c1 белый слон · d1 белый ферзь · f1 белая ладья · g1 белый король | a8 чёрная ладья · c8 чёрный слон · d8 чёрный ферзь · f8 чёрная ладья · g8 чёрный король · a7 чёрная пешка · b7 чёрная пешка · c7 чёрная пешка · e7 чёрный конь · g7 чёрный слон · h7 чёрная пешка · d6 чёрная пешка · d5 белая пешка · e5 чёрная пешка · f5 чёрная пешка · h5 чёрный конь · c4 белая пешка · c3 белый конь · f3 белый конь · g3 белая пешка · a2 белая пешка · b2 белая пешка · f2 белая пешка · g2 белый слон · h2 белая пешка · a1 белая ладья · c1 белый слон · d1 белый ферзь · f1 белая ладья · g1 белый король | a8 чёрная ладья · c8 чёрный слон · d8 чёрный ферзь · f8 чёрная ладья · g8 чёрный король · a7 чёрная пешка · b7 чёрная пешка · c7 чёрная пешка · e7 чёрный конь · g7 чёрный слон · h7 чёрная пешка · d6 чёрная пешка · d5 белая пешка · e5 чёрная пешка · f5 чёрная пешка · h5 чёрный конь · c4 белая пешка · c3 белый конь · f3 белый конь · g3 белая пешка · a2 белая пешка · b2 белая пешка · f2 белая пешка · g2 белый слон · h2 белая пешка · a1 белая ладья · c1 белый слон · d1 белый ферзь · f1 белая ладья · g1 белый король | a8 чёрная ладья · c8 чёрный слон · d8 чёрный ферзь · f8 чёрная ладья · g8 чёрный король · a7 чёрная пешка · b7 чёрная пешка · c7 чёрная пешка · e7 чёрный конь · g7 чёрный слон · h7 чёрная пешка · d6 чёрная пешка · d5 белая пешка · e5 чёрная пешка · f5 чёрная пешка · h5 чёрный конь · c4 белая пешка · c3 белый конь · f3 белый конь · g3 белая пешка · a2 белая пешка · b2 белая пешка · f2 белая пешка · g2 белый слон · h2 белая пешка · a1 белая ладья · c1 белый слон · d1 белый ферзь · f1 белая ладья · g1 белый король | a8 чёрная ладья · c8 чёрный слон · d8 чёрный ферзь · f8 чёрная ладья · g8 чёрный король · a7 чёрная пешка · b7 чёрная пешка · c7 чёрная пешка · e7 чёрный конь · g7 чёрный слон · h7 чёрная пешка · d6 чёрная пешка · d5 белая пешка · e5 чёрная пешка · f5 чёрная пешка · h5 чёрный конь · c4 белая пешка · c3 белый конь · f3 белый конь · g3 белая пешка · a2 белая пешка · b2 белая пешка · f2 белая пешка · g2 белый слон · h2 белая пешка · a1 белая ладья · c1 белый слон · d1 белый ферзь · f1 белая ладья · g1 белый король | a8 чёрная ладья · c8 чёрный слон · d8 чёрный ферзь · f8 чёрная ладья · g8 чёрный король · a7 чёрная пешка · b7 чёрная пешка · c7 чёрная пешка · e7 чёрный конь · g7 чёрный слон · h7 чёрная пешка · d6 чёрная пешка · d5 белая пешка · e5 чёрная пешка · f5 чёрная пешка · h5 чёрный конь · c4 белая пешка · c3 белый конь · f3 белый конь · g3 белая пешка · a2 белая пешка · b2 белая пешка · f2 белая пешка · g2 белый слон · h2 белая пешка · a1 белая ладья · c1 белый слон · d1 белый ферзь · f1 белая ладья · g1 белый король | a8 чёрная ладья · c8 чёрный слон · d8 чёрный ферзь · f8 чёрная ладья · g8 чёрный король · a7 чёрная пешка · b7 чёрная пешка · c7 чёрная пешка · e7 чёрный конь · g7 чёрный слон · h7 чёрная пешка · d6 чёрная пешка · d5 белая пешка · e5 чёрная пешка · f5 чёрная пешка · h5 чёрный конь · c4 белая пешка · c3 белый конь · f3 белый конь · g3 белая пешка · a2 белая пешка · b2 белая пешка · f2 белая пешка · g2 белый слон · h2 белая пешка · a1 белая ладья · c1 белый слон · d1 белый ферзь · f1 белая ладья · g1 белый король | a8 чёрная ладья · c8 чёрный слон · d8 чёрный ферзь · f8 чёрная ладья · g8 чёрный король · a7 чёрная пешка · b7 чёрная пешка · c7 чёрная пешка · e7 чёрный конь · g7 чёрный слон · h7 чёрная пешка · d6 чёрная пешка · d5 белая пешка · e5 чёрная пешка · f5 чёрная пешка · h5 чёрный конь · c4 белая пешка · c3 белый конь · f3 белый конь · g3 белая пешка · a2 белая пешка · b2 белая пешка · f2 белая пешка · g2 белый слон · h2 белая пешка · a1 белая ладья · c1 белый слон · d1 белый ферзь · f1 белая ладья · g1 белый король | 8 |
| 7 | a8 чёрная ладья · c8 чёрный слон · d8 чёрный ферзь · f8 чёрная ладья · g8 чёрный король · a7 чёрная пешка · b7 чёрная пешка · c7 чёрная пешка · e7 чёрный конь · g7 чёрный слон · h7 чёрная пешка · d6 чёрная пешка · d5 белая пешка · e5 чёрная пешка · f5 чёрная пешка · h5 чёрный конь · c4 белая пешка · c3 белый конь · f3 белый конь · g3 белая пешка · a2 белая пешка · b2 белая пешка · f2 белая пешка · g2 белый слон · h2 белая пешка · a1 белая ладья · c1 белый слон · d1 белый ферзь · f1 белая ладья · g1 белый король | a8 чёрная ладья · c8 чёрный слон · d8 чёрный ферзь · f8 чёрная ладья · g8 чёрный король · a7 чёрная пешка · b7 чёрная пешка · c7 чёрная пешка · e7 чёрный конь · g7 чёрный слон · h7 чёрная пешка · d6 чёрная пешка · d5 белая пешка · e5 чёрная пешка · f5 чёрная пешка · h5 чёрный конь · c4 белая пешка · c3 белый конь · f3 белый конь · g3 белая пешка · a2 белая пешка · b2 белая пешка · f2 белая пешка · g2 белый слон · h2 белая пешка · a1 белая ладья · c1 белый слон · d1 белый ферзь · f1 белая ладья · g1 белый король | a8 чёрная ладья · c8 чёрный слон · d8 чёрный ферзь · f8 чёрная ладья · g8 чёрный король · a7 чёрная пешка · b7 чёрная пешка · c7 чёрная пешка · e7 чёрный конь · g7 чёрный слон · h7 чёрная пешка · d6 чёрная пешка · d5 белая пешка · e5 чёрная пешка · f5 чёрная пешка · h5 чёрный конь · c4 белая пешка · c3 белый конь · f3 белый конь · g3 белая пешка · a2 белая пешка · b2 белая пешка · f2 белая пешка · g2 белый слон · h2 белая пешка · a1 белая ладья · c1 белый слон · d1 белый ферзь · f1 белая ладья · g1 белый король | a8 чёрная ладья · c8 чёрный слон · d8 чёрный ферзь · f8 чёрная ладья · g8 чёрный король · a7 чёрная пешка · b7 чёрная пешка · c7 чёрная пешка · e7 чёрный конь · g7 чёрный слон · h7 чёрная пешка · d6 чёрная пешка · d5 белая пешка · e5 чёрная пешка · f5 чёрная пешка · h5 чёрный конь · c4 белая пешка · c3 белый конь · f3 белый конь · g3 белая пешка · a2 белая пешка · b2 белая пешка · f2 белая пешка · g2 белый слон · h2 белая пешка · a1 белая ладья · c1 белый слон · d1 белый ферзь · f1 белая ладья · g1 белый король | a8 чёрная ладья · c8 чёрный слон · d8 чёрный ферзь · f8 чёрная ладья · g8 чёрный король · a7 чёрная пешка · b7 чёрная пешка · c7 чёрная пешка · e7 чёрный конь · g7 чёрный слон · h7 чёрная пешка · d6 чёрная пешка · d5 белая пешка · e5 чёрная пешка · f5 чёрная пешка · h5 чёрный конь · c4 белая пешка · c3 белый конь · f3 белый конь · g3 белая пешка · a2 белая пешка · b2 белая пешка · f2 белая пешка · g2 белый слон · h2 белая пешка · a1 белая ладья · c1 белый слон · d1 белый ферзь · f1 белая ладья · g1 белый король | a8 чёрная ладья · c8 чёрный слон · d8 чёрный ферзь · f8 чёрная ладья · g8 чёрный король · a7 чёрная пешка · b7 чёрная пешка · c7 чёрная пешка · e7 чёрный конь · g7 чёрный слон · h7 чёрная пешка · d6 чёрная пешка · d5 белая пешка · e5 чёрная пешка · f5 чёрная пешка · h5 чёрный конь · c4 белая пешка · c3 белый конь · f3 белый конь · g3 белая пешка · a2 белая пешка · b2 белая пешка · f2 белая пешка · g2 белый слон · h2 белая пешка · a1 белая ладья · c1 белый слон · d1 белый ферзь · f1 белая ладья · g1 белый король | a8 чёрная ладья · c8 чёрный слон · d8 чёрный ферзь · f8 чёрная ладья · g8 чёрный король · a7 чёрная пешка · b7 чёрная пешка · c7 чёрная пешка · e7 чёрный конь · g7 чёрный слон · h7 чёрная пешка · d6 чёрная пешка · d5 белая пешка · e5 чёрная пешка · f5 чёрная пешка · h5 чёрный конь · c4 белая пешка · c3 белый конь · f3 белый конь · g3 белая пешка · a2 белая пешка · b2 белая пешка · f2 белая пешка · g2 белый слон · h2 белая пешка · a1 белая ладья · c1 белый слон · d1 белый ферзь · f1 белая ладья · g1 белый король | a8 чёрная ладья · c8 чёрный слон · d8 чёрный ферзь · f8 чёрная ладья · g8 чёрный король · a7 чёрная пешка · b7 чёрная пешка · c7 чёрная пешка · e7 чёрный конь · g7 чёрный слон · h7 чёрная пешка · d6 чёрная пешка · d5 белая пешка · e5 чёрная пешка · f5 чёрная пешка · h5 чёрный конь · c4 белая пешка · c3 белый конь · f3 белый конь · g3 белая пешка · a2 белая пешка · b2 белая пешка · f2 белая пешка · g2 белый слон · h2 белая пешка · a1 белая ладья · c1 белый слон · d1 белый ферзь · f1 белая ладья · g1 белый король | 7 |
| 6 | a8 чёрная ладья · c8 чёрный слон · d8 чёрный ферзь · f8 чёрная ладья · g8 чёрный король · a7 чёрная пешка · b7 чёрная пешка · c7 чёрная пешка · e7 чёрный конь · g7 чёрный слон · h7 чёрная пешка · d6 чёрная пешка · d5 белая пешка · e5 чёрная пешка · f5 чёрная пешка · h5 чёрный конь · c4 белая пешка · c3 белый конь · f3 белый конь · g3 белая пешка · a2 белая пешка · b2 белая пешка · f2 белая пешка · g2 белый слон · h2 белая пешка · a1 белая ладья · c1 белый слон · d1 белый ферзь · f1 белая ладья · g1 белый король | a8 чёрная ладья · c8 чёрный слон · d8 чёрный ферзь · f8 чёрная ладья · g8 чёрный король · a7 чёрная пешка · b7 чёрная пешка · c7 чёрная пешка · e7 чёрный конь · g7 чёрный слон · h7 чёрная пешка · d6 чёрная пешка · d5 белая пешка · e5 чёрная пешка · f5 чёрная пешка · h5 чёрный конь · c4 белая пешка · c3 белый конь · f3 белый конь · g3 белая пешка · a2 белая пешка · b2 белая пешка · f2 белая пешка · g2 белый слон · h2 белая пешка · a1 белая ладья · c1 белый слон · d1 белый ферзь · f1 белая ладья · g1 белый король | a8 чёрная ладья · c8 чёрный слон · d8 чёрный ферзь · f8 чёрная ладья · g8 чёрный король · a7 чёрная пешка · b7 чёрная пешка · c7 чёрная пешка · e7 чёрный конь · g7 чёрный слон · h7 чёрная пешка · d6 чёрная пешка · d5 белая пешка · e5 чёрная пешка · f5 чёрная пешка · h5 чёрный конь · c4 белая пешка · c3 белый конь · f3 белый конь · g3 белая пешка · a2 белая пешка · b2 белая пешка · f2 белая пешка · g2 белый слон · h2 белая пешка · a1 белая ладья · c1 белый слон · d1 белый ферзь · f1 белая ладья · g1 белый король | a8 чёрная ладья · c8 чёрный слон · d8 чёрный ферзь · f8 чёрная ладья · g8 чёрный король · a7 чёрная пешка · b7 чёрная пешка · c7 чёрная пешка · e7 чёрный конь · g7 чёрный слон · h7 чёрная пешка · d6 чёрная пешка · d5 белая пешка · e5 чёрная пешка · f5 чёрная пешка · h5 чёрный конь · c4 белая пешка · c3 белый конь · f3 белый конь · g3 белая пешка · a2 белая пешка · b2 белая пешка · f2 белая пешка · g2 белый слон · h2 белая пешка · a1 белая ладья · c1 белый слон · d1 белый ферзь · f1 белая ладья · g1 белый король | a8 чёрная ладья · c8 чёрный слон · d8 чёрный ферзь · f8 чёрная ладья · g8 чёрный король · a7 чёрная пешка · b7 чёрная пешка · c7 чёрная пешка · e7 чёрный конь · g7 чёрный слон · h7 чёрная пешка · d6 чёрная пешка · d5 белая пешка · e5 чёрная пешка · f5 чёрная пешка · h5 чёрный конь · c4 белая пешка · c3 белый конь · f3 белый конь · g3 белая пешка · a2 белая пешка · b2 белая пешка · f2 белая пешка · g2 белый слон · h2 белая пешка · a1 белая ладья · c1 белый слон · d1 белый ферзь · f1 белая ладья · g1 белый король | a8 чёрная ладья · c8 чёрный слон · d8 чёрный ферзь · f8 чёрная ладья · g8 чёрный король · a7 чёрная пешка · b7 чёрная пешка · c7 чёрная пешка · e7 чёрный конь · g7 чёрный слон · h7 чёрная пешка · d6 чёрная пешка · d5 белая пешка · e5 чёрная пешка · f5 чёрная пешка · h5 чёрный конь · c4 белая пешка · c3 белый конь · f3 белый конь · g3 белая пешка · a2 белая пешка · b2 белая пешка · f2 белая пешка · g2 белый слон · h2 белая пешка · a1 белая ладья · c1 белый слон · d1 белый ферзь · f1 белая ладья · g1 белый король | a8 чёрная ладья · c8 чёрный слон · d8 чёрный ферзь · f8 чёрная ладья · g8 чёрный король · a7 чёрная пешка · b7 чёрная пешка · c7 чёрная пешка · e7 чёрный конь · g7 чёрный слон · h7 чёрная пешка · d6 чёрная пешка · d5 белая пешка · e5 чёрная пешка · f5 чёрная пешка · h5 чёрный конь · c4 белая пешка · c3 белый конь · f3 белый конь · g3 белая пешка · a2 белая пешка · b2 белая пешка · f2 белая пешка · g2 белый слон · h2 белая пешка · a1 белая ладья · c1 белый слон · d1 белый ферзь · f1 белая ладья · g1 белый король | a8 чёрная ладья · c8 чёрный слон · d8 чёрный ферзь · f8 чёрная ладья · g8 чёрный король · a7 чёрная пешка · b7 чёрная пешка · c7 чёрная пешка · e7 чёрный конь · g7 чёрный слон · h7 чёрная пешка · d6 чёрная пешка · d5 белая пешка · e5 чёрная пешка · f5 чёрная пешка · h5 чёрный конь · c4 белая пешка · c3 белый конь · f3 белый конь · g3 белая пешка · a2 белая пешка · b2 белая пешка · f2 белая пешка · g2 белый слон · h2 белая пешка · a1 белая ладья · c1 белый слон · d1 белый ферзь · f1 белая ладья · g1 белый король | 6 |
| 5 | a8 чёрная ладья · c8 чёрный слон · d8 чёрный ферзь · f8 чёрная ладья · g8 чёрный король · a7 чёрная пешка · b7 чёрная пешка · c7 чёрная пешка · e7 чёрный конь · g7 чёрный слон · h7 чёрная пешка · d6 чёрная пешка · d5 белая пешка · e5 чёрная пешка · f5 чёрная пешка · h5 чёрный конь · c4 белая пешка · c3 белый конь · f3 белый конь · g3 белая пешка · a2 белая пешка · b2 белая пешка · f2 белая пешка · g2 белый слон · h2 белая пешка · a1 белая ладья · c1 белый слон · d1 белый ферзь · f1 белая ладья · g1 белый король | a8 чёрная ладья · c8 чёрный слон · d8 чёрный ферзь · f8 чёрная ладья · g8 чёрный король · a7 чёрная пешка · b7 чёрная пешка · c7 чёрная пешка · e7 чёрный конь · g7 чёрный слон · h7 чёрная пешка · d6 чёрная пешка · d5 белая пешка · e5 чёрная пешка · f5 чёрная пешка · h5 чёрный конь · c4 белая пешка · c3 белый конь · f3 белый конь · g3 белая пешка · a2 белая пешка · b2 белая пешка · f2 белая пешка · g2 белый слон · h2 белая пешка · a1 белая ладья · c1 белый слон · d1 белый ферзь · f1 белая ладья · g1 белый король | a8 чёрная ладья · c8 чёрный слон · d8 чёрный ферзь · f8 чёрная ладья · g8 чёрный король · a7 чёрная пешка · b7 чёрная пешка · c7 чёрная пешка · e7 чёрный конь · g7 чёрный слон · h7 чёрная пешка · d6 чёрная пешка · d5 белая пешка · e5 чёрная пешка · f5 чёрная пешка · h5 чёрный конь · c4 белая пешка · c3 белый конь · f3 белый конь · g3 белая пешка · a2 белая пешка · b2 белая пешка · f2 белая пешка · g2 белый слон · h2 белая пешка · a1 белая ладья · c1 белый слон · d1 белый ферзь · f1 белая ладья · g1 белый король | a8 чёрная ладья · c8 чёрный слон · d8 чёрный ферзь · f8 чёрная ладья · g8 чёрный король · a7 чёрная пешка · b7 чёрная пешка · c7 чёрная пешка · e7 чёрный конь · g7 чёрный слон · h7 чёрная пешка · d6 чёрная пешка · d5 белая пешка · e5 чёрная пешка · f5 чёрная пешка · h5 чёрный конь · c4 белая пешка · c3 белый конь · f3 белый конь · g3 белая пешка · a2 белая пешка · b2 белая пешка · f2 белая пешка · g2 белый слон · h2 белая пешка · a1 белая ладья · c1 белый слон · d1 белый ферзь · f1 белая ладья · g1 белый король | a8 чёрная ладья · c8 чёрный слон · d8 чёрный ферзь · f8 чёрная ладья · g8 чёрный король · a7 чёрная пешка · b7 чёрная пешка · c7 чёрная пешка · e7 чёрный конь · g7 чёрный слон · h7 чёрная пешка · d6 чёрная пешка · d5 белая пешка · e5 чёрная пешка · f5 чёрная пешка · h5 чёрный конь · c4 белая пешка · c3 белый конь · f3 белый конь · g3 белая пешка · a2 белая пешка · b2 белая пешка · f2 белая пешка · g2 белый слон · h2 белая пешка · a1 белая ладья · c1 белый слон · d1 белый ферзь · f1 белая ладья · g1 белый король | a8 чёрная ладья · c8 чёрный слон · d8 чёрный ферзь · f8 чёрная ладья · g8 чёрный король · a7 чёрная пешка · b7 чёрная пешка · c7 чёрная пешка · e7 чёрный конь · g7 чёрный слон · h7 чёрная пешка · d6 чёрная пешка · d5 белая пешка · e5 чёрная пешка · f5 чёрная пешка · h5 чёрный конь · c4 белая пешка · c3 белый конь · f3 белый конь · g3 белая пешка · a2 белая пешка · b2 белая пешка · f2 белая пешка · g2 белый слон · h2 белая пешка · a1 белая ладья · c1 белый слон · d1 белый ферзь · f1 белая ладья · g1 белый король | a8 чёрная ладья · c8 чёрный слон · d8 чёрный ферзь · f8 чёрная ладья · g8 чёрный король · a7 чёрная пешка · b7 чёрная пешка · c7 чёрная пешка · e7 чёрный конь · g7 чёрный слон · h7 чёрная пешка · d6 чёрная пешка · d5 белая пешка · e5 чёрная пешка · f5 чёрная пешка · h5 чёрный конь · c4 белая пешка · c3 белый конь · f3 белый конь · g3 белая пешка · a2 белая пешка · b2 белая пешка · f2 белая пешка · g2 белый слон · h2 белая пешка · a1 белая ладья · c1 белый слон · d1 белый ферзь · f1 белая ладья · g1 белый король | a8 чёрная ладья · c8 чёрный слон · d8 чёрный ферзь · f8 чёрная ладья · g8 чёрный король · a7 чёрная пешка · b7 чёрная пешка · c7 чёрная пешка · e7 чёрный конь · g7 чёрный слон · h7 чёрная пешка · d6 чёрная пешка · d5 белая пешка · e5 чёрная пешка · f5 чёрная пешка · h5 чёрный конь · c4 белая пешка · c3 белый конь · f3 белый конь · g3 белая пешка · a2 белая пешка · b2 белая пешка · f2 белая пешка · g2 белый слон · h2 белая пешка · a1 белая ладья · c1 белый слон · d1 белый ферзь · f1 белая ладья · g1 белый король | 5 |
| 4 | a8 чёрная ладья · c8 чёрный слон · d8 чёрный ферзь · f8 чёрная ладья · g8 чёрный король · a7 чёрная пешка · b7 чёрная пешка · c7 чёрная пешка · e7 чёрный конь · g7 чёрный слон · h7 чёрная пешка · d6 чёрная пешка · d5 белая пешка · e5 чёрная пешка · f5 чёрная пешка · h5 чёрный конь · c4 белая пешка · c3 белый конь · f3 белый конь · g3 белая пешка · a2 белая пешка · b2 белая пешка · f2 белая пешка · g2 белый слон · h2 белая пешка · a1 белая ладья · c1 белый слон · d1 белый ферзь · f1 белая ладья · g1 белый король | a8 чёрная ладья · c8 чёрный слон · d8 чёрный ферзь · f8 чёрная ладья · g8 чёрный король · a7 чёрная пешка · b7 чёрная пешка · c7 чёрная пешка · e7 чёрный конь · g7 чёрный слон · h7 чёрная пешка · d6 чёрная пешка · d5 белая пешка · e5 чёрная пешка · f5 чёрная пешка · h5 чёрный конь · c4 белая пешка · c3 белый конь · f3 белый конь · g3 белая пешка · a2 белая пешка · b2 белая пешка · f2 белая пешка · g2 белый слон · h2 белая пешка · a1 белая ладья · c1 белый слон · d1 белый ферзь · f1 белая ладья · g1 белый король | a8 чёрная ладья · c8 чёрный слон · d8 чёрный ферзь · f8 чёрная ладья · g8 чёрный король · a7 чёрная пешка · b7 чёрная пешка · c7 чёрная пешка · e7 чёрный конь · g7 чёрный слон · h7 чёрная пешка · d6 чёрная пешка · d5 белая пешка · e5 чёрная пешка · f5 чёрная пешка · h5 чёрный конь · c4 белая пешка · c3 белый конь · f3 белый конь · g3 белая пешка · a2 белая пешка · b2 белая пешка · f2 белая пешка · g2 белый слон · h2 белая пешка · a1 белая ладья · c1 белый слон · d1 белый ферзь · f1 белая ладья · g1 белый король | a8 чёрная ладья · c8 чёрный слон · d8 чёрный ферзь · f8 чёрная ладья · g8 чёрный король · a7 чёрная пешка · b7 чёрная пешка · c7 чёрная пешка · e7 чёрный конь · g7 чёрный слон · h7 чёрная пешка · d6 чёрная пешка · d5 белая пешка · e5 чёрная пешка · f5 чёрная пешка · h5 чёрный конь · c4 белая пешка · c3 белый конь · f3 белый конь · g3 белая пешка · a2 белая пешка · b2 белая пешка · f2 белая пешка · g2 белый слон · h2 белая пешка · a1 белая ладья · c1 белый слон · d1 белый ферзь · f1 белая ладья · g1 белый король | a8 чёрная ладья · c8 чёрный слон · d8 чёрный ферзь · f8 чёрная ладья · g8 чёрный король · a7 чёрная пешка · b7 чёрная пешка · c7 чёрная пешка · e7 чёрный конь · g7 чёрный слон · h7 чёрная пешка · d6 чёрная пешка · d5 белая пешка · e5 чёрная пешка · f5 чёрная пешка · h5 чёрный конь · c4 белая пешка · c3 белый конь · f3 белый конь · g3 белая пешка · a2 белая пешка · b2 белая пешка · f2 белая пешка · g2 белый слон · h2 белая пешка · a1 белая ладья · c1 белый слон · d1 белый ферзь · f1 белая ладья · g1 белый король | a8 чёрная ладья · c8 чёрный слон · d8 чёрный ферзь · f8 чёрная ладья · g8 чёрный король · a7 чёрная пешка · b7 чёрная пешка · c7 чёрная пешка · e7 чёрный конь · g7 чёрный слон · h7 чёрная пешка · d6 чёрная пешка · d5 белая пешка · e5 чёрная пешка · f5 чёрная пешка · h5 чёрный конь · c4 белая пешка · c3 белый конь · f3 белый конь · g3 белая пешка · a2 белая пешка · b2 белая пешка · f2 белая пешка · g2 белый слон · h2 белая пешка · a1 белая ладья · c1 белый слон · d1 белый ферзь · f1 белая ладья · g1 белый король | a8 чёрная ладья · c8 чёрный слон · d8 чёрный ферзь · f8 чёрная ладья · g8 чёрный король · a7 чёрная пешка · b7 чёрная пешка · c7 чёрная пешка · e7 чёрный конь · g7 чёрный слон · h7 чёрная пешка · d6 чёрная пешка · d5 белая пешка · e5 чёрная пешка · f5 чёрная пешка · h5 чёрный конь · c4 белая пешка · c3 белый конь · f3 белый конь · g3 белая пешка · a2 белая пешка · b2 белая пешка · f2 белая пешка · g2 белый слон · h2 белая пешка · a1 белая ладья · c1 белый слон · d1 белый ферзь · f1 белая ладья · g1 белый король | a8 чёрная ладья · c8 чёрный слон · d8 чёрный ферзь · f8 чёрная ладья · g8 чёрный король · a7 чёрная пешка · b7 чёрная пешка · c7 чёрная пешка · e7 чёрный конь · g7 чёрный слон · h7 чёрная пешка · d6 чёрная пешка · d5 белая пешка · e5 чёрная пешка · f5 чёрная пешка · h5 чёрный конь · c4 белая пешка · c3 белый конь · f3 белый конь · g3 белая пешка · a2 белая пешка · b2 белая пешка · f2 белая пешка · g2 белый слон · h2 белая пешка · a1 белая ладья · c1 белый слон · d1 белый ферзь · f1 белая ладья · g1 белый король | 4 |
| 3 | a8 чёрная ладья · c8 чёрный слон · d8 чёрный ферзь · f8 чёрная ладья · g8 чёрный король · a7 чёрная пешка · b7 чёрная пешка · c7 чёрная пешка · e7 чёрный конь · g7 чёрный слон · h7 чёрная пешка · d6 чёрная пешка · d5 белая пешка · e5 чёрная пешка · f5 чёрная пешка · h5 чёрный конь · c4 белая пешка · c3 белый конь · f3 белый конь · g3 белая пешка · a2 белая пешка · b2 белая пешка · f2 белая пешка · g2 белый слон · h2 белая пешка · a1 белая ладья · c1 белый слон · d1 белый ферзь · f1 белая ладья · g1 белый король | a8 чёрная ладья · c8 чёрный слон · d8 чёрный ферзь · f8 чёрная ладья · g8 чёрный король · a7 чёрная пешка · b7 чёрная пешка · c7 чёрная пешка · e7 чёрный конь · g7 чёрный слон · h7 чёрная пешка · d6 чёрная пешка · d5 белая пешка · e5 чёрная пешка · f5 чёрная пешка · h5 чёрный конь · c4 белая пешка · c3 белый конь · f3 белый конь · g3 белая пешка · a2 белая пешка · b2 белая пешка · f2 белая пешка · g2 белый слон · h2 белая пешка · a1 белая ладья · c1 белый слон · d1 белый ферзь · f1 белая ладья · g1 белый король | a8 чёрная ладья · c8 чёрный слон · d8 чёрный ферзь · f8 чёрная ладья · g8 чёрный король · a7 чёрная пешка · b7 чёрная пешка · c7 чёрная пешка · e7 чёрный конь · g7 чёрный слон · h7 чёрная пешка · d6 чёрная пешка · d5 белая пешка · e5 чёрная пешка · f5 чёрная пешка · h5 чёрный конь · c4 белая пешка · c3 белый конь · f3 белый конь · g3 белая пешка · a2 белая пешка · b2 белая пешка · f2 белая пешка · g2 белый слон · h2 белая пешка · a1 белая ладья · c1 белый слон · d1 белый ферзь · f1 белая ладья · g1 белый король | a8 чёрная ладья · c8 чёрный слон · d8 чёрный ферзь · f8 чёрная ладья · g8 чёрный король · a7 чёрная пешка · b7 чёрная пешка · c7 чёрная пешка · e7 чёрный конь · g7 чёрный слон · h7 чёрная пешка · d6 чёрная пешка · d5 белая пешка · e5 чёрная пешка · f5 чёрная пешка · h5 чёрный конь · c4 белая пешка · c3 белый конь · f3 белый конь · g3 белая пешка · a2 белая пешка · b2 белая пешка · f2 белая пешка · g2 белый слон · h2 белая пешка · a1 белая ладья · c1 белый слон · d1 белый ферзь · f1 белая ладья · g1 белый король | a8 чёрная ладья · c8 чёрный слон · d8 чёрный ферзь · f8 чёрная ладья · g8 чёрный король · a7 чёрная пешка · b7 чёрная пешка · c7 чёрная пешка · e7 чёрный конь · g7 чёрный слон · h7 чёрная пешка · d6 чёрная пешка · d5 белая пешка · e5 чёрная пешка · f5 чёрная пешка · h5 чёрный конь · c4 белая пешка · c3 белый конь · f3 белый конь · g3 белая пешка · a2 белая пешка · b2 белая пешка · f2 белая пешка · g2 белый слон · h2 белая пешка · a1 белая ладья · c1 белый слон · d1 белый ферзь · f1 белая ладья · g1 белый король | a8 чёрная ладья · c8 чёрный слон · d8 чёрный ферзь · f8 чёрная ладья · g8 чёрный король · a7 чёрная пешка · b7 чёрная пешка · c7 чёрная пешка · e7 чёрный конь · g7 чёрный слон · h7 чёрная пешка · d6 чёрная пешка · d5 белая пешка · e5 чёрная пешка · f5 чёрная пешка · h5 чёрный конь · c4 белая пешка · c3 белый конь · f3 белый конь · g3 белая пешка · a2 белая пешка · b2 белая пешка · f2 белая пешка · g2 белый слон · h2 белая пешка · a1 белая ладья · c1 белый слон · d1 белый ферзь · f1 белая ладья · g1 белый король | a8 чёрная ладья · c8 чёрный слон · d8 чёрный ферзь · f8 чёрная ладья · g8 чёрный король · a7 чёрная пешка · b7 чёрная пешка · c7 чёрная пешка · e7 чёрный конь · g7 чёрный слон · h7 чёрная пешка · d6 чёрная пешка · d5 белая пешка · e5 чёрная пешка · f5 чёрная пешка · h5 чёрный конь · c4 белая пешка · c3 белый конь · f3 белый конь · g3 белая пешка · a2 белая пешка · b2 белая пешка · f2 белая пешка · g2 белый слон · h2 белая пешка · a1 белая ладья · c1 белый слон · d1 белый ферзь · f1 белая ладья · g1 белый король | a8 чёрная ладья · c8 чёрный слон · d8 чёрный ферзь · f8 чёрная ладья · g8 чёрный король · a7 чёрная пешка · b7 чёрная пешка · c7 чёрная пешка · e7 чёрный конь · g7 чёрный слон · h7 чёрная пешка · d6 чёрная пешка · d5 белая пешка · e5 чёрная пешка · f5 чёрная пешка · h5 чёрный конь · c4 белая пешка · c3 белый конь · f3 белый конь · g3 белая пешка · a2 белая пешка · b2 белая пешка · f2 белая пешка · g2 белый слон · h2 белая пешка · a1 белая ладья · c1 белый слон · d1 белый ферзь · f1 белая ладья · g1 белый король | 3 |
| 2 | a8 чёрная ладья · c8 чёрный слон · d8 чёрный ферзь · f8 чёрная ладья · g8 чёрный король · a7 чёрная пешка · b7 чёрная пешка · c7 чёрная пешка · e7 чёрный конь · g7 чёрный слон · h7 чёрная пешка · d6 чёрная пешка · d5 белая пешка · e5 чёрная пешка · f5 чёрная пешка · h5 чёрный конь · c4 белая пешка · c3 белый конь · f3 белый конь · g3 белая пешка · a2 белая пешка · b2 белая пешка · f2 белая пешка · g2 белый слон · h2 белая пешка · a1 белая ладья · c1 белый слон · d1 белый ферзь · f1 белая ладья · g1 белый король | a8 чёрная ладья · c8 чёрный слон · d8 чёрный ферзь · f8 чёрная ладья · g8 чёрный король · a7 чёрная пешка · b7 чёрная пешка · c7 чёрная пешка · e7 чёрный конь · g7 чёрный слон · h7 чёрная пешка · d6 чёрная пешка · d5 белая пешка · e5 чёрная пешка · f5 чёрная пешка · h5 чёрный конь · c4 белая пешка · c3 белый конь · f3 белый конь · g3 белая пешка · a2 белая пешка · b2 белая пешка · f2 белая пешка · g2 белый слон · h2 белая пешка · a1 белая ладья · c1 белый слон · d1 белый ферзь · f1 белая ладья · g1 белый король | a8 чёрная ладья · c8 чёрный слон · d8 чёрный ферзь · f8 чёрная ладья · g8 чёрный король · a7 чёрная пешка · b7 чёрная пешка · c7 чёрная пешка · e7 чёрный конь · g7 чёрный слон · h7 чёрная пешка · d6 чёрная пешка · d5 белая пешка · e5 чёрная пешка · f5 чёрная пешка · h5 чёрный конь · c4 белая пешка · c3 белый конь · f3 белый конь · g3 белая пешка · a2 белая пешка · b2 белая пешка · f2 белая пешка · g2 белый слон · h2 белая пешка · a1 белая ладья · c1 белый слон · d1 белый ферзь · f1 белая ладья · g1 белый король | a8 чёрная ладья · c8 чёрный слон · d8 чёрный ферзь · f8 чёрная ладья · g8 чёрный король · a7 чёрная пешка · b7 чёрная пешка · c7 чёрная пешка · e7 чёрный конь · g7 чёрный слон · h7 чёрная пешка · d6 чёрная пешка · d5 белая пешка · e5 чёрная пешка · f5 чёрная пешка · h5 чёрный конь · c4 белая пешка · c3 белый конь · f3 белый конь · g3 белая пешка · a2 белая пешка · b2 белая пешка · f2 белая пешка · g2 белый слон · h2 белая пешка · a1 белая ладья · c1 белый слон · d1 белый ферзь · f1 белая ладья · g1 белый король | a8 чёрная ладья · c8 чёрный слон · d8 чёрный ферзь · f8 чёрная ладья · g8 чёрный король · a7 чёрная пешка · b7 чёрная пешка · c7 чёрная пешка · e7 чёрный конь · g7 чёрный слон · h7 чёрная пешка · d6 чёрная пешка · d5 белая пешка · e5 чёрная пешка · f5 чёрная пешка · h5 чёрный конь · c4 белая пешка · c3 белый конь · f3 белый конь · g3 белая пешка · a2 белая пешка · b2 белая пешка · f2 белая пешка · g2 белый слон · h2 белая пешка · a1 белая ладья · c1 белый слон · d1 белый ферзь · f1 белая ладья · g1 белый король | a8 чёрная ладья · c8 чёрный слон · d8 чёрный ферзь · f8 чёрная ладья · g8 чёрный король · a7 чёрная пешка · b7 чёрная пешка · c7 чёрная пешка · e7 чёрный конь · g7 чёрный слон · h7 чёрная пешка · d6 чёрная пешка · d5 белая пешка · e5 чёрная пешка · f5 чёрная пешка · h5 чёрный конь · c4 белая пешка · c3 белый конь · f3 белый конь · g3 белая пешка · a2 белая пешка · b2 белая пешка · f2 белая пешка · g2 белый слон · h2 белая пешка · a1 белая ладья · c1 белый слон · d1 белый ферзь · f1 белая ладья · g1 белый король | a8 чёрная ладья · c8 чёрный слон · d8 чёрный ферзь · f8 чёрная ладья · g8 чёрный король · a7 чёрная пешка · b7 чёрная пешка · c7 чёрная пешка · e7 чёрный конь · g7 чёрный слон · h7 чёрная пешка · d6 чёрная пешка · d5 белая пешка · e5 чёрная пешка · f5 чёрная пешка · h5 чёрный конь · c4 белая пешка · c3 белый конь · f3 белый конь · g3 белая пешка · a2 белая пешка · b2 белая пешка · f2 белая пешка · g2 белый слон · h2 белая пешка · a1 белая ладья · c1 белый слон · d1 белый ферзь · f1 белая ладья · g1 белый король | a8 чёрная ладья · c8 чёрный слон · d8 чёрный ферзь · f8 чёрная ладья · g8 чёрный король · a7 чёрная пешка · b7 чёрная пешка · c7 чёрная пешка · e7 чёрный конь · g7 чёрный слон · h7 чёрная пешка · d6 чёрная пешка · d5 белая пешка · e5 чёрная пешка · f5 чёрная пешка · h5 чёрный конь · c4 белая пешка · c3 белый конь · f3 белый конь · g3 белая пешка · a2 белая пешка · b2 белая пешка · f2 белая пешка · g2 белый слон · h2 белая пешка · a1 белая ладья · c1 белый слон · d1 белый ферзь · f1 белая ладья · g1 белый король | 2 |
| 1 | a8 чёрная ладья · c8 чёрный слон · d8 чёрный ферзь · f8 чёрная ладья · g8 чёрный король · a7 чёрная пешка · b7 чёрная пешка · c7 чёрная пешка · e7 чёрный конь · g7 чёрный слон · h7 чёрная пешка · d6 чёрная пешка · d5 белая пешка · e5 чёрная пешка · f5 чёрная пешка · h5 чёрный конь · c4 белая пешка · c3 белый конь · f3 белый конь · g3 белая пешка · a2 белая пешка · b2 белая пешка · f2 белая пешка · g2 белый слон · h2 белая пешка · a1 белая ладья · c1 белый слон · d1 белый ферзь · f1 белая ладья · g1 белый король | a8 чёрная ладья · c8 чёрный слон · d8 чёрный ферзь · f8 чёрная ладья · g8 чёрный король · a7 чёрная пешка · b7 чёрная пешка · c7 чёрная пешка · e7 чёрный конь · g7 чёрный слон · h7 чёрная пешка · d6 чёрная пешка · d5 белая пешка · e5 чёрная пешка · f5 чёрная пешка · h5 чёрный конь · c4 белая пешка · c3 белый конь · f3 белый конь · g3 белая пешка · a2 белая пешка · b2 белая пешка · f2 белая пешка · g2 белый слон · h2 белая пешка · a1 белая ладья · c1 белый слон · d1 белый ферзь · f1 белая ладья · g1 белый король | a8 чёрная ладья · c8 чёрный слон · d8 чёрный ферзь · f8 чёрная ладья · g8 чёрный король · a7 чёрная пешка · b7 чёрная пешка · c7 чёрная пешка · e7 чёрный конь · g7 чёрный слон · h7 чёрная пешка · d6 чёрная пешка · d5 белая пешка · e5 чёрная пешка · f5 чёрная пешка · h5 чёрный конь · c4 белая пешка · c3 белый конь · f3 белый конь · g3 белая пешка · a2 белая пешка · b2 белая пешка · f2 белая пешка · g2 белый слон · h2 белая пешка · a1 белая ладья · c1 белый слон · d1 белый ферзь · f1 белая ладья · g1 белый король | a8 чёрная ладья · c8 чёрный слон · d8 чёрный ферзь · f8 чёрная ладья · g8 чёрный король · a7 чёрная пешка · b7 чёрная пешка · c7 чёрная пешка · e7 чёрный конь · g7 чёрный слон · h7 чёрная пешка · d6 чёрная пешка · d5 белая пешка · e5 чёрная пешка · f5 чёрная пешка · h5 чёрный конь · c4 белая пешка · c3 белый конь · f3 белый конь · g3 белая пешка · a2 белая пешка · b2 белая пешка · f2 белая пешка · g2 белый слон · h2 белая пешка · a1 белая ладья · c1 белый слон · d1 белый ферзь · f1 белая ладья · g1 белый король | a8 чёрная ладья · c8 чёрный слон · d8 чёрный ферзь · f8 чёрная ладья · g8 чёрный король · a7 чёрная пешка · b7 чёрная пешка · c7 чёрная пешка · e7 чёрный конь · g7 чёрный слон · h7 чёрная пешка · d6 чёрная пешка · d5 белая пешка · e5 чёрная пешка · f5 чёрная пешка · h5 чёрный конь · c4 белая пешка · c3 белый конь · f3 белый конь · g3 белая пешка · a2 белая пешка · b2 белая пешка · f2 белая пешка · g2 белый слон · h2 белая пешка · a1 белая ладья · c1 белый слон · d1 белый ферзь · f1 белая ладья · g1 белый король | a8 чёрная ладья · c8 чёрный слон · d8 чёрный ферзь · f8 чёрная ладья · g8 чёрный король · a7 чёрная пешка · b7 чёрная пешка · c7 чёрная пешка · e7 чёрный конь · g7 чёрный слон · h7 чёрная пешка · d6 чёрная пешка · d5 белая пешка · e5 чёрная пешка · f5 чёрная пешка · h5 чёрный конь · c4 белая пешка · c3 белый конь · f3 белый конь · g3 белая пешка · a2 белая пешка · b2 белая пешка · f2 белая пешка · g2 белый слон · h2 белая пешка · a1 белая ладья · c1 белый слон · d1 белый ферзь · f1 белая ладья · g1 белый король | a8 чёрная ладья · c8 чёрный слон · d8 чёрный ферзь · f8 чёрная ладья · g8 чёрный король · a7 чёрная пешка · b7 чёрная пешка · c7 чёрная пешка · e7 чёрный конь · g7 чёрный слон · h7 чёрная пешка · d6 чёрная пешка · d5 белая пешка · e5 чёрная пешка · f5 чёрная пешка · h5 чёрный конь · c4 белая пешка · c3 белый конь · f3 белый конь · g3 белая пешка · a2 белая пешка · b2 белая пешка · f2 белая пешка · g2 белый слон · h2 белая пешка · a1 белая ладья · c1 белый слон · d1 белый ферзь · f1 белая ладья · g1 белый король | a8 чёрная ладья · c8 чёрный слон · d8 чёрный ферзь · f8 чёрная ладья · g8 чёрный король · a7 чёрная пешка · b7 чёрная пешка · c7 чёрная пешка · e7 чёрный конь · g7 чёрный слон · h7 чёрная пешка · d6 чёрная пешка · d5 белая пешка · e5 чёрная пешка · f5 чёрная пешка · h5 чёрный конь · c4 белая пешка · c3 белый конь · f3 белый конь · g3 белая пешка · a2 белая пешка · b2 белая пешка · f2 белая пешка · g2 белый слон · h2 белая пешка · a1 белая ладья · c1 белый слон · d1 белый ферзь · f1 белая ладья · g1 белый король | 1 |
|   | a | b | c | d | e | f | g | h |   |

Один из наиболее простых примеров desperado. Здесь белые нанесли тактический удар — 12. К:е5!, пытаясь использовать незащищённость чёрного коня h5. Если теперь чёрные берут коня на е5 (любым способом), то белые играют 13. Ф:h5 и остаются с лишней пешкой. Однако в распоряжении чёрных есть ответный удар в стиле desperado — 12 …К:g3! «Жертва отчаяния. Обречённый конь продаёт свою жизнь как можно дороже» — Р. Фишер. 13. hg С:e5, и чёрные восстановили материальное равновесие.

### ПартияБотвинник—Фишер
|   | a | b | c | d | e | f | g | h |   |
| - | --- | --- | --- | --- | --- | --- | --- | --- | - |
| 8 | a8 чёрная ладья · d8 чёрная ладья · g8 чёрный король · a7 чёрная пешка · b7 чёрная пешка · c7 чёрная пешка · d7 чёрный конь · e7 чёрная пешка · f7 чёрная пешка · g7 чёрный слон · h7 чёрная пешка · b6 чёрный конь · f6 чёрный ферзь · g6 чёрная пешка · b5 белый конь · c5 белый ферзь · d5 белая пешка · e4 белая пешка · f4 белая пешка · e3 белый слон · h3 белая пешка · a2 белая пешка · b2 белая пешка · e2 белый слон · f2 белая пешка · d1 белая ладья · e1 белый король · h1 белая ладья | a8 чёрная ладья · d8 чёрная ладья · g8 чёрный король · a7 чёрная пешка · b7 чёрная пешка · c7 чёрная пешка · d7 чёрный конь · e7 чёрная пешка · f7 чёрная пешка · g7 чёрный слон · h7 чёрная пешка · b6 чёрный конь · f6 чёрный ферзь · g6 чёрная пешка · b5 белый конь · c5 белый ферзь · d5 белая пешка · e4 белая пешка · f4 белая пешка · e3 белый слон · h3 белая пешка · a2 белая пешка · b2 белая пешка · e2 белый слон · f2 белая пешка · d1 белая ладья · e1 белый король · h1 белая ладья | a8 чёрная ладья · d8 чёрная ладья · g8 чёрный король · a7 чёрная пешка · b7 чёрная пешка · c7 чёрная пешка · d7 чёрный конь · e7 чёрная пешка · f7 чёрная пешка · g7 чёрный слон · h7 чёрная пешка · b6 чёрный конь · f6 чёрный ферзь · g6 чёрная пешка · b5 белый конь · c5 белый ферзь · d5 белая пешка · e4 белая пешка · f4 белая пешка · e3 белый слон · h3 белая пешка · a2 белая пешка · b2 белая пешка · e2 белый слон · f2 белая пешка · d1 белая ладья · e1 белый король · h1 белая ладья | a8 чёрная ладья · d8 чёрная ладья · g8 чёрный король · a7 чёрная пешка · b7 чёрная пешка · c7 чёрная пешка · d7 чёрный конь · e7 чёрная пешка · f7 чёрная пешка · g7 чёрный слон · h7 чёрная пешка · b6 чёрный конь · f6 чёрный ферзь · g6 чёрная пешка · b5 белый конь · c5 белый ферзь · d5 белая пешка · e4 белая пешка · f4 белая пешка · e3 белый слон · h3 белая пешка · a2 белая пешка · b2 белая пешка · e2 белый слон · f2 белая пешка · d1 белая ладья · e1 белый король · h1 белая ладья | a8 чёрная ладья · d8 чёрная ладья · g8 чёрный король · a7 чёрная пешка · b7 чёрная пешка · c7 чёрная пешка · d7 чёрный конь · e7 чёрная пешка · f7 чёрная пешка · g7 чёрный слон · h7 чёрная пешка · b6 чёрный конь · f6 чёрный ферзь · g6 чёрная пешка · b5 белый конь · c5 белый ферзь · d5 белая пешка · e4 белая пешка · f4 белая пешка · e3 белый слон · h3 белая пешка · a2 белая пешка · b2 белая пешка · e2 белый слон · f2 белая пешка · d1 белая ладья · e1 белый король · h1 белая ладья | a8 чёрная ладья · d8 чёрная ладья · g8 чёрный король · a7 чёрная пешка · b7 чёрная пешка · c7 чёрная пешка · d7 чёрный конь · e7 чёрная пешка · f7 чёрная пешка · g7 чёрный слон · h7 чёрная пешка · b6 чёрный конь · f6 чёрный ферзь · g6 чёрная пешка · b5 белый конь · c5 белый ферзь · d5 белая пешка · e4 белая пешка · f4 белая пешка · e3 белый слон · h3 белая пешка · a2 белая пешка · b2 белая пешка · e2 белый слон · f2 белая пешка · d1 белая ладья · e1 белый король · h1 белая ладья | a8 чёрная ладья · d8 чёрная ладья · g8 чёрный король · a7 чёрная пешка · b7 чёрная пешка · c7 чёрная пешка · d7 чёрный конь · e7 чёрная пешка · f7 чёрная пешка · g7 чёрный слон · h7 чёрная пешка · b6 чёрный конь · f6 чёрный ферзь · g6 чёрная пешка · b5 белый конь · c5 белый ферзь · d5 белая пешка · e4 белая пешка · f4 белая пешка · e3 белый слон · h3 белая пешка · a2 белая пешка · b2 белая пешка · e2 белый слон · f2 белая пешка · d1 белая ладья · e1 белый король · h1 белая ладья | a8 чёрная ладья · d8 чёрная ладья · g8 чёрный король · a7 чёрная пешка · b7 чёрная пешка · c7 чёрная пешка · d7 чёрный конь · e7 чёрная пешка · f7 чёрная пешка · g7 чёрный слон · h7 чёрная пешка · b6 чёрный конь · f6 чёрный ферзь · g6 чёрная пешка · b5 белый конь · c5 белый ферзь · d5 белая пешка · e4 белая пешка · f4 белая пешка · e3 белый слон · h3 белая пешка · a2 белая пешка · b2 белая пешка · e2 белый слон · f2 белая пешка · d1 белая ладья · e1 белый король · h1 белая ладья | 8 |
| 7 | a8 чёрная ладья · d8 чёрная ладья · g8 чёрный король · a7 чёрная пешка · b7 чёрная пешка · c7 чёрная пешка · d7 чёрный конь · e7 чёрная пешка · f7 чёрная пешка · g7 чёрный слон · h7 чёрная пешка · b6 чёрный конь · f6 чёрный ферзь · g6 чёрная пешка · b5 белый конь · c5 белый ферзь · d5 белая пешка · e4 белая пешка · f4 белая пешка · e3 белый слон · h3 белая пешка · a2 белая пешка · b2 белая пешка · e2 белый слон · f2 белая пешка · d1 белая ладья · e1 белый король · h1 белая ладья | a8 чёрная ладья · d8 чёрная ладья · g8 чёрный король · a7 чёрная пешка · b7 чёрная пешка · c7 чёрная пешка · d7 чёрный конь · e7 чёрная пешка · f7 чёрная пешка · g7 чёрный слон · h7 чёрная пешка · b6 чёрный конь · f6 чёрный ферзь · g6 чёрная пешка · b5 белый конь · c5 белый ферзь · d5 белая пешка · e4 белая пешка · f4 белая пешка · e3 белый слон · h3 белая пешка · a2 белая пешка · b2 белая пешка · e2 белый слон · f2 белая пешка · d1 белая ладья · e1 белый король · h1 белая ладья | a8 чёрная ладья · d8 чёрная ладья · g8 чёрный король · a7 чёрная пешка · b7 чёрная пешка · c7 чёрная пешка · d7 чёрный конь · e7 чёрная пешка · f7 чёрная пешка · g7 чёрный слон · h7 чёрная пешка · b6 чёрный конь · f6 чёрный ферзь · g6 чёрная пешка · b5 белый конь · c5 белый ферзь · d5 белая пешка · e4 белая пешка · f4 белая пешка · e3 белый слон · h3 белая пешка · a2 белая пешка · b2 белая пешка · e2 белый слон · f2 белая пешка · d1 белая ладья · e1 белый король · h1 белая ладья | a8 чёрная ладья · d8 чёрная ладья · g8 чёрный король · a7 чёрная пешка · b7 чёрная пешка · c7 чёрная пешка · d7 чёрный конь · e7 чёрная пешка · f7 чёрная пешка · g7 чёрный слон · h7 чёрная пешка · b6 чёрный конь · f6 чёрный ферзь · g6 чёрная пешка · b5 белый конь · c5 белый ферзь · d5 белая пешка · e4 белая пешка · f4 белая пешка · e3 белый слон · h3 белая пешка · a2 белая пешка · b2 белая пешка · e2 белый слон · f2 белая пешка · d1 белая ладья · e1 белый король · h1 белая ладья | a8 чёрная ладья · d8 чёрная ладья · g8 чёрный король · a7 чёрная пешка · b7 чёрная пешка · c7 чёрная пешка · d7 чёрный конь · e7 чёрная пешка · f7 чёрная пешка · g7 чёрный слон · h7 чёрная пешка · b6 чёрный конь · f6 чёрный ферзь · g6 чёрная пешка · b5 белый конь · c5 белый ферзь · d5 белая пешка · e4 белая пешка · f4 белая пешка · e3 белый слон · h3 белая пешка · a2 белая пешка · b2 белая пешка · e2 белый слон · f2 белая пешка · d1 белая ладья · e1 белый король · h1 белая ладья | a8 чёрная ладья · d8 чёрная ладья · g8 чёрный король · a7 чёрная пешка · b7 чёрная пешка · c7 чёрная пешка · d7 чёрный конь · e7 чёрная пешка · f7 чёрная пешка · g7 чёрный слон · h7 чёрная пешка · b6 чёрный конь · f6 чёрный ферзь · g6 чёрная пешка · b5 белый конь · c5 белый ферзь · d5 белая пешка · e4 белая пешка · f4 белая пешка · e3 белый слон · h3 белая пешка · a2 белая пешка · b2 белая пешка · e2 белый слон · f2 белая пешка · d1 белая ладья · e1 белый король · h1 белая ладья | a8 чёрная ладья · d8 чёрная ладья · g8 чёрный король · a7 чёрная пешка · b7 чёрная пешка · c7 чёрная пешка · d7 чёрный конь · e7 чёрная пешка · f7 чёрная пешка · g7 чёрный слон · h7 чёрная пешка · b6 чёрный конь · f6 чёрный ферзь · g6 чёрная пешка · b5 белый конь · c5 белый ферзь · d5 белая пешка · e4 белая пешка · f4 белая пешка · e3 белый слон · h3 белая пешка · a2 белая пешка · b2 белая пешка · e2 белый слон · f2 белая пешка · d1 белая ладья · e1 белый король · h1 белая ладья | a8 чёрная ладья · d8 чёрная ладья · g8 чёрный король · a7 чёрная пешка · b7 чёрная пешка · c7 чёрная пешка · d7 чёрный конь · e7 чёрная пешка · f7 чёрная пешка · g7 чёрный слон · h7 чёрная пешка · b6 чёрный конь · f6 чёрный ферзь · g6 чёрная пешка · b5 белый конь · c5 белый ферзь · d5 белая пешка · e4 белая пешка · f4 белая пешка · e3 белый слон · h3 белая пешка · a2 белая пешка · b2 белая пешка · e2 белый слон · f2 белая пешка · d1 белая ладья · e1 белый король · h1 белая ладья | 7 |
| 6 | a8 чёрная ладья · d8 чёрная ладья · g8 чёрный король · a7 чёрная пешка · b7 чёрная пешка · c7 чёрная пешка · d7 чёрный конь · e7 чёрная пешка · f7 чёрная пешка · g7 чёрный слон · h7 чёрная пешка · b6 чёрный конь · f6 чёрный ферзь · g6 чёрная пешка · b5 белый конь · c5 белый ферзь · d5 белая пешка · e4 белая пешка · f4 белая пешка · e3 белый слон · h3 белая пешка · a2 белая пешка · b2 белая пешка · e2 белый слон · f2 белая пешка · d1 белая ладья · e1 белый король · h1 белая ладья | a8 чёрная ладья · d8 чёрная ладья · g8 чёрный король · a7 чёрная пешка · b7 чёрная пешка · c7 чёрная пешка · d7 чёрный конь · e7 чёрная пешка · f7 чёрная пешка · g7 чёрный слон · h7 чёрная пешка · b6 чёрный конь · f6 чёрный ферзь · g6 чёрная пешка · b5 белый конь · c5 белый ферзь · d5 белая пешка · e4 белая пешка · f4 белая пешка · e3 белый слон · h3 белая пешка · a2 белая пешка · b2 белая пешка · e2 белый слон · f2 белая пешка · d1 белая ладья · e1 белый король · h1 белая ладья | a8 чёрная ладья · d8 чёрная ладья · g8 чёрный король · a7 чёрная пешка · b7 чёрная пешка · c7 чёрная пешка · d7 чёрный конь · e7 чёрная пешка · f7 чёрная пешка · g7 чёрный слон · h7 чёрная пешка · b6 чёрный конь · f6 чёрный ферзь · g6 чёрная пешка · b5 белый конь · c5 белый ферзь · d5 белая пешка · e4 белая пешка · f4 белая пешка · e3 белый слон · h3 белая пешка · a2 белая пешка · b2 белая пешка · e2 белый слон · f2 белая пешка · d1 белая ладья · e1 белый король · h1 белая ладья | a8 чёрная ладья · d8 чёрная ладья · g8 чёрный король · a7 чёрная пешка · b7 чёрная пешка · c7 чёрная пешка · d7 чёрный конь · e7 чёрная пешка · f7 чёрная пешка · g7 чёрный слон · h7 чёрная пешка · b6 чёрный конь · f6 чёрный ферзь · g6 чёрная пешка · b5 белый конь · c5 белый ферзь · d5 белая пешка · e4 белая пешка · f4 белая пешка · e3 белый слон · h3 белая пешка · a2 белая пешка · b2 белая пешка · e2 белый слон · f2 белая пешка · d1 белая ладья · e1 белый король · h1 белая ладья | a8 чёрная ладья · d8 чёрная ладья · g8 чёрный король · a7 чёрная пешка · b7 чёрная пешка · c7 чёрная пешка · d7 чёрный конь · e7 чёрная пешка · f7 чёрная пешка · g7 чёрный слон · h7 чёрная пешка · b6 чёрный конь · f6 чёрный ферзь · g6 чёрная пешка · b5 белый конь · c5 белый ферзь · d5 белая пешка · e4 белая пешка · f4 белая пешка · e3 белый слон · h3 белая пешка · a2 белая пешка · b2 белая пешка · e2 белый слон · f2 белая пешка · d1 белая ладья · e1 белый король · h1 белая ладья | a8 чёрная ладья · d8 чёрная ладья · g8 чёрный король · a7 чёрная пешка · b7 чёрная пешка · c7 чёрная пешка · d7 чёрный конь · e7 чёрная пешка · f7 чёрная пешка · g7 чёрный слон · h7 чёрная пешка · b6 чёрный конь · f6 чёрный ферзь · g6 чёрная пешка · b5 белый конь · c5 белый ферзь · d5 белая пешка · e4 белая пешка · f4 белая пешка · e3 белый слон · h3 белая пешка · a2 белая пешка · b2 белая пешка · e2 белый слон · f2 белая пешка · d1 белая ладья · e1 белый король · h1 белая ладья | a8 чёрная ладья · d8 чёрная ладья · g8 чёрный король · a7 чёрная пешка · b7 чёрная пешка · c7 чёрная пешка · d7 чёрный конь · e7 чёрная пешка · f7 чёрная пешка · g7 чёрный слон · h7 чёрная пешка · b6 чёрный конь · f6 чёрный ферзь · g6 чёрная пешка · b5 белый конь · c5 белый ферзь · d5 белая пешка · e4 белая пешка · f4 белая пешка · e3 белый слон · h3 белая пешка · a2 белая пешка · b2 белая пешка · e2 белый слон · f2 белая пешка · d1 белая ладья · e1 белый король · h1 белая ладья | a8 чёрная ладья · d8 чёрная ладья · g8 чёрный король · a7 чёрная пешка · b7 чёрная пешка · c7 чёрная пешка · d7 чёрный конь · e7 чёрная пешка · f7 чёрная пешка · g7 чёрный слон · h7 чёрная пешка · b6 чёрный конь · f6 чёрный ферзь · g6 чёрная пешка · b5 белый конь · c5 белый ферзь · d5 белая пешка · e4 белая пешка · f4 белая пешка · e3 белый слон · h3 белая пешка · a2 белая пешка · b2 белая пешка · e2 белый слон · f2 белая пешка · d1 белая ладья · e1 белый король · h1 белая ладья | 6 |
| 5 | a8 чёрная ладья · d8 чёрная ладья · g8 чёрный король · a7 чёрная пешка · b7 чёрная пешка · c7 чёрная пешка · d7 чёрный конь · e7 чёрная пешка · f7 чёрная пешка · g7 чёрный слон · h7 чёрная пешка · b6 чёрный конь · f6 чёрный ферзь · g6 чёрная пешка · b5 белый конь · c5 белый ферзь · d5 белая пешка · e4 белая пешка · f4 белая пешка · e3 белый слон · h3 белая пешка · a2 белая пешка · b2 белая пешка · e2 белый слон · f2 белая пешка · d1 белая ладья · e1 белый король · h1 белая ладья | a8 чёрная ладья · d8 чёрная ладья · g8 чёрный король · a7 чёрная пешка · b7 чёрная пешка · c7 чёрная пешка · d7 чёрный конь · e7 чёрная пешка · f7 чёрная пешка · g7 чёрный слон · h7 чёрная пешка · b6 чёрный конь · f6 чёрный ферзь · g6 чёрная пешка · b5 белый конь · c5 белый ферзь · d5 белая пешка · e4 белая пешка · f4 белая пешка · e3 белый слон · h3 белая пешка · a2 белая пешка · b2 белая пешка · e2 белый слон · f2 белая пешка · d1 белая ладья · e1 белый король · h1 белая ладья | a8 чёрная ладья · d8 чёрная ладья · g8 чёрный король · a7 чёрная пешка · b7 чёрная пешка · c7 чёрная пешка · d7 чёрный конь · e7 чёрная пешка · f7 чёрная пешка · g7 чёрный слон · h7 чёрная пешка · b6 чёрный конь · f6 чёрный ферзь · g6 чёрная пешка · b5 белый конь · c5 белый ферзь · d5 белая пешка · e4 белая пешка · f4 белая пешка · e3 белый слон · h3 белая пешка · a2 белая пешка · b2 белая пешка · e2 белый слон · f2 белая пешка · d1 белая ладья · e1 белый король · h1 белая ладья | a8 чёрная ладья · d8 чёрная ладья · g8 чёрный король · a7 чёрная пешка · b7 чёрная пешка · c7 чёрная пешка · d7 чёрный конь · e7 чёрная пешка · f7 чёрная пешка · g7 чёрный слон · h7 чёрная пешка · b6 чёрный конь · f6 чёрный ферзь · g6 чёрная пешка · b5 белый конь · c5 белый ферзь · d5 белая пешка · e4 белая пешка · f4 белая пешка · e3 белый слон · h3 белая пешка · a2 белая пешка · b2 белая пешка · e2 белый слон · f2 белая пешка · d1 белая ладья · e1 белый король · h1 белая ладья | a8 чёрная ладья · d8 чёрная ладья · g8 чёрный король · a7 чёрная пешка · b7 чёрная пешка · c7 чёрная пешка · d7 чёрный конь · e7 чёрная пешка · f7 чёрная пешка · g7 чёрный слон · h7 чёрная пешка · b6 чёрный конь · f6 чёрный ферзь · g6 чёрная пешка · b5 белый конь · c5 белый ферзь · d5 белая пешка · e4 белая пешка · f4 белая пешка · e3 белый слон · h3 белая пешка · a2 белая пешка · b2 белая пешка · e2 белый слон · f2 белая пешка · d1 белая ладья · e1 белый король · h1 белая ладья | a8 чёрная ладья · d8 чёрная ладья · g8 чёрный король · a7 чёрная пешка · b7 чёрная пешка · c7 чёрная пешка · d7 чёрный конь · e7 чёрная пешка · f7 чёрная пешка · g7 чёрный слон · h7 чёрная пешка · b6 чёрный конь · f6 чёрный ферзь · g6 чёрная пешка · b5 белый конь · c5 белый ферзь · d5 белая пешка · e4 белая пешка · f4 белая пешка · e3 белый слон · h3 белая пешка · a2 белая пешка · b2 белая пешка · e2 белый слон · f2 белая пешка · d1 белая ладья · e1 белый король · h1 белая ладья | a8 чёрная ладья · d8 чёрная ладья · g8 чёрный король · a7 чёрная пешка · b7 чёрная пешка · c7 чёрная пешка · d7 чёрный конь · e7 чёрная пешка · f7 чёрная пешка · g7 чёрный слон · h7 чёрная пешка · b6 чёрный конь · f6 чёрный ферзь · g6 чёрная пешка · b5 белый конь · c5 белый ферзь · d5 белая пешка · e4 белая пешка · f4 белая пешка · e3 белый слон · h3 белая пешка · a2 белая пешка · b2 белая пешка · e2 белый слон · f2 белая пешка · d1 белая ладья · e1 белый король · h1 белая ладья | a8 чёрная ладья · d8 чёрная ладья · g8 чёрный король · a7 чёрная пешка · b7 чёрная пешка · c7 чёрная пешка · d7 чёрный конь · e7 чёрная пешка · f7 чёрная пешка · g7 чёрный слон · h7 чёрная пешка · b6 чёрный конь · f6 чёрный ферзь · g6 чёрная пешка · b5 белый конь · c5 белый ферзь · d5 белая пешка · e4 белая пешка · f4 белая пешка · e3 белый слон · h3 белая пешка · a2 белая пешка · b2 белая пешка · e2 белый слон · f2 белая пешка · d1 белая ладья · e1 белый король · h1 белая ладья | 5 |
| 4 | a8 чёрная ладья · d8 чёрная ладья · g8 чёрный король · a7 чёрная пешка · b7 чёрная пешка · c7 чёрная пешка · d7 чёрный конь · e7 чёрная пешка · f7 чёрная пешка · g7 чёрный слон · h7 чёрная пешка · b6 чёрный конь · f6 чёрный ферзь · g6 чёрная пешка · b5 белый конь · c5 белый ферзь · d5 белая пешка · e4 белая пешка · f4 белая пешка · e3 белый слон · h3 белая пешка · a2 белая пешка · b2 белая пешка · e2 белый слон · f2 белая пешка · d1 белая ладья · e1 белый король · h1 белая ладья | a8 чёрная ладья · d8 чёрная ладья · g8 чёрный король · a7 чёрная пешка · b7 чёрная пешка · c7 чёрная пешка · d7 чёрный конь · e7 чёрная пешка · f7 чёрная пешка · g7 чёрный слон · h7 чёрная пешка · b6 чёрный конь · f6 чёрный ферзь · g6 чёрная пешка · b5 белый конь · c5 белый ферзь · d5 белая пешка · e4 белая пешка · f4 белая пешка · e3 белый слон · h3 белая пешка · a2 белая пешка · b2 белая пешка · e2 белый слон · f2 белая пешка · d1 белая ладья · e1 белый король · h1 белая ладья | a8 чёрная ладья · d8 чёрная ладья · g8 чёрный король · a7 чёрная пешка · b7 чёрная пешка · c7 чёрная пешка · d7 чёрный конь · e7 чёрная пешка · f7 чёрная пешка · g7 чёрный слон · h7 чёрная пешка · b6 чёрный конь · f6 чёрный ферзь · g6 чёрная пешка · b5 белый конь · c5 белый ферзь · d5 белая пешка · e4 белая пешка · f4 белая пешка · e3 белый слон · h3 белая пешка · a2 белая пешка · b2 белая пешка · e2 белый слон · f2 белая пешка · d1 белая ладья · e1 белый король · h1 белая ладья | a8 чёрная ладья · d8 чёрная ладья · g8 чёрный король · a7 чёрная пешка · b7 чёрная пешка · c7 чёрная пешка · d7 чёрный конь · e7 чёрная пешка · f7 чёрная пешка · g7 чёрный слон · h7 чёрная пешка · b6 чёрный конь · f6 чёрный ферзь · g6 чёрная пешка · b5 белый конь · c5 белый ферзь · d5 белая пешка · e4 белая пешка · f4 белая пешка · e3 белый слон · h3 белая пешка · a2 белая пешка · b2 белая пешка · e2 белый слон · f2 белая пешка · d1 белая ладья · e1 белый король · h1 белая ладья | a8 чёрная ладья · d8 чёрная ладья · g8 чёрный король · a7 чёрная пешка · b7 чёрная пешка · c7 чёрная пешка · d7 чёрный конь · e7 чёрная пешка · f7 чёрная пешка · g7 чёрный слон · h7 чёрная пешка · b6 чёрный конь · f6 чёрный ферзь · g6 чёрная пешка · b5 белый конь · c5 белый ферзь · d5 белая пешка · e4 белая пешка · f4 белая пешка · e3 белый слон · h3 белая пешка · a2 белая пешка · b2 белая пешка · e2 белый слон · f2 белая пешка · d1 белая ладья · e1 белый король · h1 белая ладья | a8 чёрная ладья · d8 чёрная ладья · g8 чёрный король · a7 чёрная пешка · b7 чёрная пешка · c7 чёрная пешка · d7 чёрный конь · e7 чёрная пешка · f7 чёрная пешка · g7 чёрный слон · h7 чёрная пешка · b6 чёрный конь · f6 чёрный ферзь · g6 чёрная пешка · b5 белый конь · c5 белый ферзь · d5 белая пешка · e4 белая пешка · f4 белая пешка · e3 белый слон · h3 белая пешка · a2 белая пешка · b2 белая пешка · e2 белый слон · f2 белая пешка · d1 белая ладья · e1 белый король · h1 белая ладья | a8 чёрная ладья · d8 чёрная ладья · g8 чёрный король · a7 чёрная пешка · b7 чёрная пешка · c7 чёрная пешка · d7 чёрный конь · e7 чёрная пешка · f7 чёрная пешка · g7 чёрный слон · h7 чёрная пешка · b6 чёрный конь · f6 чёрный ферзь · g6 чёрная пешка · b5 белый конь · c5 белый ферзь · d5 белая пешка · e4 белая пешка · f4 белая пешка · e3 белый слон · h3 белая пешка · a2 белая пешка · b2 белая пешка · e2 белый слон · f2 белая пешка · d1 белая ладья · e1 белый король · h1 белая ладья | a8 чёрная ладья · d8 чёрная ладья · g8 чёрный король · a7 чёрная пешка · b7 чёрная пешка · c7 чёрная пешка · d7 чёрный конь · e7 чёрная пешка · f7 чёрная пешка · g7 чёрный слон · h7 чёрная пешка · b6 чёрный конь · f6 чёрный ферзь · g6 чёрная пешка · b5 белый конь · c5 белый ферзь · d5 белая пешка · e4 белая пешка · f4 белая пешка · e3 белый слон · h3 белая пешка · a2 белая пешка · b2 белая пешка · e2 белый слон · f2 белая пешка · d1 белая ладья · e1 белый король · h1 белая ладья | 4 |
| 3 | a8 чёрная ладья · d8 чёрная ладья · g8 чёрный король · a7 чёрная пешка · b7 чёрная пешка · c7 чёрная пешка · d7 чёрный конь · e7 чёрная пешка · f7 чёрная пешка · g7 чёрный слон · h7 чёрная пешка · b6 чёрный конь · f6 чёрный ферзь · g6 чёрная пешка · b5 белый конь · c5 белый ферзь · d5 белая пешка · e4 белая пешка · f4 белая пешка · e3 белый слон · h3 белая пешка · a2 белая пешка · b2 белая пешка · e2 белый слон · f2 белая пешка · d1 белая ладья · e1 белый король · h1 белая ладья | a8 чёрная ладья · d8 чёрная ладья · g8 чёрный король · a7 чёрная пешка · b7 чёрная пешка · c7 чёрная пешка · d7 чёрный конь · e7 чёрная пешка · f7 чёрная пешка · g7 чёрный слон · h7 чёрная пешка · b6 чёрный конь · f6 чёрный ферзь · g6 чёрная пешка · b5 белый конь · c5 белый ферзь · d5 белая пешка · e4 белая пешка · f4 белая пешка · e3 белый слон · h3 белая пешка · a2 белая пешка · b2 белая пешка · e2 белый слон · f2 белая пешка · d1 белая ладья · e1 белый король · h1 белая ладья | a8 чёрная ладья · d8 чёрная ладья · g8 чёрный король · a7 чёрная пешка · b7 чёрная пешка · c7 чёрная пешка · d7 чёрный конь · e7 чёрная пешка · f7 чёрная пешка · g7 чёрный слон · h7 чёрная пешка · b6 чёрный конь · f6 чёрный ферзь · g6 чёрная пешка · b5 белый конь · c5 белый ферзь · d5 белая пешка · e4 белая пешка · f4 белая пешка · e3 белый слон · h3 белая пешка · a2 белая пешка · b2 белая пешка · e2 белый слон · f2 белая пешка · d1 белая ладья · e1 белый король · h1 белая ладья | a8 чёрная ладья · d8 чёрная ладья · g8 чёрный король · a7 чёрная пешка · b7 чёрная пешка · c7 чёрная пешка · d7 чёрный конь · e7 чёрная пешка · f7 чёрная пешка · g7 чёрный слон · h7 чёрная пешка · b6 чёрный конь · f6 чёрный ферзь · g6 чёрная пешка · b5 белый конь · c5 белый ферзь · d5 белая пешка · e4 белая пешка · f4 белая пешка · e3 белый слон · h3 белая пешка · a2 белая пешка · b2 белая пешка · e2 белый слон · f2 белая пешка · d1 белая ладья · e1 белый король · h1 белая ладья | a8 чёрная ладья · d8 чёрная ладья · g8 чёрный король · a7 чёрная пешка · b7 чёрная пешка · c7 чёрная пешка · d7 чёрный конь · e7 чёрная пешка · f7 чёрная пешка · g7 чёрный слон · h7 чёрная пешка · b6 чёрный конь · f6 чёрный ферзь · g6 чёрная пешка · b5 белый конь · c5 белый ферзь · d5 белая пешка · e4 белая пешка · f4 белая пешка · e3 белый слон · h3 белая пешка · a2 белая пешка · b2 белая пешка · e2 белый слон · f2 белая пешка · d1 белая ладья · e1 белый король · h1 белая ладья | a8 чёрная ладья · d8 чёрная ладья · g8 чёрный король · a7 чёрная пешка · b7 чёрная пешка · c7 чёрная пешка · d7 чёрный конь · e7 чёрная пешка · f7 чёрная пешка · g7 чёрный слон · h7 чёрная пешка · b6 чёрный конь · f6 чёрный ферзь · g6 чёрная пешка · b5 белый конь · c5 белый ферзь · d5 белая пешка · e4 белая пешка · f4 белая пешка · e3 белый слон · h3 белая пешка · a2 белая пешка · b2 белая пешка · e2 белый слон · f2 белая пешка · d1 белая ладья · e1 белый король · h1 белая ладья | a8 чёрная ладья · d8 чёрная ладья · g8 чёрный король · a7 чёрная пешка · b7 чёрная пешка · c7 чёрная пешка · d7 чёрный конь · e7 чёрная пешка · f7 чёрная пешка · g7 чёрный слон · h7 чёрная пешка · b6 чёрный конь · f6 чёрный ферзь · g6 чёрная пешка · b5 белый конь · c5 белый ферзь · d5 белая пешка · e4 белая пешка · f4 белая пешка · e3 белый слон · h3 белая пешка · a2 белая пешка · b2 белая пешка · e2 белый слон · f2 белая пешка · d1 белая ладья · e1 белый король · h1 белая ладья | a8 чёрная ладья · d8 чёрная ладья · g8 чёрный король · a7 чёрная пешка · b7 чёрная пешка · c7 чёрная пешка · d7 чёрный конь · e7 чёрная пешка · f7 чёрная пешка · g7 чёрный слон · h7 чёрная пешка · b6 чёрный конь · f6 чёрный ферзь · g6 чёрная пешка · b5 белый конь · c5 белый ферзь · d5 белая пешка · e4 белая пешка · f4 белая пешка · e3 белый слон · h3 белая пешка · a2 белая пешка · b2 белая пешка · e2 белый слон · f2 белая пешка · d1 белая ладья · e1 белый король · h1 белая ладья | 3 |
| 2 | a8 чёрная ладья · d8 чёрная ладья · g8 чёрный король · a7 чёрная пешка · b7 чёрная пешка · c7 чёрная пешка · d7 чёрный конь · e7 чёрная пешка · f7 чёрная пешка · g7 чёрный слон · h7 чёрная пешка · b6 чёрный конь · f6 чёрный ферзь · g6 чёрная пешка · b5 белый конь · c5 белый ферзь · d5 белая пешка · e4 белая пешка · f4 белая пешка · e3 белый слон · h3 белая пешка · a2 белая пешка · b2 белая пешка · e2 белый слон · f2 белая пешка · d1 белая ладья · e1 белый король · h1 белая ладья | a8 чёрная ладья · d8 чёрная ладья · g8 чёрный король · a7 чёрная пешка · b7 чёрная пешка · c7 чёрная пешка · d7 чёрный конь · e7 чёрная пешка · f7 чёрная пешка · g7 чёрный слон · h7 чёрная пешка · b6 чёрный конь · f6 чёрный ферзь · g6 чёрная пешка · b5 белый конь · c5 белый ферзь · d5 белая пешка · e4 белая пешка · f4 белая пешка · e3 белый слон · h3 белая пешка · a2 белая пешка · b2 белая пешка · e2 белый слон · f2 белая пешка · d1 белая ладья · e1 белый король · h1 белая ладья | a8 чёрная ладья · d8 чёрная ладья · g8 чёрный король · a7 чёрная пешка · b7 чёрная пешка · c7 чёрная пешка · d7 чёрный конь · e7 чёрная пешка · f7 чёрная пешка · g7 чёрный слон · h7 чёрная пешка · b6 чёрный конь · f6 чёрный ферзь · g6 чёрная пешка · b5 белый конь · c5 белый ферзь · d5 белая пешка · e4 белая пешка · f4 белая пешка · e3 белый слон · h3 белая пешка · a2 белая пешка · b2 белая пешка · e2 белый слон · f2 белая пешка · d1 белая ладья · e1 белый король · h1 белая ладья | a8 чёрная ладья · d8 чёрная ладья · g8 чёрный король · a7 чёрная пешка · b7 чёрная пешка · c7 чёрная пешка · d7 чёрный конь · e7 чёрная пешка · f7 чёрная пешка · g7 чёрный слон · h7 чёрная пешка · b6 чёрный конь · f6 чёрный ферзь · g6 чёрная пешка · b5 белый конь · c5 белый ферзь · d5 белая пешка · e4 белая пешка · f4 белая пешка · e3 белый слон · h3 белая пешка · a2 белая пешка · b2 белая пешка · e2 белый слон · f2 белая пешка · d1 белая ладья · e1 белый король · h1 белая ладья | a8 чёрная ладья · d8 чёрная ладья · g8 чёрный король · a7 чёрная пешка · b7 чёрная пешка · c7 чёрная пешка · d7 чёрный конь · e7 чёрная пешка · f7 чёрная пешка · g7 чёрный слон · h7 чёрная пешка · b6 чёрный конь · f6 чёрный ферзь · g6 чёрная пешка · b5 белый конь · c5 белый ферзь · d5 белая пешка · e4 белая пешка · f4 белая пешка · e3 белый слон · h3 белая пешка · a2 белая пешка · b2 белая пешка · e2 белый слон · f2 белая пешка · d1 белая ладья · e1 белый король · h1 белая ладья | a8 чёрная ладья · d8 чёрная ладья · g8 чёрный король · a7 чёрная пешка · b7 чёрная пешка · c7 чёрная пешка · d7 чёрный конь · e7 чёрная пешка · f7 чёрная пешка · g7 чёрный слон · h7 чёрная пешка · b6 чёрный конь · f6 чёрный ферзь · g6 чёрная пешка · b5 белый конь · c5 белый ферзь · d5 белая пешка · e4 белая пешка · f4 белая пешка · e3 белый слон · h3 белая пешка · a2 белая пешка · b2 белая пешка · e2 белый слон · f2 белая пешка · d1 белая ладья · e1 белый король · h1 белая ладья | a8 чёрная ладья · d8 чёрная ладья · g8 чёрный король · a7 чёрная пешка · b7 чёрная пешка · c7 чёрная пешка · d7 чёрный конь · e7 чёрная пешка · f7 чёрная пешка · g7 чёрный слон · h7 чёрная пешка · b6 чёрный конь · f6 чёрный ферзь · g6 чёрная пешка · b5 белый конь · c5 белый ферзь · d5 белая пешка · e4 белая пешка · f4 белая пешка · e3 белый слон · h3 белая пешка · a2 белая пешка · b2 белая пешка · e2 белый слон · f2 белая пешка · d1 белая ладья · e1 белый король · h1 белая ладья | a8 чёрная ладья · d8 чёрная ладья · g8 чёрный король · a7 чёрная пешка · b7 чёрная пешка · c7 чёрная пешка · d7 чёрный конь · e7 чёрная пешка · f7 чёрная пешка · g7 чёрный слон · h7 чёрная пешка · b6 чёрный конь · f6 чёрный ферзь · g6 чёрная пешка · b5 белый конь · c5 белый ферзь · d5 белая пешка · e4 белая пешка · f4 белая пешка · e3 белый слон · h3 белая пешка · a2 белая пешка · b2 белая пешка · e2 белый слон · f2 белая пешка · d1 белая ладья · e1 белый король · h1 белая ладья | 2 |
| 1 | a8 чёрная ладья · d8 чёрная ладья · g8 чёрный король · a7 чёрная пешка · b7 чёрная пешка · c7 чёрная пешка · d7 чёрный конь · e7 чёрная пешка · f7 чёрная пешка · g7 чёрный слон · h7 чёрная пешка · b6 чёрный конь · f6 чёрный ферзь · g6 чёрная пешка · b5 белый конь · c5 белый ферзь · d5 белая пешка · e4 белая пешка · f4 белая пешка · e3 белый слон · h3 белая пешка · a2 белая пешка · b2 белая пешка · e2 белый слон · f2 белая пешка · d1 белая ладья · e1 белый король · h1 белая ладья | a8 чёрная ладья · d8 чёрная ладья · g8 чёрный король · a7 чёрная пешка · b7 чёрная пешка · c7 чёрная пешка · d7 чёрный конь · e7 чёрная пешка · f7 чёрная пешка · g7 чёрный слон · h7 чёрная пешка · b6 чёрный конь · f6 чёрный ферзь · g6 чёрная пешка · b5 белый конь · c5 белый ферзь · d5 белая пешка · e4 белая пешка · f4 белая пешка · e3 белый слон · h3 белая пешка · a2 белая пешка · b2 белая пешка · e2 белый слон · f2 белая пешка · d1 белая ладья · e1 белый король · h1 белая ладья | a8 чёрная ладья · d8 чёрная ладья · g8 чёрный король · a7 чёрная пешка · b7 чёрная пешка · c7 чёрная пешка · d7 чёрный конь · e7 чёрная пешка · f7 чёрная пешка · g7 чёрный слон · h7 чёрная пешка · b6 чёрный конь · f6 чёрный ферзь · g6 чёрная пешка · b5 белый конь · c5 белый ферзь · d5 белая пешка · e4 белая пешка · f4 белая пешка · e3 белый слон · h3 белая пешка · a2 белая пешка · b2 белая пешка · e2 белый слон · f2 белая пешка · d1 белая ладья · e1 белый король · h1 белая ладья | a8 чёрная ладья · d8 чёрная ладья · g8 чёрный король · a7 чёрная пешка · b7 чёрная пешка · c7 чёрная пешка · d7 чёрный конь · e7 чёрная пешка · f7 чёрная пешка · g7 чёрный слон · h7 чёрная пешка · b6 чёрный конь · f6 чёрный ферзь · g6 чёрная пешка · b5 белый конь · c5 белый ферзь · d5 белая пешка · e4 белая пешка · f4 белая пешка · e3 белый слон · h3 белая пешка · a2 белая пешка · b2 белая пешка · e2 белый слон · f2 белая пешка · d1 белая ладья · e1 белый король · h1 белая ладья | a8 чёрная ладья · d8 чёрная ладья · g8 чёрный король · a7 чёрная пешка · b7 чёрная пешка · c7 чёрная пешка · d7 чёрный конь · e7 чёрная пешка · f7 чёрная пешка · g7 чёрный слон · h7 чёрная пешка · b6 чёрный конь · f6 чёрный ферзь · g6 чёрная пешка · b5 белый конь · c5 белый ферзь · d5 белая пешка · e4 белая пешка · f4 белая пешка · e3 белый слон · h3 белая пешка · a2 белая пешка · b2 белая пешка · e2 белый слон · f2 белая пешка · d1 белая ладья · e1 белый король · h1 белая ладья | a8 чёрная ладья · d8 чёрная ладья · g8 чёрный король · a7 чёрная пешка · b7 чёрная пешка · c7 чёрная пешка · d7 чёрный конь · e7 чёрная пешка · f7 чёрная пешка · g7 чёрный слон · h7 чёрная пешка · b6 чёрный конь · f6 чёрный ферзь · g6 чёрная пешка · b5 белый конь · c5 белый ферзь · d5 белая пешка · e4 белая пешка · f4 белая пешка · e3 белый слон · h3 белая пешка · a2 белая пешка · b2 белая пешка · e2 белый слон · f2 белая пешка · d1 белая ладья · e1 белый король · h1 белая ладья | a8 чёрная ладья · d8 чёрная ладья · g8 чёрный король · a7 чёрная пешка · b7 чёрная пешка · c7 чёрная пешка · d7 чёрный конь · e7 чёрная пешка · f7 чёрная пешка · g7 чёрный слон · h7 чёрная пешка · b6 чёрный конь · f6 чёрный ферзь · g6 чёрная пешка · b5 белый конь · c5 белый ферзь · d5 белая пешка · e4 белая пешка · f4 белая пешка · e3 белый слон · h3 белая пешка · a2 белая пешка · b2 белая пешка · e2 белый слон · f2 белая пешка · d1 белая ладья · e1 белый король · h1 белая ладья | a8 чёрная ладья · d8 чёрная ладья · g8 чёрный король · a7 чёрная пешка · b7 чёрная пешка · c7 чёрная пешка · d7 чёрный конь · e7 чёрная пешка · f7 чёрная пешка · g7 чёрный слон · h7 чёрная пешка · b6 чёрный конь · f6 чёрный ферзь · g6 чёрная пешка · b5 белый конь · c5 белый ферзь · d5 белая пешка · e4 белая пешка · f4 белая пешка · e3 белый слон · h3 белая пешка · a2 белая пешка · b2 белая пешка · e2 белый слон · f2 белая пешка · d1 белая ладья · e1 белый король · h1 белая ладья | 1 |
|   | a | b | c | d | e | f | g | h |   |

Здесь белые ошибочно сыграли 17. е5? Ботвинник играл по домашнему анализу и полагал теперь, что чёрный ферзь не имеет хороших полей для отступления. Чемпион мира забыл о том, что фигура, приговорённая к смерти, становится desperado. Последовало: 17 …Ф:f4! 18. С:f4 (к сожалению, белые не могут ответить чёрным в том же духе desperado: 18. Ф:b6 Фе4! 19. f3 Фh4+ 20. Cf2 Фb4+ 21. Крf1 К:b6, и чёрные выигрывают) 18 …К:c5 19. К:c7 Лаc8 20. d6 ed 21. ed С:b2, и чёрные остались с лишней пешкой, хотя и не смогли выиграть партию.

### ПартияТарраш—Эм. Ласкер(4-я партия матча)
|   | a | b | c | d | e | f | g | h |   |
| - | --- | --- | --- | --- | --- | --- | --- | --- | - |
| 8 | d8 чёрная ладья · g8 чёрный король · b7 чёрная пешка · f7 чёрная пешка · g7 чёрная пешка · b6 чёрный конь · d6 чёрная пешка · f6 чёрный ферзь · h6 чёрная пешка · c5 чёрная пешка · a4 чёрная пешка · b4 белая пешка · c4 чёрная ладья · d4 белый конь · e4 белая пешка · f4 белая пешка · c3 белая пешка · e3 белая ладья · f3 белый ферзь · g3 белая пешка · a2 белая пешка · h2 белая пешка · d1 белая ладья · g1 белый король | d8 чёрная ладья · g8 чёрный король · b7 чёрная пешка · f7 чёрная пешка · g7 чёрная пешка · b6 чёрный конь · d6 чёрная пешка · f6 чёрный ферзь · h6 чёрная пешка · c5 чёрная пешка · a4 чёрная пешка · b4 белая пешка · c4 чёрная ладья · d4 белый конь · e4 белая пешка · f4 белая пешка · c3 белая пешка · e3 белая ладья · f3 белый ферзь · g3 белая пешка · a2 белая пешка · h2 белая пешка · d1 белая ладья · g1 белый король | d8 чёрная ладья · g8 чёрный король · b7 чёрная пешка · f7 чёрная пешка · g7 чёрная пешка · b6 чёрный конь · d6 чёрная пешка · f6 чёрный ферзь · h6 чёрная пешка · c5 чёрная пешка · a4 чёрная пешка · b4 белая пешка · c4 чёрная ладья · d4 белый конь · e4 белая пешка · f4 белая пешка · c3 белая пешка · e3 белая ладья · f3 белый ферзь · g3 белая пешка · a2 белая пешка · h2 белая пешка · d1 белая ладья · g1 белый король | d8 чёрная ладья · g8 чёрный король · b7 чёрная пешка · f7 чёрная пешка · g7 чёрная пешка · b6 чёрный конь · d6 чёрная пешка · f6 чёрный ферзь · h6 чёрная пешка · c5 чёрная пешка · a4 чёрная пешка · b4 белая пешка · c4 чёрная ладья · d4 белый конь · e4 белая пешка · f4 белая пешка · c3 белая пешка · e3 белая ладья · f3 белый ферзь · g3 белая пешка · a2 белая пешка · h2 белая пешка · d1 белая ладья · g1 белый король | d8 чёрная ладья · g8 чёрный король · b7 чёрная пешка · f7 чёрная пешка · g7 чёрная пешка · b6 чёрный конь · d6 чёрная пешка · f6 чёрный ферзь · h6 чёрная пешка · c5 чёрная пешка · a4 чёрная пешка · b4 белая пешка · c4 чёрная ладья · d4 белый конь · e4 белая пешка · f4 белая пешка · c3 белая пешка · e3 белая ладья · f3 белый ферзь · g3 белая пешка · a2 белая пешка · h2 белая пешка · d1 белая ладья · g1 белый король | d8 чёрная ладья · g8 чёрный король · b7 чёрная пешка · f7 чёрная пешка · g7 чёрная пешка · b6 чёрный конь · d6 чёрная пешка · f6 чёрный ферзь · h6 чёрная пешка · c5 чёрная пешка · a4 чёрная пешка · b4 белая пешка · c4 чёрная ладья · d4 белый конь · e4 белая пешка · f4 белая пешка · c3 белая пешка · e3 белая ладья · f3 белый ферзь · g3 белая пешка · a2 белая пешка · h2 белая пешка · d1 белая ладья · g1 белый король | d8 чёрная ладья · g8 чёрный король · b7 чёрная пешка · f7 чёрная пешка · g7 чёрная пешка · b6 чёрный конь · d6 чёрная пешка · f6 чёрный ферзь · h6 чёрная пешка · c5 чёрная пешка · a4 чёрная пешка · b4 белая пешка · c4 чёрная ладья · d4 белый конь · e4 белая пешка · f4 белая пешка · c3 белая пешка · e3 белая ладья · f3 белый ферзь · g3 белая пешка · a2 белая пешка · h2 белая пешка · d1 белая ладья · g1 белый король | d8 чёрная ладья · g8 чёрный король · b7 чёрная пешка · f7 чёрная пешка · g7 чёрная пешка · b6 чёрный конь · d6 чёрная пешка · f6 чёрный ферзь · h6 чёрная пешка · c5 чёрная пешка · a4 чёрная пешка · b4 белая пешка · c4 чёрная ладья · d4 белый конь · e4 белая пешка · f4 белая пешка · c3 белая пешка · e3 белая ладья · f3 белый ферзь · g3 белая пешка · a2 белая пешка · h2 белая пешка · d1 белая ладья · g1 белый король | 8 |
| 7 | d8 чёрная ладья · g8 чёрный король · b7 чёрная пешка · f7 чёрная пешка · g7 чёрная пешка · b6 чёрный конь · d6 чёрная пешка · f6 чёрный ферзь · h6 чёрная пешка · c5 чёрная пешка · a4 чёрная пешка · b4 белая пешка · c4 чёрная ладья · d4 белый конь · e4 белая пешка · f4 белая пешка · c3 белая пешка · e3 белая ладья · f3 белый ферзь · g3 белая пешка · a2 белая пешка · h2 белая пешка · d1 белая ладья · g1 белый король | d8 чёрная ладья · g8 чёрный король · b7 чёрная пешка · f7 чёрная пешка · g7 чёрная пешка · b6 чёрный конь · d6 чёрная пешка · f6 чёрный ферзь · h6 чёрная пешка · c5 чёрная пешка · a4 чёрная пешка · b4 белая пешка · c4 чёрная ладья · d4 белый конь · e4 белая пешка · f4 белая пешка · c3 белая пешка · e3 белая ладья · f3 белый ферзь · g3 белая пешка · a2 белая пешка · h2 белая пешка · d1 белая ладья · g1 белый король | d8 чёрная ладья · g8 чёрный король · b7 чёрная пешка · f7 чёрная пешка · g7 чёрная пешка · b6 чёрный конь · d6 чёрная пешка · f6 чёрный ферзь · h6 чёрная пешка · c5 чёрная пешка · a4 чёрная пешка · b4 белая пешка · c4 чёрная ладья · d4 белый конь · e4 белая пешка · f4 белая пешка · c3 белая пешка · e3 белая ладья · f3 белый ферзь · g3 белая пешка · a2 белая пешка · h2 белая пешка · d1 белая ладья · g1 белый король | d8 чёрная ладья · g8 чёрный король · b7 чёрная пешка · f7 чёрная пешка · g7 чёрная пешка · b6 чёрный конь · d6 чёрная пешка · f6 чёрный ферзь · h6 чёрная пешка · c5 чёрная пешка · a4 чёрная пешка · b4 белая пешка · c4 чёрная ладья · d4 белый конь · e4 белая пешка · f4 белая пешка · c3 белая пешка · e3 белая ладья · f3 белый ферзь · g3 белая пешка · a2 белая пешка · h2 белая пешка · d1 белая ладья · g1 белый король | d8 чёрная ладья · g8 чёрный король · b7 чёрная пешка · f7 чёрная пешка · g7 чёрная пешка · b6 чёрный конь · d6 чёрная пешка · f6 чёрный ферзь · h6 чёрная пешка · c5 чёрная пешка · a4 чёрная пешка · b4 белая пешка · c4 чёрная ладья · d4 белый конь · e4 белая пешка · f4 белая пешка · c3 белая пешка · e3 белая ладья · f3 белый ферзь · g3 белая пешка · a2 белая пешка · h2 белая пешка · d1 белая ладья · g1 белый король | d8 чёрная ладья · g8 чёрный король · b7 чёрная пешка · f7 чёрная пешка · g7 чёрная пешка · b6 чёрный конь · d6 чёрная пешка · f6 чёрный ферзь · h6 чёрная пешка · c5 чёрная пешка · a4 чёрная пешка · b4 белая пешка · c4 чёрная ладья · d4 белый конь · e4 белая пешка · f4 белая пешка · c3 белая пешка · e3 белая ладья · f3 белый ферзь · g3 белая пешка · a2 белая пешка · h2 белая пешка · d1 белая ладья · g1 белый король | d8 чёрная ладья · g8 чёрный король · b7 чёрная пешка · f7 чёрная пешка · g7 чёрная пешка · b6 чёрный конь · d6 чёрная пешка · f6 чёрный ферзь · h6 чёрная пешка · c5 чёрная пешка · a4 чёрная пешка · b4 белая пешка · c4 чёрная ладья · d4 белый конь · e4 белая пешка · f4 белая пешка · c3 белая пешка · e3 белая ладья · f3 белый ферзь · g3 белая пешка · a2 белая пешка · h2 белая пешка · d1 белая ладья · g1 белый король | d8 чёрная ладья · g8 чёрный король · b7 чёрная пешка · f7 чёрная пешка · g7 чёрная пешка · b6 чёрный конь · d6 чёрная пешка · f6 чёрный ферзь · h6 чёрная пешка · c5 чёрная пешка · a4 чёрная пешка · b4 белая пешка · c4 чёрная ладья · d4 белый конь · e4 белая пешка · f4 белая пешка · c3 белая пешка · e3 белая ладья · f3 белый ферзь · g3 белая пешка · a2 белая пешка · h2 белая пешка · d1 белая ладья · g1 белый король | 7 |
| 6 | d8 чёрная ладья · g8 чёрный король · b7 чёрная пешка · f7 чёрная пешка · g7 чёрная пешка · b6 чёрный конь · d6 чёрная пешка · f6 чёрный ферзь · h6 чёрная пешка · c5 чёрная пешка · a4 чёрная пешка · b4 белая пешка · c4 чёрная ладья · d4 белый конь · e4 белая пешка · f4 белая пешка · c3 белая пешка · e3 белая ладья · f3 белый ферзь · g3 белая пешка · a2 белая пешка · h2 белая пешка · d1 белая ладья · g1 белый король | d8 чёрная ладья · g8 чёрный король · b7 чёрная пешка · f7 чёрная пешка · g7 чёрная пешка · b6 чёрный конь · d6 чёрная пешка · f6 чёрный ферзь · h6 чёрная пешка · c5 чёрная пешка · a4 чёрная пешка · b4 белая пешка · c4 чёрная ладья · d4 белый конь · e4 белая пешка · f4 белая пешка · c3 белая пешка · e3 белая ладья · f3 белый ферзь · g3 белая пешка · a2 белая пешка · h2 белая пешка · d1 белая ладья · g1 белый король | d8 чёрная ладья · g8 чёрный король · b7 чёрная пешка · f7 чёрная пешка · g7 чёрная пешка · b6 чёрный конь · d6 чёрная пешка · f6 чёрный ферзь · h6 чёрная пешка · c5 чёрная пешка · a4 чёрная пешка · b4 белая пешка · c4 чёрная ладья · d4 белый конь · e4 белая пешка · f4 белая пешка · c3 белая пешка · e3 белая ладья · f3 белый ферзь · g3 белая пешка · a2 белая пешка · h2 белая пешка · d1 белая ладья · g1 белый король | d8 чёрная ладья · g8 чёрный король · b7 чёрная пешка · f7 чёрная пешка · g7 чёрная пешка · b6 чёрный конь · d6 чёрная пешка · f6 чёрный ферзь · h6 чёрная пешка · c5 чёрная пешка · a4 чёрная пешка · b4 белая пешка · c4 чёрная ладья · d4 белый конь · e4 белая пешка · f4 белая пешка · c3 белая пешка · e3 белая ладья · f3 белый ферзь · g3 белая пешка · a2 белая пешка · h2 белая пешка · d1 белая ладья · g1 белый король | d8 чёрная ладья · g8 чёрный король · b7 чёрная пешка · f7 чёрная пешка · g7 чёрная пешка · b6 чёрный конь · d6 чёрная пешка · f6 чёрный ферзь · h6 чёрная пешка · c5 чёрная пешка · a4 чёрная пешка · b4 белая пешка · c4 чёрная ладья · d4 белый конь · e4 белая пешка · f4 белая пешка · c3 белая пешка · e3 белая ладья · f3 белый ферзь · g3 белая пешка · a2 белая пешка · h2 белая пешка · d1 белая ладья · g1 белый король | d8 чёрная ладья · g8 чёрный король · b7 чёрная пешка · f7 чёрная пешка · g7 чёрная пешка · b6 чёрный конь · d6 чёрная пешка · f6 чёрный ферзь · h6 чёрная пешка · c5 чёрная пешка · a4 чёрная пешка · b4 белая пешка · c4 чёрная ладья · d4 белый конь · e4 белая пешка · f4 белая пешка · c3 белая пешка · e3 белая ладья · f3 белый ферзь · g3 белая пешка · a2 белая пешка · h2 белая пешка · d1 белая ладья · g1 белый король | d8 чёрная ладья · g8 чёрный король · b7 чёрная пешка · f7 чёрная пешка · g7 чёрная пешка · b6 чёрный конь · d6 чёрная пешка · f6 чёрный ферзь · h6 чёрная пешка · c5 чёрная пешка · a4 чёрная пешка · b4 белая пешка · c4 чёрная ладья · d4 белый конь · e4 белая пешка · f4 белая пешка · c3 белая пешка · e3 белая ладья · f3 белый ферзь · g3 белая пешка · a2 белая пешка · h2 белая пешка · d1 белая ладья · g1 белый король | d8 чёрная ладья · g8 чёрный король · b7 чёрная пешка · f7 чёрная пешка · g7 чёрная пешка · b6 чёрный конь · d6 чёрная пешка · f6 чёрный ферзь · h6 чёрная пешка · c5 чёрная пешка · a4 чёрная пешка · b4 белая пешка · c4 чёрная ладья · d4 белый конь · e4 белая пешка · f4 белая пешка · c3 белая пешка · e3 белая ладья · f3 белый ферзь · g3 белая пешка · a2 белая пешка · h2 белая пешка · d1 белая ладья · g1 белый король | 6 |
| 5 | d8 чёрная ладья · g8 чёрный король · b7 чёрная пешка · f7 чёрная пешка · g7 чёрная пешка · b6 чёрный конь · d6 чёрная пешка · f6 чёрный ферзь · h6 чёрная пешка · c5 чёрная пешка · a4 чёрная пешка · b4 белая пешка · c4 чёрная ладья · d4 белый конь · e4 белая пешка · f4 белая пешка · c3 белая пешка · e3 белая ладья · f3 белый ферзь · g3 белая пешка · a2 белая пешка · h2 белая пешка · d1 белая ладья · g1 белый король | d8 чёрная ладья · g8 чёрный король · b7 чёрная пешка · f7 чёрная пешка · g7 чёрная пешка · b6 чёрный конь · d6 чёрная пешка · f6 чёрный ферзь · h6 чёрная пешка · c5 чёрная пешка · a4 чёрная пешка · b4 белая пешка · c4 чёрная ладья · d4 белый конь · e4 белая пешка · f4 белая пешка · c3 белая пешка · e3 белая ладья · f3 белый ферзь · g3 белая пешка · a2 белая пешка · h2 белая пешка · d1 белая ладья · g1 белый король | d8 чёрная ладья · g8 чёрный король · b7 чёрная пешка · f7 чёрная пешка · g7 чёрная пешка · b6 чёрный конь · d6 чёрная пешка · f6 чёрный ферзь · h6 чёрная пешка · c5 чёрная пешка · a4 чёрная пешка · b4 белая пешка · c4 чёрная ладья · d4 белый конь · e4 белая пешка · f4 белая пешка · c3 белая пешка · e3 белая ладья · f3 белый ферзь · g3 белая пешка · a2 белая пешка · h2 белая пешка · d1 белая ладья · g1 белый король | d8 чёрная ладья · g8 чёрный король · b7 чёрная пешка · f7 чёрная пешка · g7 чёрная пешка · b6 чёрный конь · d6 чёрная пешка · f6 чёрный ферзь · h6 чёрная пешка · c5 чёрная пешка · a4 чёрная пешка · b4 белая пешка · c4 чёрная ладья · d4 белый конь · e4 белая пешка · f4 белая пешка · c3 белая пешка · e3 белая ладья · f3 белый ферзь · g3 белая пешка · a2 белая пешка · h2 белая пешка · d1 белая ладья · g1 белый король | d8 чёрная ладья · g8 чёрный король · b7 чёрная пешка · f7 чёрная пешка · g7 чёрная пешка · b6 чёрный конь · d6 чёрная пешка · f6 чёрный ферзь · h6 чёрная пешка · c5 чёрная пешка · a4 чёрная пешка · b4 белая пешка · c4 чёрная ладья · d4 белый конь · e4 белая пешка · f4 белая пешка · c3 белая пешка · e3 белая ладья · f3 белый ферзь · g3 белая пешка · a2 белая пешка · h2 белая пешка · d1 белая ладья · g1 белый король | d8 чёрная ладья · g8 чёрный король · b7 чёрная пешка · f7 чёрная пешка · g7 чёрная пешка · b6 чёрный конь · d6 чёрная пешка · f6 чёрный ферзь · h6 чёрная пешка · c5 чёрная пешка · a4 чёрная пешка · b4 белая пешка · c4 чёрная ладья · d4 белый конь · e4 белая пешка · f4 белая пешка · c3 белая пешка · e3 белая ладья · f3 белый ферзь · g3 белая пешка · a2 белая пешка · h2 белая пешка · d1 белая ладья · g1 белый король | d8 чёрная ладья · g8 чёрный король · b7 чёрная пешка · f7 чёрная пешка · g7 чёрная пешка · b6 чёрный конь · d6 чёрная пешка · f6 чёрный ферзь · h6 чёрная пешка · c5 чёрная пешка · a4 чёрная пешка · b4 белая пешка · c4 чёрная ладья · d4 белый конь · e4 белая пешка · f4 белая пешка · c3 белая пешка · e3 белая ладья · f3 белый ферзь · g3 белая пешка · a2 белая пешка · h2 белая пешка · d1 белая ладья · g1 белый король | d8 чёрная ладья · g8 чёрный король · b7 чёрная пешка · f7 чёрная пешка · g7 чёрная пешка · b6 чёрный конь · d6 чёрная пешка · f6 чёрный ферзь · h6 чёрная пешка · c5 чёрная пешка · a4 чёрная пешка · b4 белая пешка · c4 чёрная ладья · d4 белый конь · e4 белая пешка · f4 белая пешка · c3 белая пешка · e3 белая ладья · f3 белый ферзь · g3 белая пешка · a2 белая пешка · h2 белая пешка · d1 белая ладья · g1 белый король | 5 |
| 4 | d8 чёрная ладья · g8 чёрный король · b7 чёрная пешка · f7 чёрная пешка · g7 чёрная пешка · b6 чёрный конь · d6 чёрная пешка · f6 чёрный ферзь · h6 чёрная пешка · c5 чёрная пешка · a4 чёрная пешка · b4 белая пешка · c4 чёрная ладья · d4 белый конь · e4 белая пешка · f4 белая пешка · c3 белая пешка · e3 белая ладья · f3 белый ферзь · g3 белая пешка · a2 белая пешка · h2 белая пешка · d1 белая ладья · g1 белый король | d8 чёрная ладья · g8 чёрный король · b7 чёрная пешка · f7 чёрная пешка · g7 чёрная пешка · b6 чёрный конь · d6 чёрная пешка · f6 чёрный ферзь · h6 чёрная пешка · c5 чёрная пешка · a4 чёрная пешка · b4 белая пешка · c4 чёрная ладья · d4 белый конь · e4 белая пешка · f4 белая пешка · c3 белая пешка · e3 белая ладья · f3 белый ферзь · g3 белая пешка · a2 белая пешка · h2 белая пешка · d1 белая ладья · g1 белый король | d8 чёрная ладья · g8 чёрный король · b7 чёрная пешка · f7 чёрная пешка · g7 чёрная пешка · b6 чёрный конь · d6 чёрная пешка · f6 чёрный ферзь · h6 чёрная пешка · c5 чёрная пешка · a4 чёрная пешка · b4 белая пешка · c4 чёрная ладья · d4 белый конь · e4 белая пешка · f4 белая пешка · c3 белая пешка · e3 белая ладья · f3 белый ферзь · g3 белая пешка · a2 белая пешка · h2 белая пешка · d1 белая ладья · g1 белый король | d8 чёрная ладья · g8 чёрный король · b7 чёрная пешка · f7 чёрная пешка · g7 чёрная пешка · b6 чёрный конь · d6 чёрная пешка · f6 чёрный ферзь · h6 чёрная пешка · c5 чёрная пешка · a4 чёрная пешка · b4 белая пешка · c4 чёрная ладья · d4 белый конь · e4 белая пешка · f4 белая пешка · c3 белая пешка · e3 белая ладья · f3 белый ферзь · g3 белая пешка · a2 белая пешка · h2 белая пешка · d1 белая ладья · g1 белый король | d8 чёрная ладья · g8 чёрный король · b7 чёрная пешка · f7 чёрная пешка · g7 чёрная пешка · b6 чёрный конь · d6 чёрная пешка · f6 чёрный ферзь · h6 чёрная пешка · c5 чёрная пешка · a4 чёрная пешка · b4 белая пешка · c4 чёрная ладья · d4 белый конь · e4 белая пешка · f4 белая пешка · c3 белая пешка · e3 белая ладья · f3 белый ферзь · g3 белая пешка · a2 белая пешка · h2 белая пешка · d1 белая ладья · g1 белый король | d8 чёрная ладья · g8 чёрный король · b7 чёрная пешка · f7 чёрная пешка · g7 чёрная пешка · b6 чёрный конь · d6 чёрная пешка · f6 чёрный ферзь · h6 чёрная пешка · c5 чёрная пешка · a4 чёрная пешка · b4 белая пешка · c4 чёрная ладья · d4 белый конь · e4 белая пешка · f4 белая пешка · c3 белая пешка · e3 белая ладья · f3 белый ферзь · g3 белая пешка · a2 белая пешка · h2 белая пешка · d1 белая ладья · g1 белый король | d8 чёрная ладья · g8 чёрный король · b7 чёрная пешка · f7 чёрная пешка · g7 чёрная пешка · b6 чёрный конь · d6 чёрная пешка · f6 чёрный ферзь · h6 чёрная пешка · c5 чёрная пешка · a4 чёрная пешка · b4 белая пешка · c4 чёрная ладья · d4 белый конь · e4 белая пешка · f4 белая пешка · c3 белая пешка · e3 белая ладья · f3 белый ферзь · g3 белая пешка · a2 белая пешка · h2 белая пешка · d1 белая ладья · g1 белый король | d8 чёрная ладья · g8 чёрный король · b7 чёрная пешка · f7 чёрная пешка · g7 чёрная пешка · b6 чёрный конь · d6 чёрная пешка · f6 чёрный ферзь · h6 чёрная пешка · c5 чёрная пешка · a4 чёрная пешка · b4 белая пешка · c4 чёрная ладья · d4 белый конь · e4 белая пешка · f4 белая пешка · c3 белая пешка · e3 белая ладья · f3 белый ферзь · g3 белая пешка · a2 белая пешка · h2 белая пешка · d1 белая ладья · g1 белый король | 4 |
| 3 | d8 чёрная ладья · g8 чёрный король · b7 чёрная пешка · f7 чёрная пешка · g7 чёрная пешка · b6 чёрный конь · d6 чёрная пешка · f6 чёрный ферзь · h6 чёрная пешка · c5 чёрная пешка · a4 чёрная пешка · b4 белая пешка · c4 чёрная ладья · d4 белый конь · e4 белая пешка · f4 белая пешка · c3 белая пешка · e3 белая ладья · f3 белый ферзь · g3 белая пешка · a2 белая пешка · h2 белая пешка · d1 белая ладья · g1 белый король | d8 чёрная ладья · g8 чёрный король · b7 чёрная пешка · f7 чёрная пешка · g7 чёрная пешка · b6 чёрный конь · d6 чёрная пешка · f6 чёрный ферзь · h6 чёрная пешка · c5 чёрная пешка · a4 чёрная пешка · b4 белая пешка · c4 чёрная ладья · d4 белый конь · e4 белая пешка · f4 белая пешка · c3 белая пешка · e3 белая ладья · f3 белый ферзь · g3 белая пешка · a2 белая пешка · h2 белая пешка · d1 белая ладья · g1 белый король | d8 чёрная ладья · g8 чёрный король · b7 чёрная пешка · f7 чёрная пешка · g7 чёрная пешка · b6 чёрный конь · d6 чёрная пешка · f6 чёрный ферзь · h6 чёрная пешка · c5 чёрная пешка · a4 чёрная пешка · b4 белая пешка · c4 чёрная ладья · d4 белый конь · e4 белая пешка · f4 белая пешка · c3 белая пешка · e3 белая ладья · f3 белый ферзь · g3 белая пешка · a2 белая пешка · h2 белая пешка · d1 белая ладья · g1 белый король | d8 чёрная ладья · g8 чёрный король · b7 чёрная пешка · f7 чёрная пешка · g7 чёрная пешка · b6 чёрный конь · d6 чёрная пешка · f6 чёрный ферзь · h6 чёрная пешка · c5 чёрная пешка · a4 чёрная пешка · b4 белая пешка · c4 чёрная ладья · d4 белый конь · e4 белая пешка · f4 белая пешка · c3 белая пешка · e3 белая ладья · f3 белый ферзь · g3 белая пешка · a2 белая пешка · h2 белая пешка · d1 белая ладья · g1 белый король | d8 чёрная ладья · g8 чёрный король · b7 чёрная пешка · f7 чёрная пешка · g7 чёрная пешка · b6 чёрный конь · d6 чёрная пешка · f6 чёрный ферзь · h6 чёрная пешка · c5 чёрная пешка · a4 чёрная пешка · b4 белая пешка · c4 чёрная ладья · d4 белый конь · e4 белая пешка · f4 белая пешка · c3 белая пешка · e3 белая ладья · f3 белый ферзь · g3 белая пешка · a2 белая пешка · h2 белая пешка · d1 белая ладья · g1 белый король | d8 чёрная ладья · g8 чёрный король · b7 чёрная пешка · f7 чёрная пешка · g7 чёрная пешка · b6 чёрный конь · d6 чёрная пешка · f6 чёрный ферзь · h6 чёрная пешка · c5 чёрная пешка · a4 чёрная пешка · b4 белая пешка · c4 чёрная ладья · d4 белый конь · e4 белая пешка · f4 белая пешка · c3 белая пешка · e3 белая ладья · f3 белый ферзь · g3 белая пешка · a2 белая пешка · h2 белая пешка · d1 белая ладья · g1 белый король | d8 чёрная ладья · g8 чёрный король · b7 чёрная пешка · f7 чёрная пешка · g7 чёрная пешка · b6 чёрный конь · d6 чёрная пешка · f6 чёрный ферзь · h6 чёрная пешка · c5 чёрная пешка · a4 чёрная пешка · b4 белая пешка · c4 чёрная ладья · d4 белый конь · e4 белая пешка · f4 белая пешка · c3 белая пешка · e3 белая ладья · f3 белый ферзь · g3 белая пешка · a2 белая пешка · h2 белая пешка · d1 белая ладья · g1 белый король | d8 чёрная ладья · g8 чёрный король · b7 чёрная пешка · f7 чёрная пешка · g7 чёрная пешка · b6 чёрный конь · d6 чёрная пешка · f6 чёрный ферзь · h6 чёрная пешка · c5 чёрная пешка · a4 чёрная пешка · b4 белая пешка · c4 чёрная ладья · d4 белый конь · e4 белая пешка · f4 белая пешка · c3 белая пешка · e3 белая ладья · f3 белый ферзь · g3 белая пешка · a2 белая пешка · h2 белая пешка · d1 белая ладья · g1 белый король | 3 |
| 2 | d8 чёрная ладья · g8 чёрный король · b7 чёрная пешка · f7 чёрная пешка · g7 чёрная пешка · b6 чёрный конь · d6 чёрная пешка · f6 чёрный ферзь · h6 чёрная пешка · c5 чёрная пешка · a4 чёрная пешка · b4 белая пешка · c4 чёрная ладья · d4 белый конь · e4 белая пешка · f4 белая пешка · c3 белая пешка · e3 белая ладья · f3 белый ферзь · g3 белая пешка · a2 белая пешка · h2 белая пешка · d1 белая ладья · g1 белый король | d8 чёрная ладья · g8 чёрный король · b7 чёрная пешка · f7 чёрная пешка · g7 чёрная пешка · b6 чёрный конь · d6 чёрная пешка · f6 чёрный ферзь · h6 чёрная пешка · c5 чёрная пешка · a4 чёрная пешка · b4 белая пешка · c4 чёрная ладья · d4 белый конь · e4 белая пешка · f4 белая пешка · c3 белая пешка · e3 белая ладья · f3 белый ферзь · g3 белая пешка · a2 белая пешка · h2 белая пешка · d1 белая ладья · g1 белый король | d8 чёрная ладья · g8 чёрный король · b7 чёрная пешка · f7 чёрная пешка · g7 чёрная пешка · b6 чёрный конь · d6 чёрная пешка · f6 чёрный ферзь · h6 чёрная пешка · c5 чёрная пешка · a4 чёрная пешка · b4 белая пешка · c4 чёрная ладья · d4 белый конь · e4 белая пешка · f4 белая пешка · c3 белая пешка · e3 белая ладья · f3 белый ферзь · g3 белая пешка · a2 белая пешка · h2 белая пешка · d1 белая ладья · g1 белый король | d8 чёрная ладья · g8 чёрный король · b7 чёрная пешка · f7 чёрная пешка · g7 чёрная пешка · b6 чёрный конь · d6 чёрная пешка · f6 чёрный ферзь · h6 чёрная пешка · c5 чёрная пешка · a4 чёрная пешка · b4 белая пешка · c4 чёрная ладья · d4 белый конь · e4 белая пешка · f4 белая пешка · c3 белая пешка · e3 белая ладья · f3 белый ферзь · g3 белая пешка · a2 белая пешка · h2 белая пешка · d1 белая ладья · g1 белый король | d8 чёрная ладья · g8 чёрный король · b7 чёрная пешка · f7 чёрная пешка · g7 чёрная пешка · b6 чёрный конь · d6 чёрная пешка · f6 чёрный ферзь · h6 чёрная пешка · c5 чёрная пешка · a4 чёрная пешка · b4 белая пешка · c4 чёрная ладья · d4 белый конь · e4 белая пешка · f4 белая пешка · c3 белая пешка · e3 белая ладья · f3 белый ферзь · g3 белая пешка · a2 белая пешка · h2 белая пешка · d1 белая ладья · g1 белый король | d8 чёрная ладья · g8 чёрный король · b7 чёрная пешка · f7 чёрная пешка · g7 чёрная пешка · b6 чёрный конь · d6 чёрная пешка · f6 чёрный ферзь · h6 чёрная пешка · c5 чёрная пешка · a4 чёрная пешка · b4 белая пешка · c4 чёрная ладья · d4 белый конь · e4 белая пешка · f4 белая пешка · c3 белая пешка · e3 белая ладья · f3 белый ферзь · g3 белая пешка · a2 белая пешка · h2 белая пешка · d1 белая ладья · g1 белый король | d8 чёрная ладья · g8 чёрный король · b7 чёрная пешка · f7 чёрная пешка · g7 чёрная пешка · b6 чёрный конь · d6 чёрная пешка · f6 чёрный ферзь · h6 чёрная пешка · c5 чёрная пешка · a4 чёрная пешка · b4 белая пешка · c4 чёрная ладья · d4 белый конь · e4 белая пешка · f4 белая пешка · c3 белая пешка · e3 белая ладья · f3 белый ферзь · g3 белая пешка · a2 белая пешка · h2 белая пешка · d1 белая ладья · g1 белый король | d8 чёрная ладья · g8 чёрный король · b7 чёрная пешка · f7 чёрная пешка · g7 чёрная пешка · b6 чёрный конь · d6 чёрная пешка · f6 чёрный ферзь · h6 чёрная пешка · c5 чёрная пешка · a4 чёрная пешка · b4 белая пешка · c4 чёрная ладья · d4 белый конь · e4 белая пешка · f4 белая пешка · c3 белая пешка · e3 белая ладья · f3 белый ферзь · g3 белая пешка · a2 белая пешка · h2 белая пешка · d1 белая ладья · g1 белый король | 2 |
| 1 | d8 чёрная ладья · g8 чёрный король · b7 чёрная пешка · f7 чёрная пешка · g7 чёрная пешка · b6 чёрный конь · d6 чёрная пешка · f6 чёрный ферзь · h6 чёрная пешка · c5 чёрная пешка · a4 чёрная пешка · b4 белая пешка · c4 чёрная ладья · d4 белый конь · e4 белая пешка · f4 белая пешка · c3 белая пешка · e3 белая ладья · f3 белый ферзь · g3 белая пешка · a2 белая пешка · h2 белая пешка · d1 белая ладья · g1 белый король | d8 чёрная ладья · g8 чёрный король · b7 чёрная пешка · f7 чёрная пешка · g7 чёрная пешка · b6 чёрный конь · d6 чёрная пешка · f6 чёрный ферзь · h6 чёрная пешка · c5 чёрная пешка · a4 чёрная пешка · b4 белая пешка · c4 чёрная ладья · d4 белый конь · e4 белая пешка · f4 белая пешка · c3 белая пешка · e3 белая ладья · f3 белый ферзь · g3 белая пешка · a2 белая пешка · h2 белая пешка · d1 белая ладья · g1 белый король | d8 чёрная ладья · g8 чёрный король · b7 чёрная пешка · f7 чёрная пешка · g7 чёрная пешка · b6 чёрный конь · d6 чёрная пешка · f6 чёрный ферзь · h6 чёрная пешка · c5 чёрная пешка · a4 чёрная пешка · b4 белая пешка · c4 чёрная ладья · d4 белый конь · e4 белая пешка · f4 белая пешка · c3 белая пешка · e3 белая ладья · f3 белый ферзь · g3 белая пешка · a2 белая пешка · h2 белая пешка · d1 белая ладья · g1 белый король | d8 чёрная ладья · g8 чёрный король · b7 чёрная пешка · f7 чёрная пешка · g7 чёрная пешка · b6 чёрный конь · d6 чёрная пешка · f6 чёрный ферзь · h6 чёрная пешка · c5 чёрная пешка · a4 чёрная пешка · b4 белая пешка · c4 чёрная ладья · d4 белый конь · e4 белая пешка · f4 белая пешка · c3 белая пешка · e3 белая ладья · f3 белый ферзь · g3 белая пешка · a2 белая пешка · h2 белая пешка · d1 белая ладья · g1 белый король | d8 чёрная ладья · g8 чёрный король · b7 чёрная пешка · f7 чёрная пешка · g7 чёрная пешка · b6 чёрный конь · d6 чёрная пешка · f6 чёрный ферзь · h6 чёрная пешка · c5 чёрная пешка · a4 чёрная пешка · b4 белая пешка · c4 чёрная ладья · d4 белый конь · e4 белая пешка · f4 белая пешка · c3 белая пешка · e3 белая ладья · f3 белый ферзь · g3 белая пешка · a2 белая пешка · h2 белая пешка · d1 белая ладья · g1 белый король | d8 чёрная ладья · g8 чёрный король · b7 чёрная пешка · f7 чёрная пешка · g7 чёрная пешка · b6 чёрный конь · d6 чёрная пешка · f6 чёрный ферзь · h6 чёрная пешка · c5 чёрная пешка · a4 чёрная пешка · b4 белая пешка · c4 чёрная ладья · d4 белый конь · e4 белая пешка · f4 белая пешка · c3 белая пешка · e3 белая ладья · f3 белый ферзь · g3 белая пешка · a2 белая пешка · h2 белая пешка · d1 белая ладья · g1 белый король | d8 чёрная ладья · g8 чёрный король · b7 чёрная пешка · f7 чёрная пешка · g7 чёрная пешка · b6 чёрный конь · d6 чёрная пешка · f6 чёрный ферзь · h6 чёрная пешка · c5 чёрная пешка · a4 чёрная пешка · b4 белая пешка · c4 чёрная ладья · d4 белый конь · e4 белая пешка · f4 белая пешка · c3 белая пешка · e3 белая ладья · f3 белый ферзь · g3 белая пешка · a2 белая пешка · h2 белая пешка · d1 белая ладья · g1 белый король | d8 чёрная ладья · g8 чёрный король · b7 чёрная пешка · f7 чёрная пешка · g7 чёрная пешка · b6 чёрный конь · d6 чёрная пешка · f6 чёрный ферзь · h6 чёрная пешка · c5 чёрная пешка · a4 чёрная пешка · b4 белая пешка · c4 чёрная ладья · d4 белый конь · e4 белая пешка · f4 белая пешка · c3 белая пешка · e3 белая ладья · f3 белый ферзь · g3 белая пешка · a2 белая пешка · h2 белая пешка · d1 белая ладья · g1 белый король | 1 |
|   | a | b | c | d | e | f | g | h |   |

Здесь белые пошли на неправильную комбинацию. 25. Кb5 cb 26. Л:d6 Л:d6 27. e5. Белые сделали пешечную вилку. Теперь в случае отступления чёрного ферзя Тарраш рассчитывал забрать чёрную ладью на d6 с приемлемой игрой. Однако чемпион мира убедительно опровергает этот замысел, действуя в духе desperado. Вот что пишет сам Ласкер: «Для того чтобы понять мотивы этой комбинации, необходимо углубиться в неё. Белая пешка е5 атакует ферзя и ладью, и здесь поэтому имеет место мотив отчаяния. Чёрные ищут возможности дать шах. Но от хода Лd6-d1+ белый король защищён ферзём, который, следовательно, выполняет определённую функцию и, таким образом, связан; шаха же ферзём на g6 нет из-за пешки g3, которая в силу этого тоже связана. Таким образом, у поля f4 только мнимая защита, и поэтому чёрные могут сыграть 27 …Лc4:f4, нападая при этом на неприятельского ферзя. Остальное просто. После 27 …Л:f4 чёрные при всех обстоятельствах сохраняют материальный перевес». 27 …Л:f4! 28. gf (и после 28. Ф:f4 Лd1+, и после 28. Фе2 Лf1+!, или, наконец, после 28. ef Л:f3 чёрные остаются в барыше) 28 …Фg6+ 29. Крh1 Фb1+ 30. Крg2 Лd2+ 31. Ле2 Ф:а2, и чёрные выиграли.

### ПартияТарраш—Эм. Ласкер(2-я партия матча)
|   | a | b | c | d | e | f | g | h |   |
| - | --- | --- | --- | --- | --- | --- | --- | --- | - |
| 8 | d8 чёрная ладья · e8 чёрная ладья · g8 чёрный король · a7 чёрная пешка · c7 чёрная пешка · d7 чёрный ферзь · e7 чёрный слон · f7 чёрная пешка · g7 чёрная пешка · h7 чёрная пешка · c6 чёрная пешка · d6 чёрная пешка · f6 чёрный конь · e4 белая пешка · b3 белая пешка · g3 белый конь · a2 белая пешка · b2 белый слон · c2 белая пешка · f2 белая пешка · g2 белая пешка · h2 белая пешка · a1 белая ладья · d1 белый ферзь · e1 белая ладья · g1 белый король | d8 чёрная ладья · e8 чёрная ладья · g8 чёрный король · a7 чёрная пешка · c7 чёрная пешка · d7 чёрный ферзь · e7 чёрный слон · f7 чёрная пешка · g7 чёрная пешка · h7 чёрная пешка · c6 чёрная пешка · d6 чёрная пешка · f6 чёрный конь · e4 белая пешка · b3 белая пешка · g3 белый конь · a2 белая пешка · b2 белый слон · c2 белая пешка · f2 белая пешка · g2 белая пешка · h2 белая пешка · a1 белая ладья · d1 белый ферзь · e1 белая ладья · g1 белый король | d8 чёрная ладья · e8 чёрная ладья · g8 чёрный король · a7 чёрная пешка · c7 чёрная пешка · d7 чёрный ферзь · e7 чёрный слон · f7 чёрная пешка · g7 чёрная пешка · h7 чёрная пешка · c6 чёрная пешка · d6 чёрная пешка · f6 чёрный конь · e4 белая пешка · b3 белая пешка · g3 белый конь · a2 белая пешка · b2 белый слон · c2 белая пешка · f2 белая пешка · g2 белая пешка · h2 белая пешка · a1 белая ладья · d1 белый ферзь · e1 белая ладья · g1 белый король | d8 чёрная ладья · e8 чёрная ладья · g8 чёрный король · a7 чёрная пешка · c7 чёрная пешка · d7 чёрный ферзь · e7 чёрный слон · f7 чёрная пешка · g7 чёрная пешка · h7 чёрная пешка · c6 чёрная пешка · d6 чёрная пешка · f6 чёрный конь · e4 белая пешка · b3 белая пешка · g3 белый конь · a2 белая пешка · b2 белый слон · c2 белая пешка · f2 белая пешка · g2 белая пешка · h2 белая пешка · a1 белая ладья · d1 белый ферзь · e1 белая ладья · g1 белый король | d8 чёрная ладья · e8 чёрная ладья · g8 чёрный король · a7 чёрная пешка · c7 чёрная пешка · d7 чёрный ферзь · e7 чёрный слон · f7 чёрная пешка · g7 чёрная пешка · h7 чёрная пешка · c6 чёрная пешка · d6 чёрная пешка · f6 чёрный конь · e4 белая пешка · b3 белая пешка · g3 белый конь · a2 белая пешка · b2 белый слон · c2 белая пешка · f2 белая пешка · g2 белая пешка · h2 белая пешка · a1 белая ладья · d1 белый ферзь · e1 белая ладья · g1 белый король | d8 чёрная ладья · e8 чёрная ладья · g8 чёрный король · a7 чёрная пешка · c7 чёрная пешка · d7 чёрный ферзь · e7 чёрный слон · f7 чёрная пешка · g7 чёрная пешка · h7 чёрная пешка · c6 чёрная пешка · d6 чёрная пешка · f6 чёрный конь · e4 белая пешка · b3 белая пешка · g3 белый конь · a2 белая пешка · b2 белый слон · c2 белая пешка · f2 белая пешка · g2 белая пешка · h2 белая пешка · a1 белая ладья · d1 белый ферзь · e1 белая ладья · g1 белый король | d8 чёрная ладья · e8 чёрная ладья · g8 чёрный король · a7 чёрная пешка · c7 чёрная пешка · d7 чёрный ферзь · e7 чёрный слон · f7 чёрная пешка · g7 чёрная пешка · h7 чёрная пешка · c6 чёрная пешка · d6 чёрная пешка · f6 чёрный конь · e4 белая пешка · b3 белая пешка · g3 белый конь · a2 белая пешка · b2 белый слон · c2 белая пешка · f2 белая пешка · g2 белая пешка · h2 белая пешка · a1 белая ладья · d1 белый ферзь · e1 белая ладья · g1 белый король | d8 чёрная ладья · e8 чёрная ладья · g8 чёрный король · a7 чёрная пешка · c7 чёрная пешка · d7 чёрный ферзь · e7 чёрный слон · f7 чёрная пешка · g7 чёрная пешка · h7 чёрная пешка · c6 чёрная пешка · d6 чёрная пешка · f6 чёрный конь · e4 белая пешка · b3 белая пешка · g3 белый конь · a2 белая пешка · b2 белый слон · c2 белая пешка · f2 белая пешка · g2 белая пешка · h2 белая пешка · a1 белая ладья · d1 белый ферзь · e1 белая ладья · g1 белый король | 8 |
| 7 | d8 чёрная ладья · e8 чёрная ладья · g8 чёрный король · a7 чёрная пешка · c7 чёрная пешка · d7 чёрный ферзь · e7 чёрный слон · f7 чёрная пешка · g7 чёрная пешка · h7 чёрная пешка · c6 чёрная пешка · d6 чёрная пешка · f6 чёрный конь · e4 белая пешка · b3 белая пешка · g3 белый конь · a2 белая пешка · b2 белый слон · c2 белая пешка · f2 белая пешка · g2 белая пешка · h2 белая пешка · a1 белая ладья · d1 белый ферзь · e1 белая ладья · g1 белый король | d8 чёрная ладья · e8 чёрная ладья · g8 чёрный король · a7 чёрная пешка · c7 чёрная пешка · d7 чёрный ферзь · e7 чёрный слон · f7 чёрная пешка · g7 чёрная пешка · h7 чёрная пешка · c6 чёрная пешка · d6 чёрная пешка · f6 чёрный конь · e4 белая пешка · b3 белая пешка · g3 белый конь · a2 белая пешка · b2 белый слон · c2 белая пешка · f2 белая пешка · g2 белая пешка · h2 белая пешка · a1 белая ладья · d1 белый ферзь · e1 белая ладья · g1 белый король | d8 чёрная ладья · e8 чёрная ладья · g8 чёрный король · a7 чёрная пешка · c7 чёрная пешка · d7 чёрный ферзь · e7 чёрный слон · f7 чёрная пешка · g7 чёрная пешка · h7 чёрная пешка · c6 чёрная пешка · d6 чёрная пешка · f6 чёрный конь · e4 белая пешка · b3 белая пешка · g3 белый конь · a2 белая пешка · b2 белый слон · c2 белая пешка · f2 белая пешка · g2 белая пешка · h2 белая пешка · a1 белая ладья · d1 белый ферзь · e1 белая ладья · g1 белый король | d8 чёрная ладья · e8 чёрная ладья · g8 чёрный король · a7 чёрная пешка · c7 чёрная пешка · d7 чёрный ферзь · e7 чёрный слон · f7 чёрная пешка · g7 чёрная пешка · h7 чёрная пешка · c6 чёрная пешка · d6 чёрная пешка · f6 чёрный конь · e4 белая пешка · b3 белая пешка · g3 белый конь · a2 белая пешка · b2 белый слон · c2 белая пешка · f2 белая пешка · g2 белая пешка · h2 белая пешка · a1 белая ладья · d1 белый ферзь · e1 белая ладья · g1 белый король | d8 чёрная ладья · e8 чёрная ладья · g8 чёрный король · a7 чёрная пешка · c7 чёрная пешка · d7 чёрный ферзь · e7 чёрный слон · f7 чёрная пешка · g7 чёрная пешка · h7 чёрная пешка · c6 чёрная пешка · d6 чёрная пешка · f6 чёрный конь · e4 белая пешка · b3 белая пешка · g3 белый конь · a2 белая пешка · b2 белый слон · c2 белая пешка · f2 белая пешка · g2 белая пешка · h2 белая пешка · a1 белая ладья · d1 белый ферзь · e1 белая ладья · g1 белый король | d8 чёрная ладья · e8 чёрная ладья · g8 чёрный король · a7 чёрная пешка · c7 чёрная пешка · d7 чёрный ферзь · e7 чёрный слон · f7 чёрная пешка · g7 чёрная пешка · h7 чёрная пешка · c6 чёрная пешка · d6 чёрная пешка · f6 чёрный конь · e4 белая пешка · b3 белая пешка · g3 белый конь · a2 белая пешка · b2 белый слон · c2 белая пешка · f2 белая пешка · g2 белая пешка · h2 белая пешка · a1 белая ладья · d1 белый ферзь · e1 белая ладья · g1 белый король | d8 чёрная ладья · e8 чёрная ладья · g8 чёрный король · a7 чёрная пешка · c7 чёрная пешка · d7 чёрный ферзь · e7 чёрный слон · f7 чёрная пешка · g7 чёрная пешка · h7 чёрная пешка · c6 чёрная пешка · d6 чёрная пешка · f6 чёрный конь · e4 белая пешка · b3 белая пешка · g3 белый конь · a2 белая пешка · b2 белый слон · c2 белая пешка · f2 белая пешка · g2 белая пешка · h2 белая пешка · a1 белая ладья · d1 белый ферзь · e1 белая ладья · g1 белый король | d8 чёрная ладья · e8 чёрная ладья · g8 чёрный король · a7 чёрная пешка · c7 чёрная пешка · d7 чёрный ферзь · e7 чёрный слон · f7 чёрная пешка · g7 чёрная пешка · h7 чёрная пешка · c6 чёрная пешка · d6 чёрная пешка · f6 чёрный конь · e4 белая пешка · b3 белая пешка · g3 белый конь · a2 белая пешка · b2 белый слон · c2 белая пешка · f2 белая пешка · g2 белая пешка · h2 белая пешка · a1 белая ладья · d1 белый ферзь · e1 белая ладья · g1 белый король | 7 |
| 6 | d8 чёрная ладья · e8 чёрная ладья · g8 чёрный король · a7 чёрная пешка · c7 чёрная пешка · d7 чёрный ферзь · e7 чёрный слон · f7 чёрная пешка · g7 чёрная пешка · h7 чёрная пешка · c6 чёрная пешка · d6 чёрная пешка · f6 чёрный конь · e4 белая пешка · b3 белая пешка · g3 белый конь · a2 белая пешка · b2 белый слон · c2 белая пешка · f2 белая пешка · g2 белая пешка · h2 белая пешка · a1 белая ладья · d1 белый ферзь · e1 белая ладья · g1 белый король | d8 чёрная ладья · e8 чёрная ладья · g8 чёрный король · a7 чёрная пешка · c7 чёрная пешка · d7 чёрный ферзь · e7 чёрный слон · f7 чёрная пешка · g7 чёрная пешка · h7 чёрная пешка · c6 чёрная пешка · d6 чёрная пешка · f6 чёрный конь · e4 белая пешка · b3 белая пешка · g3 белый конь · a2 белая пешка · b2 белый слон · c2 белая пешка · f2 белая пешка · g2 белая пешка · h2 белая пешка · a1 белая ладья · d1 белый ферзь · e1 белая ладья · g1 белый король | d8 чёрная ладья · e8 чёрная ладья · g8 чёрный король · a7 чёрная пешка · c7 чёрная пешка · d7 чёрный ферзь · e7 чёрный слон · f7 чёрная пешка · g7 чёрная пешка · h7 чёрная пешка · c6 чёрная пешка · d6 чёрная пешка · f6 чёрный конь · e4 белая пешка · b3 белая пешка · g3 белый конь · a2 белая пешка · b2 белый слон · c2 белая пешка · f2 белая пешка · g2 белая пешка · h2 белая пешка · a1 белая ладья · d1 белый ферзь · e1 белая ладья · g1 белый король | d8 чёрная ладья · e8 чёрная ладья · g8 чёрный король · a7 чёрная пешка · c7 чёрная пешка · d7 чёрный ферзь · e7 чёрный слон · f7 чёрная пешка · g7 чёрная пешка · h7 чёрная пешка · c6 чёрная пешка · d6 чёрная пешка · f6 чёрный конь · e4 белая пешка · b3 белая пешка · g3 белый конь · a2 белая пешка · b2 белый слон · c2 белая пешка · f2 белая пешка · g2 белая пешка · h2 белая пешка · a1 белая ладья · d1 белый ферзь · e1 белая ладья · g1 белый король | d8 чёрная ладья · e8 чёрная ладья · g8 чёрный король · a7 чёрная пешка · c7 чёрная пешка · d7 чёрный ферзь · e7 чёрный слон · f7 чёрная пешка · g7 чёрная пешка · h7 чёрная пешка · c6 чёрная пешка · d6 чёрная пешка · f6 чёрный конь · e4 белая пешка · b3 белая пешка · g3 белый конь · a2 белая пешка · b2 белый слон · c2 белая пешка · f2 белая пешка · g2 белая пешка · h2 белая пешка · a1 белая ладья · d1 белый ферзь · e1 белая ладья · g1 белый король | d8 чёрная ладья · e8 чёрная ладья · g8 чёрный король · a7 чёрная пешка · c7 чёрная пешка · d7 чёрный ферзь · e7 чёрный слон · f7 чёрная пешка · g7 чёрная пешка · h7 чёрная пешка · c6 чёрная пешка · d6 чёрная пешка · f6 чёрный конь · e4 белая пешка · b3 белая пешка · g3 белый конь · a2 белая пешка · b2 белый слон · c2 белая пешка · f2 белая пешка · g2 белая пешка · h2 белая пешка · a1 белая ладья · d1 белый ферзь · e1 белая ладья · g1 белый король | d8 чёрная ладья · e8 чёрная ладья · g8 чёрный король · a7 чёрная пешка · c7 чёрная пешка · d7 чёрный ферзь · e7 чёрный слон · f7 чёрная пешка · g7 чёрная пешка · h7 чёрная пешка · c6 чёрная пешка · d6 чёрная пешка · f6 чёрный конь · e4 белая пешка · b3 белая пешка · g3 белый конь · a2 белая пешка · b2 белый слон · c2 белая пешка · f2 белая пешка · g2 белая пешка · h2 белая пешка · a1 белая ладья · d1 белый ферзь · e1 белая ладья · g1 белый король | d8 чёрная ладья · e8 чёрная ладья · g8 чёрный король · a7 чёрная пешка · c7 чёрная пешка · d7 чёрный ферзь · e7 чёрный слон · f7 чёрная пешка · g7 чёрная пешка · h7 чёрная пешка · c6 чёрная пешка · d6 чёрная пешка · f6 чёрный конь · e4 белая пешка · b3 белая пешка · g3 белый конь · a2 белая пешка · b2 белый слон · c2 белая пешка · f2 белая пешка · g2 белая пешка · h2 белая пешка · a1 белая ладья · d1 белый ферзь · e1 белая ладья · g1 белый король | 6 |
| 5 | d8 чёрная ладья · e8 чёрная ладья · g8 чёрный король · a7 чёрная пешка · c7 чёрная пешка · d7 чёрный ферзь · e7 чёрный слон · f7 чёрная пешка · g7 чёрная пешка · h7 чёрная пешка · c6 чёрная пешка · d6 чёрная пешка · f6 чёрный конь · e4 белая пешка · b3 белая пешка · g3 белый конь · a2 белая пешка · b2 белый слон · c2 белая пешка · f2 белая пешка · g2 белая пешка · h2 белая пешка · a1 белая ладья · d1 белый ферзь · e1 белая ладья · g1 белый король | d8 чёрная ладья · e8 чёрная ладья · g8 чёрный король · a7 чёрная пешка · c7 чёрная пешка · d7 чёрный ферзь · e7 чёрный слон · f7 чёрная пешка · g7 чёрная пешка · h7 чёрная пешка · c6 чёрная пешка · d6 чёрная пешка · f6 чёрный конь · e4 белая пешка · b3 белая пешка · g3 белый конь · a2 белая пешка · b2 белый слон · c2 белая пешка · f2 белая пешка · g2 белая пешка · h2 белая пешка · a1 белая ладья · d1 белый ферзь · e1 белая ладья · g1 белый король | d8 чёрная ладья · e8 чёрная ладья · g8 чёрный король · a7 чёрная пешка · c7 чёрная пешка · d7 чёрный ферзь · e7 чёрный слон · f7 чёрная пешка · g7 чёрная пешка · h7 чёрная пешка · c6 чёрная пешка · d6 чёрная пешка · f6 чёрный конь · e4 белая пешка · b3 белая пешка · g3 белый конь · a2 белая пешка · b2 белый слон · c2 белая пешка · f2 белая пешка · g2 белая пешка · h2 белая пешка · a1 белая ладья · d1 белый ферзь · e1 белая ладья · g1 белый король | d8 чёрная ладья · e8 чёрная ладья · g8 чёрный король · a7 чёрная пешка · c7 чёрная пешка · d7 чёрный ферзь · e7 чёрный слон · f7 чёрная пешка · g7 чёрная пешка · h7 чёрная пешка · c6 чёрная пешка · d6 чёрная пешка · f6 чёрный конь · e4 белая пешка · b3 белая пешка · g3 белый конь · a2 белая пешка · b2 белый слон · c2 белая пешка · f2 белая пешка · g2 белая пешка · h2 белая пешка · a1 белая ладья · d1 белый ферзь · e1 белая ладья · g1 белый король | d8 чёрная ладья · e8 чёрная ладья · g8 чёрный король · a7 чёрная пешка · c7 чёрная пешка · d7 чёрный ферзь · e7 чёрный слон · f7 чёрная пешка · g7 чёрная пешка · h7 чёрная пешка · c6 чёрная пешка · d6 чёрная пешка · f6 чёрный конь · e4 белая пешка · b3 белая пешка · g3 белый конь · a2 белая пешка · b2 белый слон · c2 белая пешка · f2 белая пешка · g2 белая пешка · h2 белая пешка · a1 белая ладья · d1 белый ферзь · e1 белая ладья · g1 белый король | d8 чёрная ладья · e8 чёрная ладья · g8 чёрный король · a7 чёрная пешка · c7 чёрная пешка · d7 чёрный ферзь · e7 чёрный слон · f7 чёрная пешка · g7 чёрная пешка · h7 чёрная пешка · c6 чёрная пешка · d6 чёрная пешка · f6 чёрный конь · e4 белая пешка · b3 белая пешка · g3 белый конь · a2 белая пешка · b2 белый слон · c2 белая пешка · f2 белая пешка · g2 белая пешка · h2 белая пешка · a1 белая ладья · d1 белый ферзь · e1 белая ладья · g1 белый король | d8 чёрная ладья · e8 чёрная ладья · g8 чёрный король · a7 чёрная пешка · c7 чёрная пешка · d7 чёрный ферзь · e7 чёрный слон · f7 чёрная пешка · g7 чёрная пешка · h7 чёрная пешка · c6 чёрная пешка · d6 чёрная пешка · f6 чёрный конь · e4 белая пешка · b3 белая пешка · g3 белый конь · a2 белая пешка · b2 белый слон · c2 белая пешка · f2 белая пешка · g2 белая пешка · h2 белая пешка · a1 белая ладья · d1 белый ферзь · e1 белая ладья · g1 белый король | d8 чёрная ладья · e8 чёрная ладья · g8 чёрный король · a7 чёрная пешка · c7 чёрная пешка · d7 чёрный ферзь · e7 чёрный слон · f7 чёрная пешка · g7 чёрная пешка · h7 чёрная пешка · c6 чёрная пешка · d6 чёрная пешка · f6 чёрный конь · e4 белая пешка · b3 белая пешка · g3 белый конь · a2 белая пешка · b2 белый слон · c2 белая пешка · f2 белая пешка · g2 белая пешка · h2 белая пешка · a1 белая ладья · d1 белый ферзь · e1 белая ладья · g1 белый король | 5 |
| 4 | d8 чёрная ладья · e8 чёрная ладья · g8 чёрный король · a7 чёрная пешка · c7 чёрная пешка · d7 чёрный ферзь · e7 чёрный слон · f7 чёрная пешка · g7 чёрная пешка · h7 чёрная пешка · c6 чёрная пешка · d6 чёрная пешка · f6 чёрный конь · e4 белая пешка · b3 белая пешка · g3 белый конь · a2 белая пешка · b2 белый слон · c2 белая пешка · f2 белая пешка · g2 белая пешка · h2 белая пешка · a1 белая ладья · d1 белый ферзь · e1 белая ладья · g1 белый король | d8 чёрная ладья · e8 чёрная ладья · g8 чёрный король · a7 чёрная пешка · c7 чёрная пешка · d7 чёрный ферзь · e7 чёрный слон · f7 чёрная пешка · g7 чёрная пешка · h7 чёрная пешка · c6 чёрная пешка · d6 чёрная пешка · f6 чёрный конь · e4 белая пешка · b3 белая пешка · g3 белый конь · a2 белая пешка · b2 белый слон · c2 белая пешка · f2 белая пешка · g2 белая пешка · h2 белая пешка · a1 белая ладья · d1 белый ферзь · e1 белая ладья · g1 белый король | d8 чёрная ладья · e8 чёрная ладья · g8 чёрный король · a7 чёрная пешка · c7 чёрная пешка · d7 чёрный ферзь · e7 чёрный слон · f7 чёрная пешка · g7 чёрная пешка · h7 чёрная пешка · c6 чёрная пешка · d6 чёрная пешка · f6 чёрный конь · e4 белая пешка · b3 белая пешка · g3 белый конь · a2 белая пешка · b2 белый слон · c2 белая пешка · f2 белая пешка · g2 белая пешка · h2 белая пешка · a1 белая ладья · d1 белый ферзь · e1 белая ладья · g1 белый король | d8 чёрная ладья · e8 чёрная ладья · g8 чёрный король · a7 чёрная пешка · c7 чёрная пешка · d7 чёрный ферзь · e7 чёрный слон · f7 чёрная пешка · g7 чёрная пешка · h7 чёрная пешка · c6 чёрная пешка · d6 чёрная пешка · f6 чёрный конь · e4 белая пешка · b3 белая пешка · g3 белый конь · a2 белая пешка · b2 белый слон · c2 белая пешка · f2 белая пешка · g2 белая пешка · h2 белая пешка · a1 белая ладья · d1 белый ферзь · e1 белая ладья · g1 белый король | d8 чёрная ладья · e8 чёрная ладья · g8 чёрный король · a7 чёрная пешка · c7 чёрная пешка · d7 чёрный ферзь · e7 чёрный слон · f7 чёрная пешка · g7 чёрная пешка · h7 чёрная пешка · c6 чёрная пешка · d6 чёрная пешка · f6 чёрный конь · e4 белая пешка · b3 белая пешка · g3 белый конь · a2 белая пешка · b2 белый слон · c2 белая пешка · f2 белая пешка · g2 белая пешка · h2 белая пешка · a1 белая ладья · d1 белый ферзь · e1 белая ладья · g1 белый король | d8 чёрная ладья · e8 чёрная ладья · g8 чёрный король · a7 чёрная пешка · c7 чёрная пешка · d7 чёрный ферзь · e7 чёрный слон · f7 чёрная пешка · g7 чёрная пешка · h7 чёрная пешка · c6 чёрная пешка · d6 чёрная пешка · f6 чёрный конь · e4 белая пешка · b3 белая пешка · g3 белый конь · a2 белая пешка · b2 белый слон · c2 белая пешка · f2 белая пешка · g2 белая пешка · h2 белая пешка · a1 белая ладья · d1 белый ферзь · e1 белая ладья · g1 белый король | d8 чёрная ладья · e8 чёрная ладья · g8 чёрный король · a7 чёрная пешка · c7 чёрная пешка · d7 чёрный ферзь · e7 чёрный слон · f7 чёрная пешка · g7 чёрная пешка · h7 чёрная пешка · c6 чёрная пешка · d6 чёрная пешка · f6 чёрный конь · e4 белая пешка · b3 белая пешка · g3 белый конь · a2 белая пешка · b2 белый слон · c2 белая пешка · f2 белая пешка · g2 белая пешка · h2 белая пешка · a1 белая ладья · d1 белый ферзь · e1 белая ладья · g1 белый король | d8 чёрная ладья · e8 чёрная ладья · g8 чёрный король · a7 чёрная пешка · c7 чёрная пешка · d7 чёрный ферзь · e7 чёрный слон · f7 чёрная пешка · g7 чёрная пешка · h7 чёрная пешка · c6 чёрная пешка · d6 чёрная пешка · f6 чёрный конь · e4 белая пешка · b3 белая пешка · g3 белый конь · a2 белая пешка · b2 белый слон · c2 белая пешка · f2 белая пешка · g2 белая пешка · h2 белая пешка · a1 белая ладья · d1 белый ферзь · e1 белая ладья · g1 белый король | 4 |
| 3 | d8 чёрная ладья · e8 чёрная ладья · g8 чёрный король · a7 чёрная пешка · c7 чёрная пешка · d7 чёрный ферзь · e7 чёрный слон · f7 чёрная пешка · g7 чёрная пешка · h7 чёрная пешка · c6 чёрная пешка · d6 чёрная пешка · f6 чёрный конь · e4 белая пешка · b3 белая пешка · g3 белый конь · a2 белая пешка · b2 белый слон · c2 белая пешка · f2 белая пешка · g2 белая пешка · h2 белая пешка · a1 белая ладья · d1 белый ферзь · e1 белая ладья · g1 белый король | d8 чёрная ладья · e8 чёрная ладья · g8 чёрный король · a7 чёрная пешка · c7 чёрная пешка · d7 чёрный ферзь · e7 чёрный слон · f7 чёрная пешка · g7 чёрная пешка · h7 чёрная пешка · c6 чёрная пешка · d6 чёрная пешка · f6 чёрный конь · e4 белая пешка · b3 белая пешка · g3 белый конь · a2 белая пешка · b2 белый слон · c2 белая пешка · f2 белая пешка · g2 белая пешка · h2 белая пешка · a1 белая ладья · d1 белый ферзь · e1 белая ладья · g1 белый король | d8 чёрная ладья · e8 чёрная ладья · g8 чёрный король · a7 чёрная пешка · c7 чёрная пешка · d7 чёрный ферзь · e7 чёрный слон · f7 чёрная пешка · g7 чёрная пешка · h7 чёрная пешка · c6 чёрная пешка · d6 чёрная пешка · f6 чёрный конь · e4 белая пешка · b3 белая пешка · g3 белый конь · a2 белая пешка · b2 белый слон · c2 белая пешка · f2 белая пешка · g2 белая пешка · h2 белая пешка · a1 белая ладья · d1 белый ферзь · e1 белая ладья · g1 белый король | d8 чёрная ладья · e8 чёрная ладья · g8 чёрный король · a7 чёрная пешка · c7 чёрная пешка · d7 чёрный ферзь · e7 чёрный слон · f7 чёрная пешка · g7 чёрная пешка · h7 чёрная пешка · c6 чёрная пешка · d6 чёрная пешка · f6 чёрный конь · e4 белая пешка · b3 белая пешка · g3 белый конь · a2 белая пешка · b2 белый слон · c2 белая пешка · f2 белая пешка · g2 белая пешка · h2 белая пешка · a1 белая ладья · d1 белый ферзь · e1 белая ладья · g1 белый король | d8 чёрная ладья · e8 чёрная ладья · g8 чёрный король · a7 чёрная пешка · c7 чёрная пешка · d7 чёрный ферзь · e7 чёрный слон · f7 чёрная пешка · g7 чёрная пешка · h7 чёрная пешка · c6 чёрная пешка · d6 чёрная пешка · f6 чёрный конь · e4 белая пешка · b3 белая пешка · g3 белый конь · a2 белая пешка · b2 белый слон · c2 белая пешка · f2 белая пешка · g2 белая пешка · h2 белая пешка · a1 белая ладья · d1 белый ферзь · e1 белая ладья · g1 белый король | d8 чёрная ладья · e8 чёрная ладья · g8 чёрный король · a7 чёрная пешка · c7 чёрная пешка · d7 чёрный ферзь · e7 чёрный слон · f7 чёрная пешка · g7 чёрная пешка · h7 чёрная пешка · c6 чёрная пешка · d6 чёрная пешка · f6 чёрный конь · e4 белая пешка · b3 белая пешка · g3 белый конь · a2 белая пешка · b2 белый слон · c2 белая пешка · f2 белая пешка · g2 белая пешка · h2 белая пешка · a1 белая ладья · d1 белый ферзь · e1 белая ладья · g1 белый король | d8 чёрная ладья · e8 чёрная ладья · g8 чёрный король · a7 чёрная пешка · c7 чёрная пешка · d7 чёрный ферзь · e7 чёрный слон · f7 чёрная пешка · g7 чёрная пешка · h7 чёрная пешка · c6 чёрная пешка · d6 чёрная пешка · f6 чёрный конь · e4 белая пешка · b3 белая пешка · g3 белый конь · a2 белая пешка · b2 белый слон · c2 белая пешка · f2 белая пешка · g2 белая пешка · h2 белая пешка · a1 белая ладья · d1 белый ферзь · e1 белая ладья · g1 белый король | d8 чёрная ладья · e8 чёрная ладья · g8 чёрный король · a7 чёрная пешка · c7 чёрная пешка · d7 чёрный ферзь · e7 чёрный слон · f7 чёрная пешка · g7 чёрная пешка · h7 чёрная пешка · c6 чёрная пешка · d6 чёрная пешка · f6 чёрный конь · e4 белая пешка · b3 белая пешка · g3 белый конь · a2 белая пешка · b2 белый слон · c2 белая пешка · f2 белая пешка · g2 белая пешка · h2 белая пешка · a1 белая ладья · d1 белый ферзь · e1 белая ладья · g1 белый король | 3 |
| 2 | d8 чёрная ладья · e8 чёрная ладья · g8 чёрный король · a7 чёрная пешка · c7 чёрная пешка · d7 чёрный ферзь · e7 чёрный слон · f7 чёрная пешка · g7 чёрная пешка · h7 чёрная пешка · c6 чёрная пешка · d6 чёрная пешка · f6 чёрный конь · e4 белая пешка · b3 белая пешка · g3 белый конь · a2 белая пешка · b2 белый слон · c2 белая пешка · f2 белая пешка · g2 белая пешка · h2 белая пешка · a1 белая ладья · d1 белый ферзь · e1 белая ладья · g1 белый король | d8 чёрная ладья · e8 чёрная ладья · g8 чёрный король · a7 чёрная пешка · c7 чёрная пешка · d7 чёрный ферзь · e7 чёрный слон · f7 чёрная пешка · g7 чёрная пешка · h7 чёрная пешка · c6 чёрная пешка · d6 чёрная пешка · f6 чёрный конь · e4 белая пешка · b3 белая пешка · g3 белый конь · a2 белая пешка · b2 белый слон · c2 белая пешка · f2 белая пешка · g2 белая пешка · h2 белая пешка · a1 белая ладья · d1 белый ферзь · e1 белая ладья · g1 белый король | d8 чёрная ладья · e8 чёрная ладья · g8 чёрный король · a7 чёрная пешка · c7 чёрная пешка · d7 чёрный ферзь · e7 чёрный слон · f7 чёрная пешка · g7 чёрная пешка · h7 чёрная пешка · c6 чёрная пешка · d6 чёрная пешка · f6 чёрный конь · e4 белая пешка · b3 белая пешка · g3 белый конь · a2 белая пешка · b2 белый слон · c2 белая пешка · f2 белая пешка · g2 белая пешка · h2 белая пешка · a1 белая ладья · d1 белый ферзь · e1 белая ладья · g1 белый король | d8 чёрная ладья · e8 чёрная ладья · g8 чёрный король · a7 чёрная пешка · c7 чёрная пешка · d7 чёрный ферзь · e7 чёрный слон · f7 чёрная пешка · g7 чёрная пешка · h7 чёрная пешка · c6 чёрная пешка · d6 чёрная пешка · f6 чёрный конь · e4 белая пешка · b3 белая пешка · g3 белый конь · a2 белая пешка · b2 белый слон · c2 белая пешка · f2 белая пешка · g2 белая пешка · h2 белая пешка · a1 белая ладья · d1 белый ферзь · e1 белая ладья · g1 белый король | d8 чёрная ладья · e8 чёрная ладья · g8 чёрный король · a7 чёрная пешка · c7 чёрная пешка · d7 чёрный ферзь · e7 чёрный слон · f7 чёрная пешка · g7 чёрная пешка · h7 чёрная пешка · c6 чёрная пешка · d6 чёрная пешка · f6 чёрный конь · e4 белая пешка · b3 белая пешка · g3 белый конь · a2 белая пешка · b2 белый слон · c2 белая пешка · f2 белая пешка · g2 белая пешка · h2 белая пешка · a1 белая ладья · d1 белый ферзь · e1 белая ладья · g1 белый король | d8 чёрная ладья · e8 чёрная ладья · g8 чёрный король · a7 чёрная пешка · c7 чёрная пешка · d7 чёрный ферзь · e7 чёрный слон · f7 чёрная пешка · g7 чёрная пешка · h7 чёрная пешка · c6 чёрная пешка · d6 чёрная пешка · f6 чёрный конь · e4 белая пешка · b3 белая пешка · g3 белый конь · a2 белая пешка · b2 белый слон · c2 белая пешка · f2 белая пешка · g2 белая пешка · h2 белая пешка · a1 белая ладья · d1 белый ферзь · e1 белая ладья · g1 белый король | d8 чёрная ладья · e8 чёрная ладья · g8 чёрный король · a7 чёрная пешка · c7 чёрная пешка · d7 чёрный ферзь · e7 чёрный слон · f7 чёрная пешка · g7 чёрная пешка · h7 чёрная пешка · c6 чёрная пешка · d6 чёрная пешка · f6 чёрный конь · e4 белая пешка · b3 белая пешка · g3 белый конь · a2 белая пешка · b2 белый слон · c2 белая пешка · f2 белая пешка · g2 белая пешка · h2 белая пешка · a1 белая ладья · d1 белый ферзь · e1 белая ладья · g1 белый король | d8 чёрная ладья · e8 чёрная ладья · g8 чёрный король · a7 чёрная пешка · c7 чёрная пешка · d7 чёрный ферзь · e7 чёрный слон · f7 чёрная пешка · g7 чёрная пешка · h7 чёрная пешка · c6 чёрная пешка · d6 чёрная пешка · f6 чёрный конь · e4 белая пешка · b3 белая пешка · g3 белый конь · a2 белая пешка · b2 белый слон · c2 белая пешка · f2 белая пешка · g2 белая пешка · h2 белая пешка · a1 белая ладья · d1 белый ферзь · e1 белая ладья · g1 белый король | 2 |
| 1 | d8 чёрная ладья · e8 чёрная ладья · g8 чёрный король · a7 чёрная пешка · c7 чёрная пешка · d7 чёрный ферзь · e7 чёрный слон · f7 чёрная пешка · g7 чёрная пешка · h7 чёрная пешка · c6 чёрная пешка · d6 чёрная пешка · f6 чёрный конь · e4 белая пешка · b3 белая пешка · g3 белый конь · a2 белая пешка · b2 белый слон · c2 белая пешка · f2 белая пешка · g2 белая пешка · h2 белая пешка · a1 белая ладья · d1 белый ферзь · e1 белая ладья · g1 белый король | d8 чёрная ладья · e8 чёрная ладья · g8 чёрный король · a7 чёрная пешка · c7 чёрная пешка · d7 чёрный ферзь · e7 чёрный слон · f7 чёрная пешка · g7 чёрная пешка · h7 чёрная пешка · c6 чёрная пешка · d6 чёрная пешка · f6 чёрный конь · e4 белая пешка · b3 белая пешка · g3 белый конь · a2 белая пешка · b2 белый слон · c2 белая пешка · f2 белая пешка · g2 белая пешка · h2 белая пешка · a1 белая ладья · d1 белый ферзь · e1 белая ладья · g1 белый король | d8 чёрная ладья · e8 чёрная ладья · g8 чёрный король · a7 чёрная пешка · c7 чёрная пешка · d7 чёрный ферзь · e7 чёрный слон · f7 чёрная пешка · g7 чёрная пешка · h7 чёрная пешка · c6 чёрная пешка · d6 чёрная пешка · f6 чёрный конь · e4 белая пешка · b3 белая пешка · g3 белый конь · a2 белая пешка · b2 белый слон · c2 белая пешка · f2 белая пешка · g2 белая пешка · h2 белая пешка · a1 белая ладья · d1 белый ферзь · e1 белая ладья · g1 белый король | d8 чёрная ладья · e8 чёрная ладья · g8 чёрный король · a7 чёрная пешка · c7 чёрная пешка · d7 чёрный ферзь · e7 чёрный слон · f7 чёрная пешка · g7 чёрная пешка · h7 чёрная пешка · c6 чёрная пешка · d6 чёрная пешка · f6 чёрный конь · e4 белая пешка · b3 белая пешка · g3 белый конь · a2 белая пешка · b2 белый слон · c2 белая пешка · f2 белая пешка · g2 белая пешка · h2 белая пешка · a1 белая ладья · d1 белый ферзь · e1 белая ладья · g1 белый король | d8 чёрная ладья · e8 чёрная ладья · g8 чёрный король · a7 чёрная пешка · c7 чёрная пешка · d7 чёрный ферзь · e7 чёрный слон · f7 чёрная пешка · g7 чёрная пешка · h7 чёрная пешка · c6 чёрная пешка · d6 чёрная пешка · f6 чёрный конь · e4 белая пешка · b3 белая пешка · g3 белый конь · a2 белая пешка · b2 белый слон · c2 белая пешка · f2 белая пешка · g2 белая пешка · h2 белая пешка · a1 белая ладья · d1 белый ферзь · e1 белая ладья · g1 белый король | d8 чёрная ладья · e8 чёрная ладья · g8 чёрный король · a7 чёрная пешка · c7 чёрная пешка · d7 чёрный ферзь · e7 чёрный слон · f7 чёрная пешка · g7 чёрная пешка · h7 чёрная пешка · c6 чёрная пешка · d6 чёрная пешка · f6 чёрный конь · e4 белая пешка · b3 белая пешка · g3 белый конь · a2 белая пешка · b2 белый слон · c2 белая пешка · f2 белая пешка · g2 белая пешка · h2 белая пешка · a1 белая ладья · d1 белый ферзь · e1 белая ладья · g1 белый король | d8 чёрная ладья · e8 чёрная ладья · g8 чёрный король · a7 чёрная пешка · c7 чёрная пешка · d7 чёрный ферзь · e7 чёрный слон · f7 чёрная пешка · g7 чёрная пешка · h7 чёрная пешка · c6 чёрная пешка · d6 чёрная пешка · f6 чёрный конь · e4 белая пешка · b3 белая пешка · g3 белый конь · a2 белая пешка · b2 белый слон · c2 белая пешка · f2 белая пешка · g2 белая пешка · h2 белая пешка · a1 белая ладья · d1 белый ферзь · e1 белая ладья · g1 белый король | d8 чёрная ладья · e8 чёрная ладья · g8 чёрный король · a7 чёрная пешка · c7 чёрная пешка · d7 чёрный ферзь · e7 чёрный слон · f7 чёрная пешка · g7 чёрная пешка · h7 чёрная пешка · c6 чёрная пешка · d6 чёрная пешка · f6 чёрный конь · e4 белая пешка · b3 белая пешка · g3 белый конь · a2 белая пешка · b2 белый слон · c2 белая пешка · f2 белая пешка · g2 белая пешка · h2 белая пешка · a1 белая ладья · d1 белый ферзь · e1 белая ладья · g1 белый король | 1 |
|   | a | b | c | d | e | f | g | h |   |

Здесь Ласкер неожиданно сыграл 14 …Кg4. Сам по себе этот ход не сильнейший и только благодаря неточной игре соперника Ласкеру удаётся добиться успеха. 15. С:g7 К:f2. Ход в духе desperado. Понятно, что плохо для чёрных 15 …Кр:g7 16. Кf5+ Крh8 17. Ф:g4. 16. Кр:f2? Шахматы — не шашки, взятия не обязательны. Очень сильно было 16. Фd4! Кg4 17. Кf5. Теперь же игра развивается по сценарию Ласкера. 16 …Кр:g7 17. Кf5+ Крh8 18. Фd4+ f6 19. Ф:a7 Сf8. Дальнейшая игра не относится к нашей теме. Белые выиграли крайнюю пешку и, возможно, их позиция и сейчас хороша, но Ласкер выиграл партию, виртуозно играя пешками и фигурами в центре доски.

### ПартияАлехин—Бернштейн
|   | a | b | c | d | e | f | g | h |   |
| - | --- | --- | --- | --- | --- | --- | --- | --- | - |
| 8 | f8 чёрная ладья · g8 чёрный король · b7 чёрная ладья · d7 чёрный слон · f7 чёрная пешка · g7 чёрная пешка · a6 чёрная пешка · c6 чёрный ферзь · e6 чёрная пешка · h6 чёрная пешка · c5 чёрный слон · d5 чёрный конь · e4 белый конь · b3 белый ферзь · f3 белый слон · g3 белый слон · a2 белая пешка · b2 белая пешка · f2 белая пешка · g2 белая пешка · h2 белая пешка · c1 белая ладья · e1 белая ладья · g1 белый король | f8 чёрная ладья · g8 чёрный король · b7 чёрная ладья · d7 чёрный слон · f7 чёрная пешка · g7 чёрная пешка · a6 чёрная пешка · c6 чёрный ферзь · e6 чёрная пешка · h6 чёрная пешка · c5 чёрный слон · d5 чёрный конь · e4 белый конь · b3 белый ферзь · f3 белый слон · g3 белый слон · a2 белая пешка · b2 белая пешка · f2 белая пешка · g2 белая пешка · h2 белая пешка · c1 белая ладья · e1 белая ладья · g1 белый король | f8 чёрная ладья · g8 чёрный король · b7 чёрная ладья · d7 чёрный слон · f7 чёрная пешка · g7 чёрная пешка · a6 чёрная пешка · c6 чёрный ферзь · e6 чёрная пешка · h6 чёрная пешка · c5 чёрный слон · d5 чёрный конь · e4 белый конь · b3 белый ферзь · f3 белый слон · g3 белый слон · a2 белая пешка · b2 белая пешка · f2 белая пешка · g2 белая пешка · h2 белая пешка · c1 белая ладья · e1 белая ладья · g1 белый король | f8 чёрная ладья · g8 чёрный король · b7 чёрная ладья · d7 чёрный слон · f7 чёрная пешка · g7 чёрная пешка · a6 чёрная пешка · c6 чёрный ферзь · e6 чёрная пешка · h6 чёрная пешка · c5 чёрный слон · d5 чёрный конь · e4 белый конь · b3 белый ферзь · f3 белый слон · g3 белый слон · a2 белая пешка · b2 белая пешка · f2 белая пешка · g2 белая пешка · h2 белая пешка · c1 белая ладья · e1 белая ладья · g1 белый король | f8 чёрная ладья · g8 чёрный король · b7 чёрная ладья · d7 чёрный слон · f7 чёрная пешка · g7 чёрная пешка · a6 чёрная пешка · c6 чёрный ферзь · e6 чёрная пешка · h6 чёрная пешка · c5 чёрный слон · d5 чёрный конь · e4 белый конь · b3 белый ферзь · f3 белый слон · g3 белый слон · a2 белая пешка · b2 белая пешка · f2 белая пешка · g2 белая пешка · h2 белая пешка · c1 белая ладья · e1 белая ладья · g1 белый король | f8 чёрная ладья · g8 чёрный король · b7 чёрная ладья · d7 чёрный слон · f7 чёрная пешка · g7 чёрная пешка · a6 чёрная пешка · c6 чёрный ферзь · e6 чёрная пешка · h6 чёрная пешка · c5 чёрный слон · d5 чёрный конь · e4 белый конь · b3 белый ферзь · f3 белый слон · g3 белый слон · a2 белая пешка · b2 белая пешка · f2 белая пешка · g2 белая пешка · h2 белая пешка · c1 белая ладья · e1 белая ладья · g1 белый король | f8 чёрная ладья · g8 чёрный король · b7 чёрная ладья · d7 чёрный слон · f7 чёрная пешка · g7 чёрная пешка · a6 чёрная пешка · c6 чёрный ферзь · e6 чёрная пешка · h6 чёрная пешка · c5 чёрный слон · d5 чёрный конь · e4 белый конь · b3 белый ферзь · f3 белый слон · g3 белый слон · a2 белая пешка · b2 белая пешка · f2 белая пешка · g2 белая пешка · h2 белая пешка · c1 белая ладья · e1 белая ладья · g1 белый король | f8 чёрная ладья · g8 чёрный король · b7 чёрная ладья · d7 чёрный слон · f7 чёрная пешка · g7 чёрная пешка · a6 чёрная пешка · c6 чёрный ферзь · e6 чёрная пешка · h6 чёрная пешка · c5 чёрный слон · d5 чёрный конь · e4 белый конь · b3 белый ферзь · f3 белый слон · g3 белый слон · a2 белая пешка · b2 белая пешка · f2 белая пешка · g2 белая пешка · h2 белая пешка · c1 белая ладья · e1 белая ладья · g1 белый король | 8 |
| 7 | f8 чёрная ладья · g8 чёрный король · b7 чёрная ладья · d7 чёрный слон · f7 чёрная пешка · g7 чёрная пешка · a6 чёрная пешка · c6 чёрный ферзь · e6 чёрная пешка · h6 чёрная пешка · c5 чёрный слон · d5 чёрный конь · e4 белый конь · b3 белый ферзь · f3 белый слон · g3 белый слон · a2 белая пешка · b2 белая пешка · f2 белая пешка · g2 белая пешка · h2 белая пешка · c1 белая ладья · e1 белая ладья · g1 белый король | f8 чёрная ладья · g8 чёрный король · b7 чёрная ладья · d7 чёрный слон · f7 чёрная пешка · g7 чёрная пешка · a6 чёрная пешка · c6 чёрный ферзь · e6 чёрная пешка · h6 чёрная пешка · c5 чёрный слон · d5 чёрный конь · e4 белый конь · b3 белый ферзь · f3 белый слон · g3 белый слон · a2 белая пешка · b2 белая пешка · f2 белая пешка · g2 белая пешка · h2 белая пешка · c1 белая ладья · e1 белая ладья · g1 белый король | f8 чёрная ладья · g8 чёрный король · b7 чёрная ладья · d7 чёрный слон · f7 чёрная пешка · g7 чёрная пешка · a6 чёрная пешка · c6 чёрный ферзь · e6 чёрная пешка · h6 чёрная пешка · c5 чёрный слон · d5 чёрный конь · e4 белый конь · b3 белый ферзь · f3 белый слон · g3 белый слон · a2 белая пешка · b2 белая пешка · f2 белая пешка · g2 белая пешка · h2 белая пешка · c1 белая ладья · e1 белая ладья · g1 белый король | f8 чёрная ладья · g8 чёрный король · b7 чёрная ладья · d7 чёрный слон · f7 чёрная пешка · g7 чёрная пешка · a6 чёрная пешка · c6 чёрный ферзь · e6 чёрная пешка · h6 чёрная пешка · c5 чёрный слон · d5 чёрный конь · e4 белый конь · b3 белый ферзь · f3 белый слон · g3 белый слон · a2 белая пешка · b2 белая пешка · f2 белая пешка · g2 белая пешка · h2 белая пешка · c1 белая ладья · e1 белая ладья · g1 белый король | f8 чёрная ладья · g8 чёрный король · b7 чёрная ладья · d7 чёрный слон · f7 чёрная пешка · g7 чёрная пешка · a6 чёрная пешка · c6 чёрный ферзь · e6 чёрная пешка · h6 чёрная пешка · c5 чёрный слон · d5 чёрный конь · e4 белый конь · b3 белый ферзь · f3 белый слон · g3 белый слон · a2 белая пешка · b2 белая пешка · f2 белая пешка · g2 белая пешка · h2 белая пешка · c1 белая ладья · e1 белая ладья · g1 белый король | f8 чёрная ладья · g8 чёрный король · b7 чёрная ладья · d7 чёрный слон · f7 чёрная пешка · g7 чёрная пешка · a6 чёрная пешка · c6 чёрный ферзь · e6 чёрная пешка · h6 чёрная пешка · c5 чёрный слон · d5 чёрный конь · e4 белый конь · b3 белый ферзь · f3 белый слон · g3 белый слон · a2 белая пешка · b2 белая пешка · f2 белая пешка · g2 белая пешка · h2 белая пешка · c1 белая ладья · e1 белая ладья · g1 белый король | f8 чёрная ладья · g8 чёрный король · b7 чёрная ладья · d7 чёрный слон · f7 чёрная пешка · g7 чёрная пешка · a6 чёрная пешка · c6 чёрный ферзь · e6 чёрная пешка · h6 чёрная пешка · c5 чёрный слон · d5 чёрный конь · e4 белый конь · b3 белый ферзь · f3 белый слон · g3 белый слон · a2 белая пешка · b2 белая пешка · f2 белая пешка · g2 белая пешка · h2 белая пешка · c1 белая ладья · e1 белая ладья · g1 белый король | f8 чёрная ладья · g8 чёрный король · b7 чёрная ладья · d7 чёрный слон · f7 чёрная пешка · g7 чёрная пешка · a6 чёрная пешка · c6 чёрный ферзь · e6 чёрная пешка · h6 чёрная пешка · c5 чёрный слон · d5 чёрный конь · e4 белый конь · b3 белый ферзь · f3 белый слон · g3 белый слон · a2 белая пешка · b2 белая пешка · f2 белая пешка · g2 белая пешка · h2 белая пешка · c1 белая ладья · e1 белая ладья · g1 белый король | 7 |
| 6 | f8 чёрная ладья · g8 чёрный король · b7 чёрная ладья · d7 чёрный слон · f7 чёрная пешка · g7 чёрная пешка · a6 чёрная пешка · c6 чёрный ферзь · e6 чёрная пешка · h6 чёрная пешка · c5 чёрный слон · d5 чёрный конь · e4 белый конь · b3 белый ферзь · f3 белый слон · g3 белый слон · a2 белая пешка · b2 белая пешка · f2 белая пешка · g2 белая пешка · h2 белая пешка · c1 белая ладья · e1 белая ладья · g1 белый король | f8 чёрная ладья · g8 чёрный король · b7 чёрная ладья · d7 чёрный слон · f7 чёрная пешка · g7 чёрная пешка · a6 чёрная пешка · c6 чёрный ферзь · e6 чёрная пешка · h6 чёрная пешка · c5 чёрный слон · d5 чёрный конь · e4 белый конь · b3 белый ферзь · f3 белый слон · g3 белый слон · a2 белая пешка · b2 белая пешка · f2 белая пешка · g2 белая пешка · h2 белая пешка · c1 белая ладья · e1 белая ладья · g1 белый король | f8 чёрная ладья · g8 чёрный король · b7 чёрная ладья · d7 чёрный слон · f7 чёрная пешка · g7 чёрная пешка · a6 чёрная пешка · c6 чёрный ферзь · e6 чёрная пешка · h6 чёрная пешка · c5 чёрный слон · d5 чёрный конь · e4 белый конь · b3 белый ферзь · f3 белый слон · g3 белый слон · a2 белая пешка · b2 белая пешка · f2 белая пешка · g2 белая пешка · h2 белая пешка · c1 белая ладья · e1 белая ладья · g1 белый король | f8 чёрная ладья · g8 чёрный король · b7 чёрная ладья · d7 чёрный слон · f7 чёрная пешка · g7 чёрная пешка · a6 чёрная пешка · c6 чёрный ферзь · e6 чёрная пешка · h6 чёрная пешка · c5 чёрный слон · d5 чёрный конь · e4 белый конь · b3 белый ферзь · f3 белый слон · g3 белый слон · a2 белая пешка · b2 белая пешка · f2 белая пешка · g2 белая пешка · h2 белая пешка · c1 белая ладья · e1 белая ладья · g1 белый король | f8 чёрная ладья · g8 чёрный король · b7 чёрная ладья · d7 чёрный слон · f7 чёрная пешка · g7 чёрная пешка · a6 чёрная пешка · c6 чёрный ферзь · e6 чёрная пешка · h6 чёрная пешка · c5 чёрный слон · d5 чёрный конь · e4 белый конь · b3 белый ферзь · f3 белый слон · g3 белый слон · a2 белая пешка · b2 белая пешка · f2 белая пешка · g2 белая пешка · h2 белая пешка · c1 белая ладья · e1 белая ладья · g1 белый король | f8 чёрная ладья · g8 чёрный король · b7 чёрная ладья · d7 чёрный слон · f7 чёрная пешка · g7 чёрная пешка · a6 чёрная пешка · c6 чёрный ферзь · e6 чёрная пешка · h6 чёрная пешка · c5 чёрный слон · d5 чёрный конь · e4 белый конь · b3 белый ферзь · f3 белый слон · g3 белый слон · a2 белая пешка · b2 белая пешка · f2 белая пешка · g2 белая пешка · h2 белая пешка · c1 белая ладья · e1 белая ладья · g1 белый король | f8 чёрная ладья · g8 чёрный король · b7 чёрная ладья · d7 чёрный слон · f7 чёрная пешка · g7 чёрная пешка · a6 чёрная пешка · c6 чёрный ферзь · e6 чёрная пешка · h6 чёрная пешка · c5 чёрный слон · d5 чёрный конь · e4 белый конь · b3 белый ферзь · f3 белый слон · g3 белый слон · a2 белая пешка · b2 белая пешка · f2 белая пешка · g2 белая пешка · h2 белая пешка · c1 белая ладья · e1 белая ладья · g1 белый король | f8 чёрная ладья · g8 чёрный король · b7 чёрная ладья · d7 чёрный слон · f7 чёрная пешка · g7 чёрная пешка · a6 чёрная пешка · c6 чёрный ферзь · e6 чёрная пешка · h6 чёрная пешка · c5 чёрный слон · d5 чёрный конь · e4 белый конь · b3 белый ферзь · f3 белый слон · g3 белый слон · a2 белая пешка · b2 белая пешка · f2 белая пешка · g2 белая пешка · h2 белая пешка · c1 белая ладья · e1 белая ладья · g1 белый король | 6 |
| 5 | f8 чёрная ладья · g8 чёрный король · b7 чёрная ладья · d7 чёрный слон · f7 чёрная пешка · g7 чёрная пешка · a6 чёрная пешка · c6 чёрный ферзь · e6 чёрная пешка · h6 чёрная пешка · c5 чёрный слон · d5 чёрный конь · e4 белый конь · b3 белый ферзь · f3 белый слон · g3 белый слон · a2 белая пешка · b2 белая пешка · f2 белая пешка · g2 белая пешка · h2 белая пешка · c1 белая ладья · e1 белая ладья · g1 белый король | f8 чёрная ладья · g8 чёрный король · b7 чёрная ладья · d7 чёрный слон · f7 чёрная пешка · g7 чёрная пешка · a6 чёрная пешка · c6 чёрный ферзь · e6 чёрная пешка · h6 чёрная пешка · c5 чёрный слон · d5 чёрный конь · e4 белый конь · b3 белый ферзь · f3 белый слон · g3 белый слон · a2 белая пешка · b2 белая пешка · f2 белая пешка · g2 белая пешка · h2 белая пешка · c1 белая ладья · e1 белая ладья · g1 белый король | f8 чёрная ладья · g8 чёрный король · b7 чёрная ладья · d7 чёрный слон · f7 чёрная пешка · g7 чёрная пешка · a6 чёрная пешка · c6 чёрный ферзь · e6 чёрная пешка · h6 чёрная пешка · c5 чёрный слон · d5 чёрный конь · e4 белый конь · b3 белый ферзь · f3 белый слон · g3 белый слон · a2 белая пешка · b2 белая пешка · f2 белая пешка · g2 белая пешка · h2 белая пешка · c1 белая ладья · e1 белая ладья · g1 белый король | f8 чёрная ладья · g8 чёрный король · b7 чёрная ладья · d7 чёрный слон · f7 чёрная пешка · g7 чёрная пешка · a6 чёрная пешка · c6 чёрный ферзь · e6 чёрная пешка · h6 чёрная пешка · c5 чёрный слон · d5 чёрный конь · e4 белый конь · b3 белый ферзь · f3 белый слон · g3 белый слон · a2 белая пешка · b2 белая пешка · f2 белая пешка · g2 белая пешка · h2 белая пешка · c1 белая ладья · e1 белая ладья · g1 белый король | f8 чёрная ладья · g8 чёрный король · b7 чёрная ладья · d7 чёрный слон · f7 чёрная пешка · g7 чёрная пешка · a6 чёрная пешка · c6 чёрный ферзь · e6 чёрная пешка · h6 чёрная пешка · c5 чёрный слон · d5 чёрный конь · e4 белый конь · b3 белый ферзь · f3 белый слон · g3 белый слон · a2 белая пешка · b2 белая пешка · f2 белая пешка · g2 белая пешка · h2 белая пешка · c1 белая ладья · e1 белая ладья · g1 белый король | f8 чёрная ладья · g8 чёрный король · b7 чёрная ладья · d7 чёрный слон · f7 чёрная пешка · g7 чёрная пешка · a6 чёрная пешка · c6 чёрный ферзь · e6 чёрная пешка · h6 чёрная пешка · c5 чёрный слон · d5 чёрный конь · e4 белый конь · b3 белый ферзь · f3 белый слон · g3 белый слон · a2 белая пешка · b2 белая пешка · f2 белая пешка · g2 белая пешка · h2 белая пешка · c1 белая ладья · e1 белая ладья · g1 белый король | f8 чёрная ладья · g8 чёрный король · b7 чёрная ладья · d7 чёрный слон · f7 чёрная пешка · g7 чёрная пешка · a6 чёрная пешка · c6 чёрный ферзь · e6 чёрная пешка · h6 чёрная пешка · c5 чёрный слон · d5 чёрный конь · e4 белый конь · b3 белый ферзь · f3 белый слон · g3 белый слон · a2 белая пешка · b2 белая пешка · f2 белая пешка · g2 белая пешка · h2 белая пешка · c1 белая ладья · e1 белая ладья · g1 белый король | f8 чёрная ладья · g8 чёрный король · b7 чёрная ладья · d7 чёрный слон · f7 чёрная пешка · g7 чёрная пешка · a6 чёрная пешка · c6 чёрный ферзь · e6 чёрная пешка · h6 чёрная пешка · c5 чёрный слон · d5 чёрный конь · e4 белый конь · b3 белый ферзь · f3 белый слон · g3 белый слон · a2 белая пешка · b2 белая пешка · f2 белая пешка · g2 белая пешка · h2 белая пешка · c1 белая ладья · e1 белая ладья · g1 белый король | 5 |
| 4 | f8 чёрная ладья · g8 чёрный король · b7 чёрная ладья · d7 чёрный слон · f7 чёрная пешка · g7 чёрная пешка · a6 чёрная пешка · c6 чёрный ферзь · e6 чёрная пешка · h6 чёрная пешка · c5 чёрный слон · d5 чёрный конь · e4 белый конь · b3 белый ферзь · f3 белый слон · g3 белый слон · a2 белая пешка · b2 белая пешка · f2 белая пешка · g2 белая пешка · h2 белая пешка · c1 белая ладья · e1 белая ладья · g1 белый король | f8 чёрная ладья · g8 чёрный король · b7 чёрная ладья · d7 чёрный слон · f7 чёрная пешка · g7 чёрная пешка · a6 чёрная пешка · c6 чёрный ферзь · e6 чёрная пешка · h6 чёрная пешка · c5 чёрный слон · d5 чёрный конь · e4 белый конь · b3 белый ферзь · f3 белый слон · g3 белый слон · a2 белая пешка · b2 белая пешка · f2 белая пешка · g2 белая пешка · h2 белая пешка · c1 белая ладья · e1 белая ладья · g1 белый король | f8 чёрная ладья · g8 чёрный король · b7 чёрная ладья · d7 чёрный слон · f7 чёрная пешка · g7 чёрная пешка · a6 чёрная пешка · c6 чёрный ферзь · e6 чёрная пешка · h6 чёрная пешка · c5 чёрный слон · d5 чёрный конь · e4 белый конь · b3 белый ферзь · f3 белый слон · g3 белый слон · a2 белая пешка · b2 белая пешка · f2 белая пешка · g2 белая пешка · h2 белая пешка · c1 белая ладья · e1 белая ладья · g1 белый король | f8 чёрная ладья · g8 чёрный король · b7 чёрная ладья · d7 чёрный слон · f7 чёрная пешка · g7 чёрная пешка · a6 чёрная пешка · c6 чёрный ферзь · e6 чёрная пешка · h6 чёрная пешка · c5 чёрный слон · d5 чёрный конь · e4 белый конь · b3 белый ферзь · f3 белый слон · g3 белый слон · a2 белая пешка · b2 белая пешка · f2 белая пешка · g2 белая пешка · h2 белая пешка · c1 белая ладья · e1 белая ладья · g1 белый король | f8 чёрная ладья · g8 чёрный король · b7 чёрная ладья · d7 чёрный слон · f7 чёрная пешка · g7 чёрная пешка · a6 чёрная пешка · c6 чёрный ферзь · e6 чёрная пешка · h6 чёрная пешка · c5 чёрный слон · d5 чёрный конь · e4 белый конь · b3 белый ферзь · f3 белый слон · g3 белый слон · a2 белая пешка · b2 белая пешка · f2 белая пешка · g2 белая пешка · h2 белая пешка · c1 белая ладья · e1 белая ладья · g1 белый король | f8 чёрная ладья · g8 чёрный король · b7 чёрная ладья · d7 чёрный слон · f7 чёрная пешка · g7 чёрная пешка · a6 чёрная пешка · c6 чёрный ферзь · e6 чёрная пешка · h6 чёрная пешка · c5 чёрный слон · d5 чёрный конь · e4 белый конь · b3 белый ферзь · f3 белый слон · g3 белый слон · a2 белая пешка · b2 белая пешка · f2 белая пешка · g2 белая пешка · h2 белая пешка · c1 белая ладья · e1 белая ладья · g1 белый король | f8 чёрная ладья · g8 чёрный король · b7 чёрная ладья · d7 чёрный слон · f7 чёрная пешка · g7 чёрная пешка · a6 чёрная пешка · c6 чёрный ферзь · e6 чёрная пешка · h6 чёрная пешка · c5 чёрный слон · d5 чёрный конь · e4 белый конь · b3 белый ферзь · f3 белый слон · g3 белый слон · a2 белая пешка · b2 белая пешка · f2 белая пешка · g2 белая пешка · h2 белая пешка · c1 белая ладья · e1 белая ладья · g1 белый король | f8 чёрная ладья · g8 чёрный король · b7 чёрная ладья · d7 чёрный слон · f7 чёрная пешка · g7 чёрная пешка · a6 чёрная пешка · c6 чёрный ферзь · e6 чёрная пешка · h6 чёрная пешка · c5 чёрный слон · d5 чёрный конь · e4 белый конь · b3 белый ферзь · f3 белый слон · g3 белый слон · a2 белая пешка · b2 белая пешка · f2 белая пешка · g2 белая пешка · h2 белая пешка · c1 белая ладья · e1 белая ладья · g1 белый король | 4 |
| 3 | f8 чёрная ладья · g8 чёрный король · b7 чёрная ладья · d7 чёрный слон · f7 чёрная пешка · g7 чёрная пешка · a6 чёрная пешка · c6 чёрный ферзь · e6 чёрная пешка · h6 чёрная пешка · c5 чёрный слон · d5 чёрный конь · e4 белый конь · b3 белый ферзь · f3 белый слон · g3 белый слон · a2 белая пешка · b2 белая пешка · f2 белая пешка · g2 белая пешка · h2 белая пешка · c1 белая ладья · e1 белая ладья · g1 белый король | f8 чёрная ладья · g8 чёрный король · b7 чёрная ладья · d7 чёрный слон · f7 чёрная пешка · g7 чёрная пешка · a6 чёрная пешка · c6 чёрный ферзь · e6 чёрная пешка · h6 чёрная пешка · c5 чёрный слон · d5 чёрный конь · e4 белый конь · b3 белый ферзь · f3 белый слон · g3 белый слон · a2 белая пешка · b2 белая пешка · f2 белая пешка · g2 белая пешка · h2 белая пешка · c1 белая ладья · e1 белая ладья · g1 белый король | f8 чёрная ладья · g8 чёрный король · b7 чёрная ладья · d7 чёрный слон · f7 чёрная пешка · g7 чёрная пешка · a6 чёрная пешка · c6 чёрный ферзь · e6 чёрная пешка · h6 чёрная пешка · c5 чёрный слон · d5 чёрный конь · e4 белый конь · b3 белый ферзь · f3 белый слон · g3 белый слон · a2 белая пешка · b2 белая пешка · f2 белая пешка · g2 белая пешка · h2 белая пешка · c1 белая ладья · e1 белая ладья · g1 белый король | f8 чёрная ладья · g8 чёрный король · b7 чёрная ладья · d7 чёрный слон · f7 чёрная пешка · g7 чёрная пешка · a6 чёрная пешка · c6 чёрный ферзь · e6 чёрная пешка · h6 чёрная пешка · c5 чёрный слон · d5 чёрный конь · e4 белый конь · b3 белый ферзь · f3 белый слон · g3 белый слон · a2 белая пешка · b2 белая пешка · f2 белая пешка · g2 белая пешка · h2 белая пешка · c1 белая ладья · e1 белая ладья · g1 белый король | f8 чёрная ладья · g8 чёрный король · b7 чёрная ладья · d7 чёрный слон · f7 чёрная пешка · g7 чёрная пешка · a6 чёрная пешка · c6 чёрный ферзь · e6 чёрная пешка · h6 чёрная пешка · c5 чёрный слон · d5 чёрный конь · e4 белый конь · b3 белый ферзь · f3 белый слон · g3 белый слон · a2 белая пешка · b2 белая пешка · f2 белая пешка · g2 белая пешка · h2 белая пешка · c1 белая ладья · e1 белая ладья · g1 белый король | f8 чёрная ладья · g8 чёрный король · b7 чёрная ладья · d7 чёрный слон · f7 чёрная пешка · g7 чёрная пешка · a6 чёрная пешка · c6 чёрный ферзь · e6 чёрная пешка · h6 чёрная пешка · c5 чёрный слон · d5 чёрный конь · e4 белый конь · b3 белый ферзь · f3 белый слон · g3 белый слон · a2 белая пешка · b2 белая пешка · f2 белая пешка · g2 белая пешка · h2 белая пешка · c1 белая ладья · e1 белая ладья · g1 белый король | f8 чёрная ладья · g8 чёрный король · b7 чёрная ладья · d7 чёрный слон · f7 чёрная пешка · g7 чёрная пешка · a6 чёрная пешка · c6 чёрный ферзь · e6 чёрная пешка · h6 чёрная пешка · c5 чёрный слон · d5 чёрный конь · e4 белый конь · b3 белый ферзь · f3 белый слон · g3 белый слон · a2 белая пешка · b2 белая пешка · f2 белая пешка · g2 белая пешка · h2 белая пешка · c1 белая ладья · e1 белая ладья · g1 белый король | f8 чёрная ладья · g8 чёрный король · b7 чёрная ладья · d7 чёрный слон · f7 чёрная пешка · g7 чёрная пешка · a6 чёрная пешка · c6 чёрный ферзь · e6 чёрная пешка · h6 чёрная пешка · c5 чёрный слон · d5 чёрный конь · e4 белый конь · b3 белый ферзь · f3 белый слон · g3 белый слон · a2 белая пешка · b2 белая пешка · f2 белая пешка · g2 белая пешка · h2 белая пешка · c1 белая ладья · e1 белая ладья · g1 белый король | 3 |
| 2 | f8 чёрная ладья · g8 чёрный король · b7 чёрная ладья · d7 чёрный слон · f7 чёрная пешка · g7 чёрная пешка · a6 чёрная пешка · c6 чёрный ферзь · e6 чёрная пешка · h6 чёрная пешка · c5 чёрный слон · d5 чёрный конь · e4 белый конь · b3 белый ферзь · f3 белый слон · g3 белый слон · a2 белая пешка · b2 белая пешка · f2 белая пешка · g2 белая пешка · h2 белая пешка · c1 белая ладья · e1 белая ладья · g1 белый король | f8 чёрная ладья · g8 чёрный король · b7 чёрная ладья · d7 чёрный слон · f7 чёрная пешка · g7 чёрная пешка · a6 чёрная пешка · c6 чёрный ферзь · e6 чёрная пешка · h6 чёрная пешка · c5 чёрный слон · d5 чёрный конь · e4 белый конь · b3 белый ферзь · f3 белый слон · g3 белый слон · a2 белая пешка · b2 белая пешка · f2 белая пешка · g2 белая пешка · h2 белая пешка · c1 белая ладья · e1 белая ладья · g1 белый король | f8 чёрная ладья · g8 чёрный король · b7 чёрная ладья · d7 чёрный слон · f7 чёрная пешка · g7 чёрная пешка · a6 чёрная пешка · c6 чёрный ферзь · e6 чёрная пешка · h6 чёрная пешка · c5 чёрный слон · d5 чёрный конь · e4 белый конь · b3 белый ферзь · f3 белый слон · g3 белый слон · a2 белая пешка · b2 белая пешка · f2 белая пешка · g2 белая пешка · h2 белая пешка · c1 белая ладья · e1 белая ладья · g1 белый король | f8 чёрная ладья · g8 чёрный король · b7 чёрная ладья · d7 чёрный слон · f7 чёрная пешка · g7 чёрная пешка · a6 чёрная пешка · c6 чёрный ферзь · e6 чёрная пешка · h6 чёрная пешка · c5 чёрный слон · d5 чёрный конь · e4 белый конь · b3 белый ферзь · f3 белый слон · g3 белый слон · a2 белая пешка · b2 белая пешка · f2 белая пешка · g2 белая пешка · h2 белая пешка · c1 белая ладья · e1 белая ладья · g1 белый король | f8 чёрная ладья · g8 чёрный король · b7 чёрная ладья · d7 чёрный слон · f7 чёрная пешка · g7 чёрная пешка · a6 чёрная пешка · c6 чёрный ферзь · e6 чёрная пешка · h6 чёрная пешка · c5 чёрный слон · d5 чёрный конь · e4 белый конь · b3 белый ферзь · f3 белый слон · g3 белый слон · a2 белая пешка · b2 белая пешка · f2 белая пешка · g2 белая пешка · h2 белая пешка · c1 белая ладья · e1 белая ладья · g1 белый король | f8 чёрная ладья · g8 чёрный король · b7 чёрная ладья · d7 чёрный слон · f7 чёрная пешка · g7 чёрная пешка · a6 чёрная пешка · c6 чёрный ферзь · e6 чёрная пешка · h6 чёрная пешка · c5 чёрный слон · d5 чёрный конь · e4 белый конь · b3 белый ферзь · f3 белый слон · g3 белый слон · a2 белая пешка · b2 белая пешка · f2 белая пешка · g2 белая пешка · h2 белая пешка · c1 белая ладья · e1 белая ладья · g1 белый король | f8 чёрная ладья · g8 чёрный король · b7 чёрная ладья · d7 чёрный слон · f7 чёрная пешка · g7 чёрная пешка · a6 чёрная пешка · c6 чёрный ферзь · e6 чёрная пешка · h6 чёрная пешка · c5 чёрный слон · d5 чёрный конь · e4 белый конь · b3 белый ферзь · f3 белый слон · g3 белый слон · a2 белая пешка · b2 белая пешка · f2 белая пешка · g2 белая пешка · h2 белая пешка · c1 белая ладья · e1 белая ладья · g1 белый король | f8 чёрная ладья · g8 чёрный король · b7 чёрная ладья · d7 чёрный слон · f7 чёрная пешка · g7 чёрная пешка · a6 чёрная пешка · c6 чёрный ферзь · e6 чёрная пешка · h6 чёрная пешка · c5 чёрный слон · d5 чёрный конь · e4 белый конь · b3 белый ферзь · f3 белый слон · g3 белый слон · a2 белая пешка · b2 белая пешка · f2 белая пешка · g2 белая пешка · h2 белая пешка · c1 белая ладья · e1 белая ладья · g1 белый король | 2 |
| 1 | f8 чёрная ладья · g8 чёрный король · b7 чёрная ладья · d7 чёрный слон · f7 чёрная пешка · g7 чёрная пешка · a6 чёрная пешка · c6 чёрный ферзь · e6 чёрная пешка · h6 чёрная пешка · c5 чёрный слон · d5 чёрный конь · e4 белый конь · b3 белый ферзь · f3 белый слон · g3 белый слон · a2 белая пешка · b2 белая пешка · f2 белая пешка · g2 белая пешка · h2 белая пешка · c1 белая ладья · e1 белая ладья · g1 белый король | f8 чёрная ладья · g8 чёрный король · b7 чёрная ладья · d7 чёрный слон · f7 чёрная пешка · g7 чёрная пешка · a6 чёрная пешка · c6 чёрный ферзь · e6 чёрная пешка · h6 чёрная пешка · c5 чёрный слон · d5 чёрный конь · e4 белый конь · b3 белый ферзь · f3 белый слон · g3 белый слон · a2 белая пешка · b2 белая пешка · f2 белая пешка · g2 белая пешка · h2 белая пешка · c1 белая ладья · e1 белая ладья · g1 белый король | f8 чёрная ладья · g8 чёрный король · b7 чёрная ладья · d7 чёрный слон · f7 чёрная пешка · g7 чёрная пешка · a6 чёрная пешка · c6 чёрный ферзь · e6 чёрная пешка · h6 чёрная пешка · c5 чёрный слон · d5 чёрный конь · e4 белый конь · b3 белый ферзь · f3 белый слон · g3 белый слон · a2 белая пешка · b2 белая пешка · f2 белая пешка · g2 белая пешка · h2 белая пешка · c1 белая ладья · e1 белая ладья · g1 белый король | f8 чёрная ладья · g8 чёрный король · b7 чёрная ладья · d7 чёрный слон · f7 чёрная пешка · g7 чёрная пешка · a6 чёрная пешка · c6 чёрный ферзь · e6 чёрная пешка · h6 чёрная пешка · c5 чёрный слон · d5 чёрный конь · e4 белый конь · b3 белый ферзь · f3 белый слон · g3 белый слон · a2 белая пешка · b2 белая пешка · f2 белая пешка · g2 белая пешка · h2 белая пешка · c1 белая ладья · e1 белая ладья · g1 белый король | f8 чёрная ладья · g8 чёрный король · b7 чёрная ладья · d7 чёрный слон · f7 чёрная пешка · g7 чёрная пешка · a6 чёрная пешка · c6 чёрный ферзь · e6 чёрная пешка · h6 чёрная пешка · c5 чёрный слон · d5 чёрный конь · e4 белый конь · b3 белый ферзь · f3 белый слон · g3 белый слон · a2 белая пешка · b2 белая пешка · f2 белая пешка · g2 белая пешка · h2 белая пешка · c1 белая ладья · e1 белая ладья · g1 белый король | f8 чёрная ладья · g8 чёрный король · b7 чёрная ладья · d7 чёрный слон · f7 чёрная пешка · g7 чёрная пешка · a6 чёрная пешка · c6 чёрный ферзь · e6 чёрная пешка · h6 чёрная пешка · c5 чёрный слон · d5 чёрный конь · e4 белый конь · b3 белый ферзь · f3 белый слон · g3 белый слон · a2 белая пешка · b2 белая пешка · f2 белая пешка · g2 белая пешка · h2 белая пешка · c1 белая ладья · e1 белая ладья · g1 белый король | f8 чёрная ладья · g8 чёрный король · b7 чёрная ладья · d7 чёрный слон · f7 чёрная пешка · g7 чёрная пешка · a6 чёрная пешка · c6 чёрный ферзь · e6 чёрная пешка · h6 чёрная пешка · c5 чёрный слон · d5 чёрный конь · e4 белый конь · b3 белый ферзь · f3 белый слон · g3 белый слон · a2 белая пешка · b2 белая пешка · f2 белая пешка · g2 белая пешка · h2 белая пешка · c1 белая ладья · e1 белая ладья · g1 белый король | f8 чёрная ладья · g8 чёрный король · b7 чёрная ладья · d7 чёрный слон · f7 чёрная пешка · g7 чёрная пешка · a6 чёрная пешка · c6 чёрный ферзь · e6 чёрная пешка · h6 чёрная пешка · c5 чёрный слон · d5 чёрный конь · e4 белый конь · b3 белый ферзь · f3 белый слон · g3 белый слон · a2 белая пешка · b2 белая пешка · f2 белая пешка · g2 белая пешка · h2 белая пешка · c1 белая ладья · e1 белая ладья · g1 белый король | 1 |
|   | a | b | c | d | e | f | g | h |   |

Здесь Алехин в уже выигранном положении допустил неточность — 27. Л:с5? Как отмечает исследователь творчества Алехина А. А. Котов, сильнее было 27. Фd1! Последовало: 27 …Л:b3 28. Л:c6 Л:f3 29. Лd6 Л:g3 30. hg Сb5 31. Кc5. По доске пронеслась буря тактических осложнений, причём чёрные даже несколько раз сыграли в стиле desperado. «Редкий случай поголовного истребления ладьёй неприятельских фигур» — пишет Котов. И всё-таки белые из этих осложнений вышли с материальным перевесом (лишнее качество) и в дальнейшем реализовали его.

### ПартияПанов—Ботвинник
|   | a | b | c | d | e | f | g | h |   |
| - | --- | --- | --- | --- | --- | --- | --- | --- | - |
| 8 | g8 чёрный король · e7 чёрная ладья · g7 чёрная пешка · h7 чёрная пешка · d6 чёрный конь · c5 чёрный ферзь · d5 чёрная пешка · a4 чёрная пешка · d4 белый конь · g4 чёрная ладья · c3 белая пешка · d3 белая пешка · a2 белая пешка · b2 белый ферзь · f2 белая пешка · h2 белая пешка · b1 белый король · d1 белая ладья · h1 белая ладья | g8 чёрный король · e7 чёрная ладья · g7 чёрная пешка · h7 чёрная пешка · d6 чёрный конь · c5 чёрный ферзь · d5 чёрная пешка · a4 чёрная пешка · d4 белый конь · g4 чёрная ладья · c3 белая пешка · d3 белая пешка · a2 белая пешка · b2 белый ферзь · f2 белая пешка · h2 белая пешка · b1 белый король · d1 белая ладья · h1 белая ладья | g8 чёрный король · e7 чёрная ладья · g7 чёрная пешка · h7 чёрная пешка · d6 чёрный конь · c5 чёрный ферзь · d5 чёрная пешка · a4 чёрная пешка · d4 белый конь · g4 чёрная ладья · c3 белая пешка · d3 белая пешка · a2 белая пешка · b2 белый ферзь · f2 белая пешка · h2 белая пешка · b1 белый король · d1 белая ладья · h1 белая ладья | g8 чёрный король · e7 чёрная ладья · g7 чёрная пешка · h7 чёрная пешка · d6 чёрный конь · c5 чёрный ферзь · d5 чёрная пешка · a4 чёрная пешка · d4 белый конь · g4 чёрная ладья · c3 белая пешка · d3 белая пешка · a2 белая пешка · b2 белый ферзь · f2 белая пешка · h2 белая пешка · b1 белый король · d1 белая ладья · h1 белая ладья | g8 чёрный король · e7 чёрная ладья · g7 чёрная пешка · h7 чёрная пешка · d6 чёрный конь · c5 чёрный ферзь · d5 чёрная пешка · a4 чёрная пешка · d4 белый конь · g4 чёрная ладья · c3 белая пешка · d3 белая пешка · a2 белая пешка · b2 белый ферзь · f2 белая пешка · h2 белая пешка · b1 белый король · d1 белая ладья · h1 белая ладья | g8 чёрный король · e7 чёрная ладья · g7 чёрная пешка · h7 чёрная пешка · d6 чёрный конь · c5 чёрный ферзь · d5 чёрная пешка · a4 чёрная пешка · d4 белый конь · g4 чёрная ладья · c3 белая пешка · d3 белая пешка · a2 белая пешка · b2 белый ферзь · f2 белая пешка · h2 белая пешка · b1 белый король · d1 белая ладья · h1 белая ладья | g8 чёрный король · e7 чёрная ладья · g7 чёрная пешка · h7 чёрная пешка · d6 чёрный конь · c5 чёрный ферзь · d5 чёрная пешка · a4 чёрная пешка · d4 белый конь · g4 чёрная ладья · c3 белая пешка · d3 белая пешка · a2 белая пешка · b2 белый ферзь · f2 белая пешка · h2 белая пешка · b1 белый король · d1 белая ладья · h1 белая ладья | g8 чёрный король · e7 чёрная ладья · g7 чёрная пешка · h7 чёрная пешка · d6 чёрный конь · c5 чёрный ферзь · d5 чёрная пешка · a4 чёрная пешка · d4 белый конь · g4 чёрная ладья · c3 белая пешка · d3 белая пешка · a2 белая пешка · b2 белый ферзь · f2 белая пешка · h2 белая пешка · b1 белый король · d1 белая ладья · h1 белая ладья | 8 |
| 7 | g8 чёрный король · e7 чёрная ладья · g7 чёрная пешка · h7 чёрная пешка · d6 чёрный конь · c5 чёрный ферзь · d5 чёрная пешка · a4 чёрная пешка · d4 белый конь · g4 чёрная ладья · c3 белая пешка · d3 белая пешка · a2 белая пешка · b2 белый ферзь · f2 белая пешка · h2 белая пешка · b1 белый король · d1 белая ладья · h1 белая ладья | g8 чёрный король · e7 чёрная ладья · g7 чёрная пешка · h7 чёрная пешка · d6 чёрный конь · c5 чёрный ферзь · d5 чёрная пешка · a4 чёрная пешка · d4 белый конь · g4 чёрная ладья · c3 белая пешка · d3 белая пешка · a2 белая пешка · b2 белый ферзь · f2 белая пешка · h2 белая пешка · b1 белый король · d1 белая ладья · h1 белая ладья | g8 чёрный король · e7 чёрная ладья · g7 чёрная пешка · h7 чёрная пешка · d6 чёрный конь · c5 чёрный ферзь · d5 чёрная пешка · a4 чёрная пешка · d4 белый конь · g4 чёрная ладья · c3 белая пешка · d3 белая пешка · a2 белая пешка · b2 белый ферзь · f2 белая пешка · h2 белая пешка · b1 белый король · d1 белая ладья · h1 белая ладья | g8 чёрный король · e7 чёрная ладья · g7 чёрная пешка · h7 чёрная пешка · d6 чёрный конь · c5 чёрный ферзь · d5 чёрная пешка · a4 чёрная пешка · d4 белый конь · g4 чёрная ладья · c3 белая пешка · d3 белая пешка · a2 белая пешка · b2 белый ферзь · f2 белая пешка · h2 белая пешка · b1 белый король · d1 белая ладья · h1 белая ладья | g8 чёрный король · e7 чёрная ладья · g7 чёрная пешка · h7 чёрная пешка · d6 чёрный конь · c5 чёрный ферзь · d5 чёрная пешка · a4 чёрная пешка · d4 белый конь · g4 чёрная ладья · c3 белая пешка · d3 белая пешка · a2 белая пешка · b2 белый ферзь · f2 белая пешка · h2 белая пешка · b1 белый король · d1 белая ладья · h1 белая ладья | g8 чёрный король · e7 чёрная ладья · g7 чёрная пешка · h7 чёрная пешка · d6 чёрный конь · c5 чёрный ферзь · d5 чёрная пешка · a4 чёрная пешка · d4 белый конь · g4 чёрная ладья · c3 белая пешка · d3 белая пешка · a2 белая пешка · b2 белый ферзь · f2 белая пешка · h2 белая пешка · b1 белый король · d1 белая ладья · h1 белая ладья | g8 чёрный король · e7 чёрная ладья · g7 чёрная пешка · h7 чёрная пешка · d6 чёрный конь · c5 чёрный ферзь · d5 чёрная пешка · a4 чёрная пешка · d4 белый конь · g4 чёрная ладья · c3 белая пешка · d3 белая пешка · a2 белая пешка · b2 белый ферзь · f2 белая пешка · h2 белая пешка · b1 белый король · d1 белая ладья · h1 белая ладья | g8 чёрный король · e7 чёрная ладья · g7 чёрная пешка · h7 чёрная пешка · d6 чёрный конь · c5 чёрный ферзь · d5 чёрная пешка · a4 чёрная пешка · d4 белый конь · g4 чёрная ладья · c3 белая пешка · d3 белая пешка · a2 белая пешка · b2 белый ферзь · f2 белая пешка · h2 белая пешка · b1 белый король · d1 белая ладья · h1 белая ладья | 7 |
| 6 | g8 чёрный король · e7 чёрная ладья · g7 чёрная пешка · h7 чёрная пешка · d6 чёрный конь · c5 чёрный ферзь · d5 чёрная пешка · a4 чёрная пешка · d4 белый конь · g4 чёрная ладья · c3 белая пешка · d3 белая пешка · a2 белая пешка · b2 белый ферзь · f2 белая пешка · h2 белая пешка · b1 белый король · d1 белая ладья · h1 белая ладья | g8 чёрный король · e7 чёрная ладья · g7 чёрная пешка · h7 чёрная пешка · d6 чёрный конь · c5 чёрный ферзь · d5 чёрная пешка · a4 чёрная пешка · d4 белый конь · g4 чёрная ладья · c3 белая пешка · d3 белая пешка · a2 белая пешка · b2 белый ферзь · f2 белая пешка · h2 белая пешка · b1 белый король · d1 белая ладья · h1 белая ладья | g8 чёрный король · e7 чёрная ладья · g7 чёрная пешка · h7 чёрная пешка · d6 чёрный конь · c5 чёрный ферзь · d5 чёрная пешка · a4 чёрная пешка · d4 белый конь · g4 чёрная ладья · c3 белая пешка · d3 белая пешка · a2 белая пешка · b2 белый ферзь · f2 белая пешка · h2 белая пешка · b1 белый король · d1 белая ладья · h1 белая ладья | g8 чёрный король · e7 чёрная ладья · g7 чёрная пешка · h7 чёрная пешка · d6 чёрный конь · c5 чёрный ферзь · d5 чёрная пешка · a4 чёрная пешка · d4 белый конь · g4 чёрная ладья · c3 белая пешка · d3 белая пешка · a2 белая пешка · b2 белый ферзь · f2 белая пешка · h2 белая пешка · b1 белый король · d1 белая ладья · h1 белая ладья | g8 чёрный король · e7 чёрная ладья · g7 чёрная пешка · h7 чёрная пешка · d6 чёрный конь · c5 чёрный ферзь · d5 чёрная пешка · a4 чёрная пешка · d4 белый конь · g4 чёрная ладья · c3 белая пешка · d3 белая пешка · a2 белая пешка · b2 белый ферзь · f2 белая пешка · h2 белая пешка · b1 белый король · d1 белая ладья · h1 белая ладья | g8 чёрный король · e7 чёрная ладья · g7 чёрная пешка · h7 чёрная пешка · d6 чёрный конь · c5 чёрный ферзь · d5 чёрная пешка · a4 чёрная пешка · d4 белый конь · g4 чёрная ладья · c3 белая пешка · d3 белая пешка · a2 белая пешка · b2 белый ферзь · f2 белая пешка · h2 белая пешка · b1 белый король · d1 белая ладья · h1 белая ладья | g8 чёрный король · e7 чёрная ладья · g7 чёрная пешка · h7 чёрная пешка · d6 чёрный конь · c5 чёрный ферзь · d5 чёрная пешка · a4 чёрная пешка · d4 белый конь · g4 чёрная ладья · c3 белая пешка · d3 белая пешка · a2 белая пешка · b2 белый ферзь · f2 белая пешка · h2 белая пешка · b1 белый король · d1 белая ладья · h1 белая ладья | g8 чёрный король · e7 чёрная ладья · g7 чёрная пешка · h7 чёрная пешка · d6 чёрный конь · c5 чёрный ферзь · d5 чёрная пешка · a4 чёрная пешка · d4 белый конь · g4 чёрная ладья · c3 белая пешка · d3 белая пешка · a2 белая пешка · b2 белый ферзь · f2 белая пешка · h2 белая пешка · b1 белый король · d1 белая ладья · h1 белая ладья | 6 |
| 5 | g8 чёрный король · e7 чёрная ладья · g7 чёрная пешка · h7 чёрная пешка · d6 чёрный конь · c5 чёрный ферзь · d5 чёрная пешка · a4 чёрная пешка · d4 белый конь · g4 чёрная ладья · c3 белая пешка · d3 белая пешка · a2 белая пешка · b2 белый ферзь · f2 белая пешка · h2 белая пешка · b1 белый король · d1 белая ладья · h1 белая ладья | g8 чёрный король · e7 чёрная ладья · g7 чёрная пешка · h7 чёрная пешка · d6 чёрный конь · c5 чёрный ферзь · d5 чёрная пешка · a4 чёрная пешка · d4 белый конь · g4 чёрная ладья · c3 белая пешка · d3 белая пешка · a2 белая пешка · b2 белый ферзь · f2 белая пешка · h2 белая пешка · b1 белый король · d1 белая ладья · h1 белая ладья | g8 чёрный король · e7 чёрная ладья · g7 чёрная пешка · h7 чёрная пешка · d6 чёрный конь · c5 чёрный ферзь · d5 чёрная пешка · a4 чёрная пешка · d4 белый конь · g4 чёрная ладья · c3 белая пешка · d3 белая пешка · a2 белая пешка · b2 белый ферзь · f2 белая пешка · h2 белая пешка · b1 белый король · d1 белая ладья · h1 белая ладья | g8 чёрный король · e7 чёрная ладья · g7 чёрная пешка · h7 чёрная пешка · d6 чёрный конь · c5 чёрный ферзь · d5 чёрная пешка · a4 чёрная пешка · d4 белый конь · g4 чёрная ладья · c3 белая пешка · d3 белая пешка · a2 белая пешка · b2 белый ферзь · f2 белая пешка · h2 белая пешка · b1 белый король · d1 белая ладья · h1 белая ладья | g8 чёрный король · e7 чёрная ладья · g7 чёрная пешка · h7 чёрная пешка · d6 чёрный конь · c5 чёрный ферзь · d5 чёрная пешка · a4 чёрная пешка · d4 белый конь · g4 чёрная ладья · c3 белая пешка · d3 белая пешка · a2 белая пешка · b2 белый ферзь · f2 белая пешка · h2 белая пешка · b1 белый король · d1 белая ладья · h1 белая ладья | g8 чёрный король · e7 чёрная ладья · g7 чёрная пешка · h7 чёрная пешка · d6 чёрный конь · c5 чёрный ферзь · d5 чёрная пешка · a4 чёрная пешка · d4 белый конь · g4 чёрная ладья · c3 белая пешка · d3 белая пешка · a2 белая пешка · b2 белый ферзь · f2 белая пешка · h2 белая пешка · b1 белый король · d1 белая ладья · h1 белая ладья | g8 чёрный король · e7 чёрная ладья · g7 чёрная пешка · h7 чёрная пешка · d6 чёрный конь · c5 чёрный ферзь · d5 чёрная пешка · a4 чёрная пешка · d4 белый конь · g4 чёрная ладья · c3 белая пешка · d3 белая пешка · a2 белая пешка · b2 белый ферзь · f2 белая пешка · h2 белая пешка · b1 белый король · d1 белая ладья · h1 белая ладья | g8 чёрный король · e7 чёрная ладья · g7 чёрная пешка · h7 чёрная пешка · d6 чёрный конь · c5 чёрный ферзь · d5 чёрная пешка · a4 чёрная пешка · d4 белый конь · g4 чёрная ладья · c3 белая пешка · d3 белая пешка · a2 белая пешка · b2 белый ферзь · f2 белая пешка · h2 белая пешка · b1 белый король · d1 белая ладья · h1 белая ладья | 5 |
| 4 | g8 чёрный король · e7 чёрная ладья · g7 чёрная пешка · h7 чёрная пешка · d6 чёрный конь · c5 чёрный ферзь · d5 чёрная пешка · a4 чёрная пешка · d4 белый конь · g4 чёрная ладья · c3 белая пешка · d3 белая пешка · a2 белая пешка · b2 белый ферзь · f2 белая пешка · h2 белая пешка · b1 белый король · d1 белая ладья · h1 белая ладья | g8 чёрный король · e7 чёрная ладья · g7 чёрная пешка · h7 чёрная пешка · d6 чёрный конь · c5 чёрный ферзь · d5 чёрная пешка · a4 чёрная пешка · d4 белый конь · g4 чёрная ладья · c3 белая пешка · d3 белая пешка · a2 белая пешка · b2 белый ферзь · f2 белая пешка · h2 белая пешка · b1 белый король · d1 белая ладья · h1 белая ладья | g8 чёрный король · e7 чёрная ладья · g7 чёрная пешка · h7 чёрная пешка · d6 чёрный конь · c5 чёрный ферзь · d5 чёрная пешка · a4 чёрная пешка · d4 белый конь · g4 чёрная ладья · c3 белая пешка · d3 белая пешка · a2 белая пешка · b2 белый ферзь · f2 белая пешка · h2 белая пешка · b1 белый король · d1 белая ладья · h1 белая ладья | g8 чёрный король · e7 чёрная ладья · g7 чёрная пешка · h7 чёрная пешка · d6 чёрный конь · c5 чёрный ферзь · d5 чёрная пешка · a4 чёрная пешка · d4 белый конь · g4 чёрная ладья · c3 белая пешка · d3 белая пешка · a2 белая пешка · b2 белый ферзь · f2 белая пешка · h2 белая пешка · b1 белый король · d1 белая ладья · h1 белая ладья | g8 чёрный король · e7 чёрная ладья · g7 чёрная пешка · h7 чёрная пешка · d6 чёрный конь · c5 чёрный ферзь · d5 чёрная пешка · a4 чёрная пешка · d4 белый конь · g4 чёрная ладья · c3 белая пешка · d3 белая пешка · a2 белая пешка · b2 белый ферзь · f2 белая пешка · h2 белая пешка · b1 белый король · d1 белая ладья · h1 белая ладья | g8 чёрный король · e7 чёрная ладья · g7 чёрная пешка · h7 чёрная пешка · d6 чёрный конь · c5 чёрный ферзь · d5 чёрная пешка · a4 чёрная пешка · d4 белый конь · g4 чёрная ладья · c3 белая пешка · d3 белая пешка · a2 белая пешка · b2 белый ферзь · f2 белая пешка · h2 белая пешка · b1 белый король · d1 белая ладья · h1 белая ладья | g8 чёрный король · e7 чёрная ладья · g7 чёрная пешка · h7 чёрная пешка · d6 чёрный конь · c5 чёрный ферзь · d5 чёрная пешка · a4 чёрная пешка · d4 белый конь · g4 чёрная ладья · c3 белая пешка · d3 белая пешка · a2 белая пешка · b2 белый ферзь · f2 белая пешка · h2 белая пешка · b1 белый король · d1 белая ладья · h1 белая ладья | g8 чёрный король · e7 чёрная ладья · g7 чёрная пешка · h7 чёрная пешка · d6 чёрный конь · c5 чёрный ферзь · d5 чёрная пешка · a4 чёрная пешка · d4 белый конь · g4 чёрная ладья · c3 белая пешка · d3 белая пешка · a2 белая пешка · b2 белый ферзь · f2 белая пешка · h2 белая пешка · b1 белый король · d1 белая ладья · h1 белая ладья | 4 |
| 3 | g8 чёрный король · e7 чёрная ладья · g7 чёрная пешка · h7 чёрная пешка · d6 чёрный конь · c5 чёрный ферзь · d5 чёрная пешка · a4 чёрная пешка · d4 белый конь · g4 чёрная ладья · c3 белая пешка · d3 белая пешка · a2 белая пешка · b2 белый ферзь · f2 белая пешка · h2 белая пешка · b1 белый король · d1 белая ладья · h1 белая ладья | g8 чёрный король · e7 чёрная ладья · g7 чёрная пешка · h7 чёрная пешка · d6 чёрный конь · c5 чёрный ферзь · d5 чёрная пешка · a4 чёрная пешка · d4 белый конь · g4 чёрная ладья · c3 белая пешка · d3 белая пешка · a2 белая пешка · b2 белый ферзь · f2 белая пешка · h2 белая пешка · b1 белый король · d1 белая ладья · h1 белая ладья | g8 чёрный король · e7 чёрная ладья · g7 чёрная пешка · h7 чёрная пешка · d6 чёрный конь · c5 чёрный ферзь · d5 чёрная пешка · a4 чёрная пешка · d4 белый конь · g4 чёрная ладья · c3 белая пешка · d3 белая пешка · a2 белая пешка · b2 белый ферзь · f2 белая пешка · h2 белая пешка · b1 белый король · d1 белая ладья · h1 белая ладья | g8 чёрный король · e7 чёрная ладья · g7 чёрная пешка · h7 чёрная пешка · d6 чёрный конь · c5 чёрный ферзь · d5 чёрная пешка · a4 чёрная пешка · d4 белый конь · g4 чёрная ладья · c3 белая пешка · d3 белая пешка · a2 белая пешка · b2 белый ферзь · f2 белая пешка · h2 белая пешка · b1 белый король · d1 белая ладья · h1 белая ладья | g8 чёрный король · e7 чёрная ладья · g7 чёрная пешка · h7 чёрная пешка · d6 чёрный конь · c5 чёрный ферзь · d5 чёрная пешка · a4 чёрная пешка · d4 белый конь · g4 чёрная ладья · c3 белая пешка · d3 белая пешка · a2 белая пешка · b2 белый ферзь · f2 белая пешка · h2 белая пешка · b1 белый король · d1 белая ладья · h1 белая ладья | g8 чёрный король · e7 чёрная ладья · g7 чёрная пешка · h7 чёрная пешка · d6 чёрный конь · c5 чёрный ферзь · d5 чёрная пешка · a4 чёрная пешка · d4 белый конь · g4 чёрная ладья · c3 белая пешка · d3 белая пешка · a2 белая пешка · b2 белый ферзь · f2 белая пешка · h2 белая пешка · b1 белый король · d1 белая ладья · h1 белая ладья | g8 чёрный король · e7 чёрная ладья · g7 чёрная пешка · h7 чёрная пешка · d6 чёрный конь · c5 чёрный ферзь · d5 чёрная пешка · a4 чёрная пешка · d4 белый конь · g4 чёрная ладья · c3 белая пешка · d3 белая пешка · a2 белая пешка · b2 белый ферзь · f2 белая пешка · h2 белая пешка · b1 белый король · d1 белая ладья · h1 белая ладья | g8 чёрный король · e7 чёрная ладья · g7 чёрная пешка · h7 чёрная пешка · d6 чёрный конь · c5 чёрный ферзь · d5 чёрная пешка · a4 чёрная пешка · d4 белый конь · g4 чёрная ладья · c3 белая пешка · d3 белая пешка · a2 белая пешка · b2 белый ферзь · f2 белая пешка · h2 белая пешка · b1 белый король · d1 белая ладья · h1 белая ладья | 3 |
| 2 | g8 чёрный король · e7 чёрная ладья · g7 чёрная пешка · h7 чёрная пешка · d6 чёрный конь · c5 чёрный ферзь · d5 чёрная пешка · a4 чёрная пешка · d4 белый конь · g4 чёрная ладья · c3 белая пешка · d3 белая пешка · a2 белая пешка · b2 белый ферзь · f2 белая пешка · h2 белая пешка · b1 белый король · d1 белая ладья · h1 белая ладья | g8 чёрный король · e7 чёрная ладья · g7 чёрная пешка · h7 чёрная пешка · d6 чёрный конь · c5 чёрный ферзь · d5 чёрная пешка · a4 чёрная пешка · d4 белый конь · g4 чёрная ладья · c3 белая пешка · d3 белая пешка · a2 белая пешка · b2 белый ферзь · f2 белая пешка · h2 белая пешка · b1 белый король · d1 белая ладья · h1 белая ладья | g8 чёрный король · e7 чёрная ладья · g7 чёрная пешка · h7 чёрная пешка · d6 чёрный конь · c5 чёрный ферзь · d5 чёрная пешка · a4 чёрная пешка · d4 белый конь · g4 чёрная ладья · c3 белая пешка · d3 белая пешка · a2 белая пешка · b2 белый ферзь · f2 белая пешка · h2 белая пешка · b1 белый король · d1 белая ладья · h1 белая ладья | g8 чёрный король · e7 чёрная ладья · g7 чёрная пешка · h7 чёрная пешка · d6 чёрный конь · c5 чёрный ферзь · d5 чёрная пешка · a4 чёрная пешка · d4 белый конь · g4 чёрная ладья · c3 белая пешка · d3 белая пешка · a2 белая пешка · b2 белый ферзь · f2 белая пешка · h2 белая пешка · b1 белый король · d1 белая ладья · h1 белая ладья | g8 чёрный король · e7 чёрная ладья · g7 чёрная пешка · h7 чёрная пешка · d6 чёрный конь · c5 чёрный ферзь · d5 чёрная пешка · a4 чёрная пешка · d4 белый конь · g4 чёрная ладья · c3 белая пешка · d3 белая пешка · a2 белая пешка · b2 белый ферзь · f2 белая пешка · h2 белая пешка · b1 белый король · d1 белая ладья · h1 белая ладья | g8 чёрный король · e7 чёрная ладья · g7 чёрная пешка · h7 чёрная пешка · d6 чёрный конь · c5 чёрный ферзь · d5 чёрная пешка · a4 чёрная пешка · d4 белый конь · g4 чёрная ладья · c3 белая пешка · d3 белая пешка · a2 белая пешка · b2 белый ферзь · f2 белая пешка · h2 белая пешка · b1 белый король · d1 белая ладья · h1 белая ладья | g8 чёрный король · e7 чёрная ладья · g7 чёрная пешка · h7 чёрная пешка · d6 чёрный конь · c5 чёрный ферзь · d5 чёрная пешка · a4 чёрная пешка · d4 белый конь · g4 чёрная ладья · c3 белая пешка · d3 белая пешка · a2 белая пешка · b2 белый ферзь · f2 белая пешка · h2 белая пешка · b1 белый король · d1 белая ладья · h1 белая ладья | g8 чёрный король · e7 чёрная ладья · g7 чёрная пешка · h7 чёрная пешка · d6 чёрный конь · c5 чёрный ферзь · d5 чёрная пешка · a4 чёрная пешка · d4 белый конь · g4 чёрная ладья · c3 белая пешка · d3 белая пешка · a2 белая пешка · b2 белый ферзь · f2 белая пешка · h2 белая пешка · b1 белый король · d1 белая ладья · h1 белая ладья | 2 |
| 1 | g8 чёрный король · e7 чёрная ладья · g7 чёрная пешка · h7 чёрная пешка · d6 чёрный конь · c5 чёрный ферзь · d5 чёрная пешка · a4 чёрная пешка · d4 белый конь · g4 чёрная ладья · c3 белая пешка · d3 белая пешка · a2 белая пешка · b2 белый ферзь · f2 белая пешка · h2 белая пешка · b1 белый король · d1 белая ладья · h1 белая ладья | g8 чёрный король · e7 чёрная ладья · g7 чёрная пешка · h7 чёрная пешка · d6 чёрный конь · c5 чёрный ферзь · d5 чёрная пешка · a4 чёрная пешка · d4 белый конь · g4 чёрная ладья · c3 белая пешка · d3 белая пешка · a2 белая пешка · b2 белый ферзь · f2 белая пешка · h2 белая пешка · b1 белый король · d1 белая ладья · h1 белая ладья | g8 чёрный король · e7 чёрная ладья · g7 чёрная пешка · h7 чёрная пешка · d6 чёрный конь · c5 чёрный ферзь · d5 чёрная пешка · a4 чёрная пешка · d4 белый конь · g4 чёрная ладья · c3 белая пешка · d3 белая пешка · a2 белая пешка · b2 белый ферзь · f2 белая пешка · h2 белая пешка · b1 белый король · d1 белая ладья · h1 белая ладья | g8 чёрный король · e7 чёрная ладья · g7 чёрная пешка · h7 чёрная пешка · d6 чёрный конь · c5 чёрный ферзь · d5 чёрная пешка · a4 чёрная пешка · d4 белый конь · g4 чёрная ладья · c3 белая пешка · d3 белая пешка · a2 белая пешка · b2 белый ферзь · f2 белая пешка · h2 белая пешка · b1 белый король · d1 белая ладья · h1 белая ладья | g8 чёрный король · e7 чёрная ладья · g7 чёрная пешка · h7 чёрная пешка · d6 чёрный конь · c5 чёрный ферзь · d5 чёрная пешка · a4 чёрная пешка · d4 белый конь · g4 чёрная ладья · c3 белая пешка · d3 белая пешка · a2 белая пешка · b2 белый ферзь · f2 белая пешка · h2 белая пешка · b1 белый король · d1 белая ладья · h1 белая ладья | g8 чёрный король · e7 чёрная ладья · g7 чёрная пешка · h7 чёрная пешка · d6 чёрный конь · c5 чёрный ферзь · d5 чёрная пешка · a4 чёрная пешка · d4 белый конь · g4 чёрная ладья · c3 белая пешка · d3 белая пешка · a2 белая пешка · b2 белый ферзь · f2 белая пешка · h2 белая пешка · b1 белый король · d1 белая ладья · h1 белая ладья | g8 чёрный король · e7 чёрная ладья · g7 чёрная пешка · h7 чёрная пешка · d6 чёрный конь · c5 чёрный ферзь · d5 чёрная пешка · a4 чёрная пешка · d4 белый конь · g4 чёрная ладья · c3 белая пешка · d3 белая пешка · a2 белая пешка · b2 белый ферзь · f2 белая пешка · h2 белая пешка · b1 белый король · d1 белая ладья · h1 белая ладья | g8 чёрный король · e7 чёрная ладья · g7 чёрная пешка · h7 чёрная пешка · d6 чёрный конь · c5 чёрный ферзь · d5 чёрная пешка · a4 чёрная пешка · d4 белый конь · g4 чёрная ладья · c3 белая пешка · d3 белая пешка · a2 белая пешка · b2 белый ферзь · f2 белая пешка · h2 белая пешка · b1 белый король · d1 белая ладья · h1 белая ладья | 1 |
|   | a | b | c | d | e | f | g | h |   |

Здесь белые в безнадёжной позиции находят, по словам Ботвинника, поистине гениальную комбинацию, которая, увы, оказывается с изъяном. 28. f3 Лh4 29. Лhe1 Лb7 30. Ле8+ Крf7 31. Лf8+! Кре7! Только так. На 31 …Кр:f8 следует 32. Ке6+, а на 31 … Крg6 — 32. Ф:b7! К:b7 33. Лg1+ Крh5 34. Лf5+ Крh6 35. Лf6+! gf 36. Кf5+ Крh5 37. Кg7+ с вечным шахом. 32. Ле1+. Что теперь делать чёрным? Плохо для них 32 …Крd7 33. Лf7+!, а на 32 …Кр:f8 по-прежнему следует 33. Ке6+. И всё-таки есть опровержение комбинации белых. Для этого достаточно сыграть чёрной ладьёй в духе desperado — 32 …Ле4! «У белых столько фигур под боем, что и чёрные могут позволить себе удовольствие подставить ладью» — М. Ботвинник. 33. fe. Не спасают и другие продолжения, например 33. Л:е4+ de, и белые теряют ферзя. 33 …Л:b2+ 34. Кр:b2 Фb6+ 35. Крс2 Кр:f8, и чёрные выиграли.